# Calabria
La Calabria (AFI: /kaˈlabrja/; Calabbria in calabrese; Καλαβρία (Kalavrìa) in grecanico; in arbëreshë Kalabrì; in occitano Calàbria), ufficialmente Regione Calabria, è una regione italiana a statuto ordinario dell'Italia meridionale di 1 833 953 abitanti, con capoluogo Catanzaro. L'unico confine regionale si trova a nord, con la Basilicata, a sud-ovest lo stretto di Messina, la separa dalla Sicilia, ed è bagnata a est dal mar Ionio e a ovest dal mar Tirreno.
In Calabria ha origine il termine Italia, con cui gli antichi Greci si riferivano un tempo all'istmo di Catanzaro.
Abitata sin dal paleolitico, grazie alla sua posizione strategica al centro del Mediterraneo ha visto il fiorire di numerose culture: enotria, ausonia, greca, bruzia, romana, bizantina, normanna. Quello greco rappresenta per la Calabria il periodo di massimo splendore, con la fondazione a partire dall'VIII secolo a.C. di numerose città che saranno per secoli fra le più ricche e culturalmente avanzate del loro tempo, costituendo il fulcro del territorio successivamente ribattezzato Magna Grecia dai conquistatori romani.
In epoca romana è parte della Regio III Lucania et Bruttii, una regione dell'Italia augustea. Dopo la guerra greco-gotica diviene e rimane per ben cinque secoli un dominio bizantino, recuperando pienamente il suo carattere ellenico. Fiorisce il cenobitismo, col sorgere in tutto il territorio di innumerevoli chiese, eremi e monasteri in cui i monaci basiliani calabro-greci si dedicano alla trascrizione. A partire dal periodo bizantino la Calabria diventa la più importante area d'Europa per la produzione e lavorazione della seta. Nell'XI secolo, l'avvento dei normanni dà il via a un lento processo di latinizzazione della regione, che inizia a seguire le sorti del resto del Meridione: farà parte del Regno di Sicilia, del Regno di Napoli e del Regno delle Due Sicilie, prima di convergere nell'Italia unita.
Nell'area della Bovesìa esistono ancora delle comunità di lingua grecanica, variante locale della lingua greca. Nella parte centro-settentrionale della penisola sono invece numerosi i comuni di lingua arbëreshe, variante locale della lingua albanese. Vi è inoltre a Guardia Piemontese una minoranza di lingua occitana.

## Geografia fisica

Superficie della Calabria per zone altimetriche

La Calabria, punta dello stivale italiano, è costituita da una penisola protesa nel Mediterraneo: la Penisola Calabrese. Per questo motivo, la regione ha uno sviluppo costiero di 788,92 km, lungo di esso si alternano tratti rocciosi, promontori, falesie e litorali sabbiosi.
Il territorio calabrese è occupato per buona parte da rilievi montuosi (Pollino, Sila, Catena Costiera, Serre e Aspromonte), i quali costituiscono l'ossatura centrale della regione. Perciò, solo una piccola parte della superficie regionale è occupata da pianure; le principali in ordine di grandezza sono la Piana di Sibari, la Piana di Gioia Tauro e la Piana di Sant'Eufemia.
Alla Calabria appartengono anche due piccole isole, Dino (di dimensioni maggiori) e Cirella, entrambe ricadenti amministrativamente in provincia di Cosenza e bagnate dal Mar Tirreno. I punti estremi della regione sono a nord una porzione di territorio confinante con la Basilicata ricadente nel territorio comunale di Nocara, ad est Capo Colonna, a sud punta Palizzi e ad ovest la foce del Calopinace. Inoltre, il punto più vicino alla Sicilia è Punta Pezzo, distante da Capo Peloro appena 3,2 km.

### Orografia

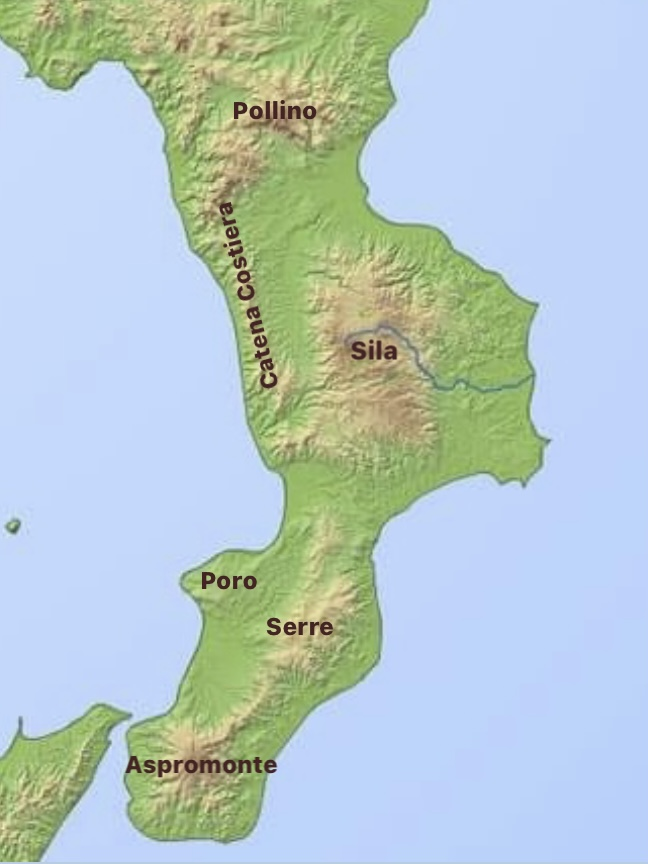
I gruppi montuosi della Calabria

La Calabria è costituita per il 49,2% del suo territorio da colline, per il 41,8% da montagne e per il restante 9% da pianure.
Il rilievo montuoso più a nord è il Massiccio del Pollino, il quale possiede le vette più elevate della Calabria, il Monte Serra Dolcedorme (2 267 m) e il Monte Pollino (2 248 m). Procedendo verso sud, separata dal Pollino tramite i Monti di Orsomarso dove la cima più alta è il Cozzo del Pellegrino (1 987 m), si allunga sulla fascia tirrenica la Catena Costiera, la cui cima più elevata è il Monte Cocuzzo (1 541 m).
Al centro della regione si eleva la Sila, un vasto altopiano ricoperto da grandi foreste di aghifoglie, la cui vetta più alta è il Monte Botte Donato (1 928 m). A sud-ovest la Sila si salda, attraverso la valle del Corace, al massiccio del Reventino (1 417 m), che sovrasta il litorale tirrenico di Capo Suvero e la piana di Sant'Eufemia.
Fra quest'ultima piana e quella di Gioia Tauro si erge il gruppo del Monte Poro (710 m), il rilievo dalle dimensioni più modeste nella regione. Tra l'istmo di Catanzaro e il valico della Limina sorgono le Serre, delle quali la vetta più elevata è il monte Monte Pecoraro (1 423 m). A sud con le serre si congiungono con il rilievo montuoso più meridionale della regione ovvero l'Aspromonte, il cui monte più elevato è il Montalto (1 956 m).

### Idrografia

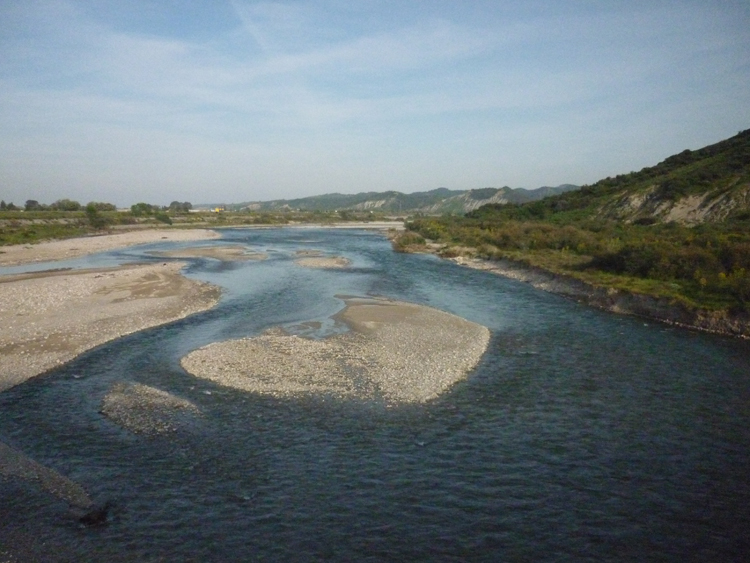
Il fiume Neto nei pressi di Santa Severina

I fiumi della Calabria generalmente non presentano uno sviluppo significativo, in primis per la forma stretta e allungata della penisola calabrese, in secondo luogo per la particolare disposizione dei rilievi montuosi; pertanto, la maggior parte dei fiumi calabresi sono a carattere torrentizio, fanno eccezione il Crati e il Neto - i fiumi più lunghi - che sfociano nel mar Ionio. Tributano anch'essi allo Ionio, ma con un corso di gran lunga più breve, il Coscile (che ha origine dal Massiccio del Pollino, in cui sfocia il suo maggiore affluente, l'Esaro), il Trionto, il Tacina e il Corace; questi ultimi fiumi, come peraltro il Neto, nascono dalla Sila. Dall'altopiano della Sila hanno origine anche l'Amato e il Savuto, che insieme al Lao che scende dal Massiccio del Pollino, sono i maggiori fiumi del versante tirrenico. Gli altri corsi d'acqua sono ancora più brevi e hanno le caratteristiche tipiche delle fiumare in quanto hanno regime torrentizio, scorrono incassati in stretti versanti a monte per poi riversarsi nelle pianure alluvionali in ampi alvei ciottolosi, asciutti per gran parte dell'anno, ma che possono riempirsi repentinamente in occasione di temporali o piogge violente. Inoltre esistono numerosi laghi che sono artificiali, soprattutto sull'altopiano della Sila, i principali sono l'Ampollino, l'Arvo, il Cecita, l'Angitola e il Passante.

### Geologia

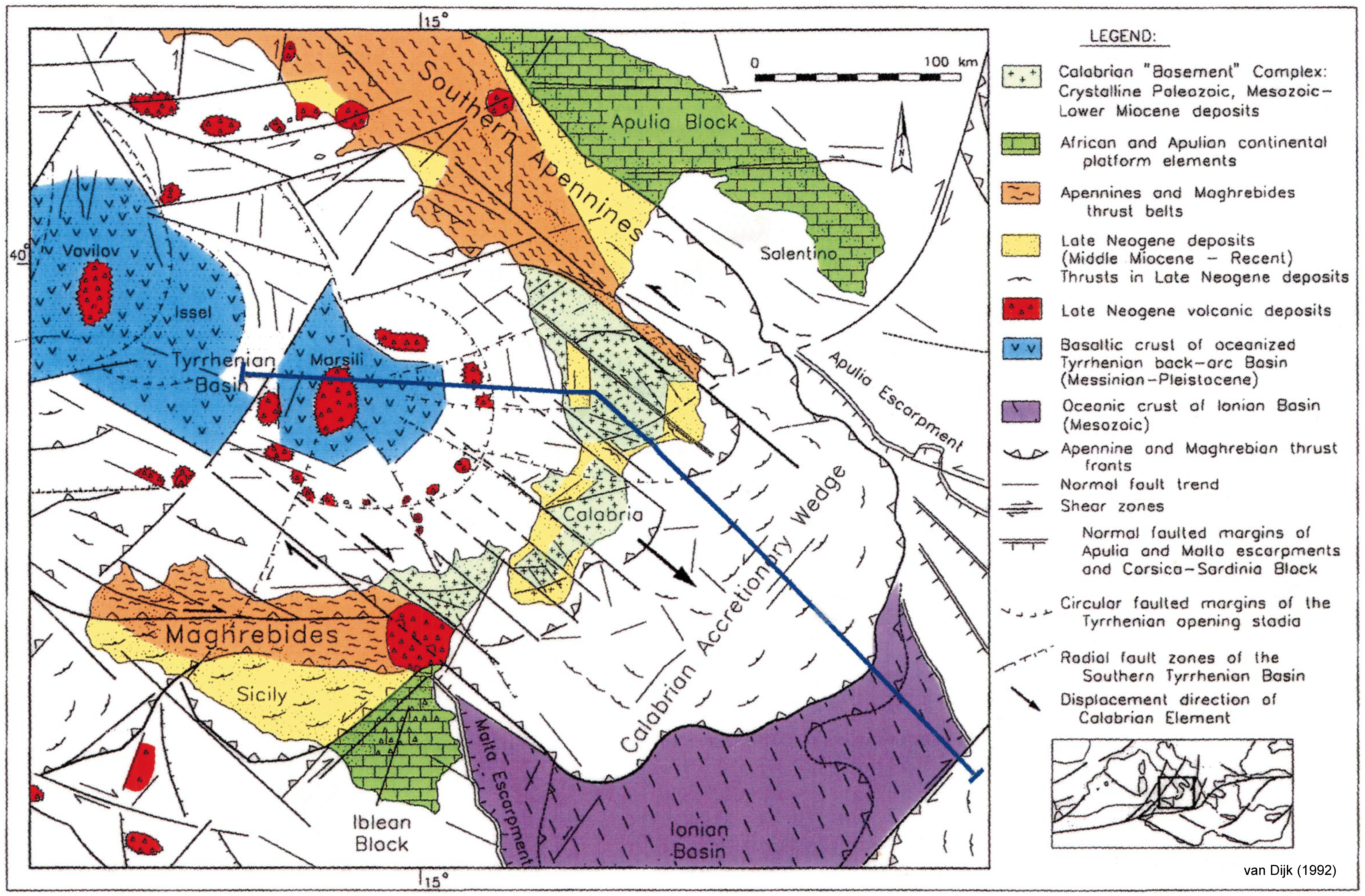
Carta geotettonica del Mediterraneo centrale e l'Arco Calabro

Quando si parla della geologia della Calabria si riferisce generalmente all'Arco calabro, detto anche "Arco Calabro-Peloritano". Si tratta di una catena montuosa semi-circolare che comincia a sud della Basilicata e comprende il settore nordorientale della Sicilia, con i Monti Peloritani.
Il basamento della Calabria è costituito principalmente da rocce cristalline e metamorfiche di età Paleozoica, coperte dai successivi sedimenti principalmente Neogenici. Le rocce del substrato sono costituite da diverse unità tettoniche ("falde") sovrapposte le une alle altre e sulle unità degli Appennini meridionali e delle Maghrebide siciliane.
L'evoluzione Neogenica del Mediterraneo è quella tipica dei sistemi Arco-Fossa di subduzione, caratterizzata da uno slittamento dell'Arco Calabro verso Sud-Est in concomitanza con l'apertura del bacino Tirrenico. Il cosiddetto avampaese di questo sistema è costituita dalla piattaforma Apula e dalla piattaforma Ibleo o "Ragusana". Il Tirreno rappresenta il bacino di retro-arco di questo sistema di subduzione, dove le parti con affinità africana subducono al di sotto degli elementi di affinità Europea (Arco calabro).
La Calabria è una regione ad elevata pericolosità sismica.

### Clima

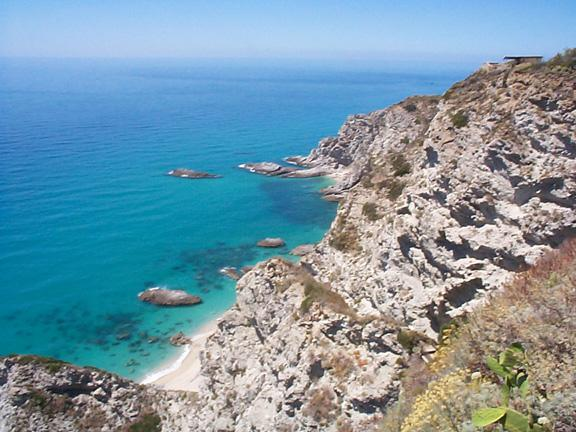
Capo Vaticano

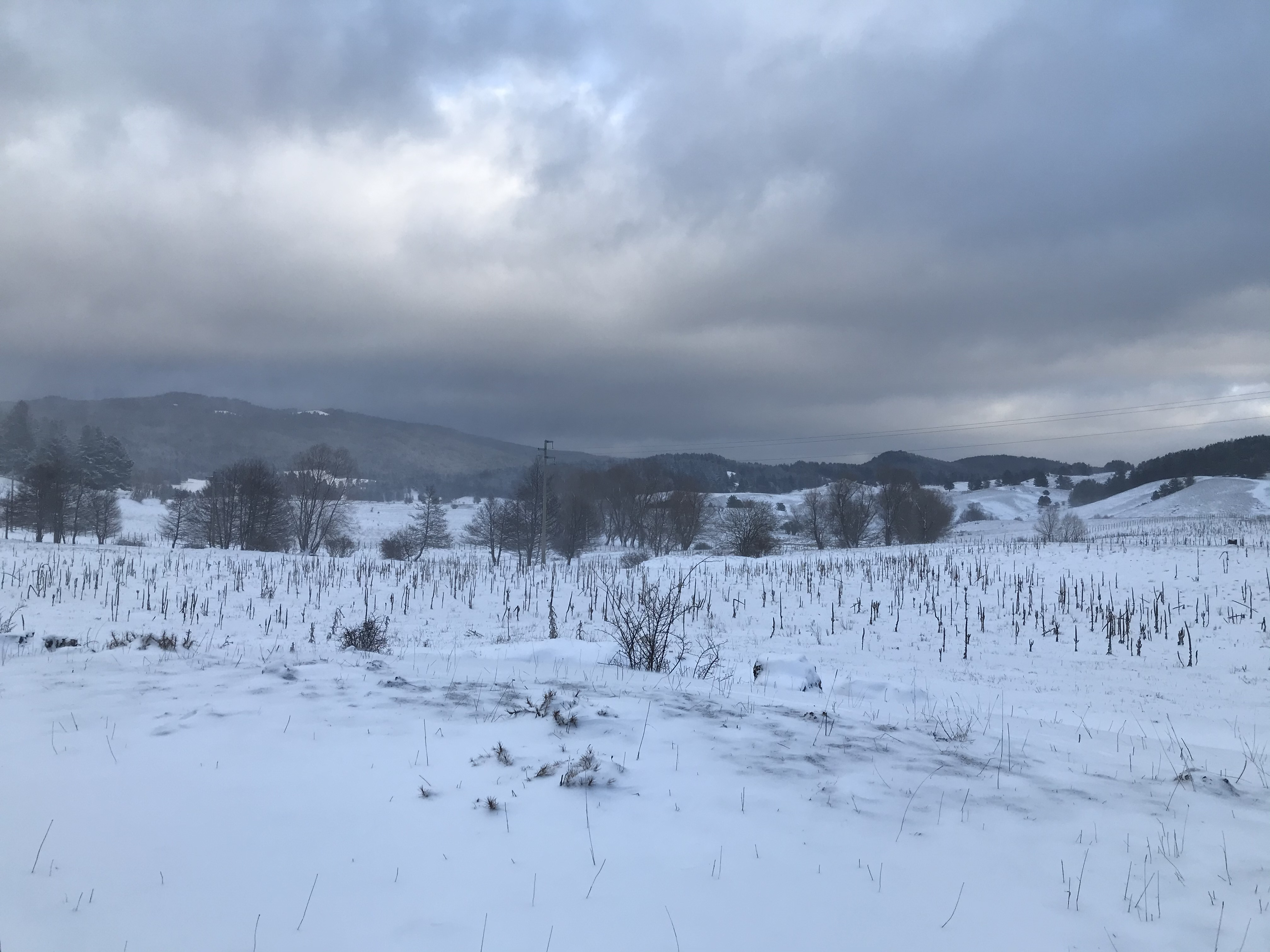
Sila

Il clima calabrese è di tipo mediterraneo. Il litorale ionico è più secco e arido di quello tirrenico, che si presenta con un clima più mite. In genere le temperature lungo le coste non scendono mai sotto i 10 °C e non salgono mai sopra i 40 °C, con punte di 42-44 °C nei mesi estivi. Lungo gli Appennini e nelle zone interne, dal Pollino, alla Sila fino all'Aspromonte, il clima è montano appenninico (continentale freddo) con inverni freddi e nevosi, l'estate è tiepida e non mancano temporali. Da segnalare l'interessante escursione termica giornaliera, in inverno, nella valle del Crati, dove anche a quote di pianura possono verificarsi abbondanti nevicate.
Le stazioni meteorologiche ufficialmente riconosciute dall'Organizzazione meteorologica mondiale presenti nel territorio regionale sono:
- Bonifati
- Calopezzati
- Capo Spartivento
- Catanzaro
- Cosenza
- Crotone-Isola di Capo Rizzuto
- Lamezia Terme
- Monte Scuro
- Punta Alice
- Gioia Tauro
- Reggio Calabria
- Vibo Valentia
- Bianchi

### Flora

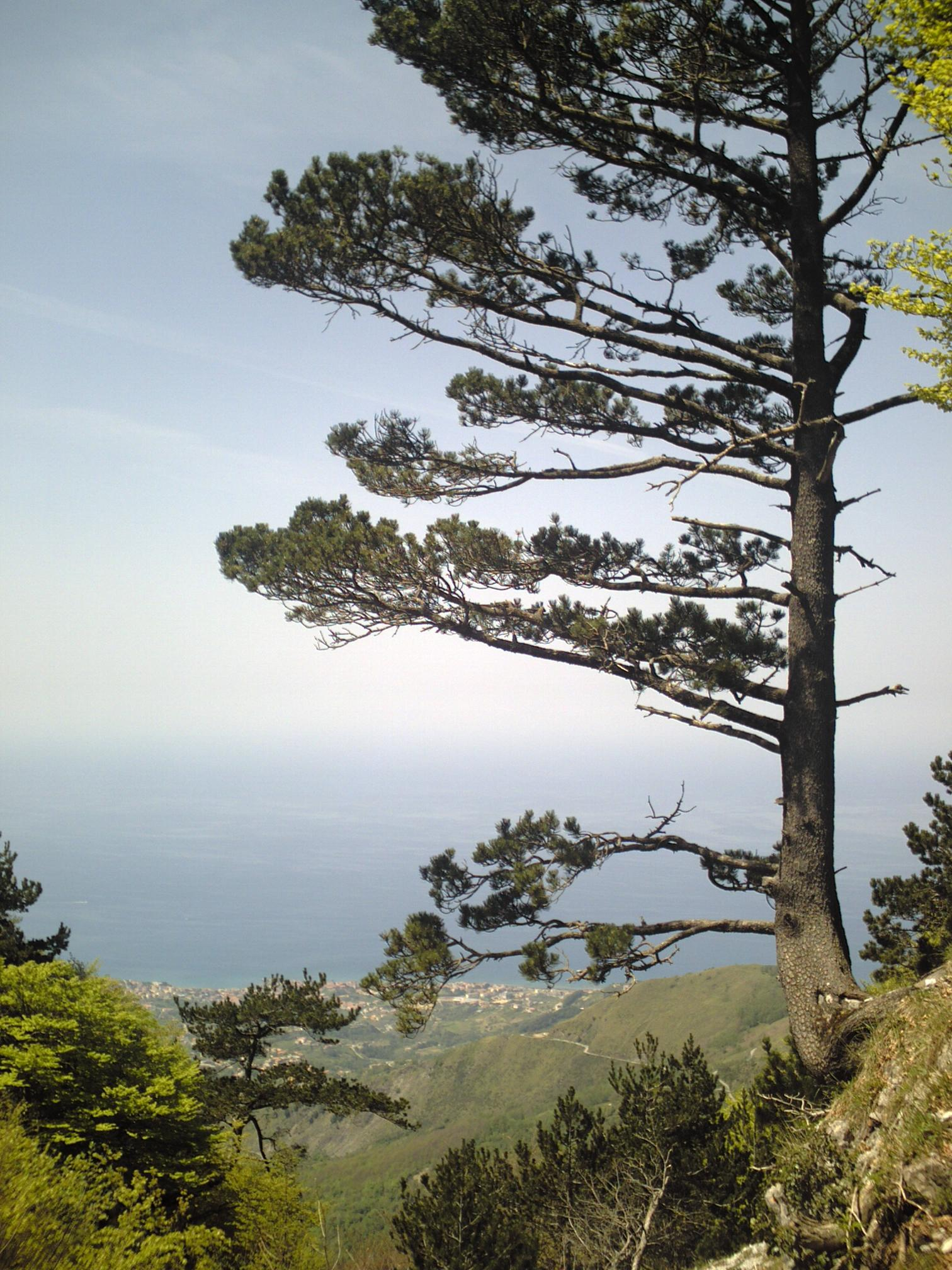
Il pino loricato

Le differenti condizioni climatiche della regione favoriscono anche una diversa vegetazione da zona a zona. Dal livello del mare fino ai 600 metri (piano mediterraneo) predomina la macchia mediterranea con ulivi, lecci e altre piante tipiche del clima mediterraneo. Dai 700 metri fino ai 1000 metri (piano della bassa montagna appenninica), invece, cresce una vegetazione di transizione: castagni e altre querce hanno la loro dominanza.
Dai 1000 metri in su (piano montano) dominano le specie tipiche del clima di montagna, composte da faggio, abete bianco e pino laricio. Sulle Serre calabresi il piano montano inizia, in alcuni punti, anche a 800 metri. Da citare il "pino loricato" (Pinus heldreichii), simbolo indiscusso del Parco nazionale del Pollino: questa antica reliquia vive solo sul Pollino, mentre fuori dal territorio italiano lo si trova sui Balcani.

## Origini del nome

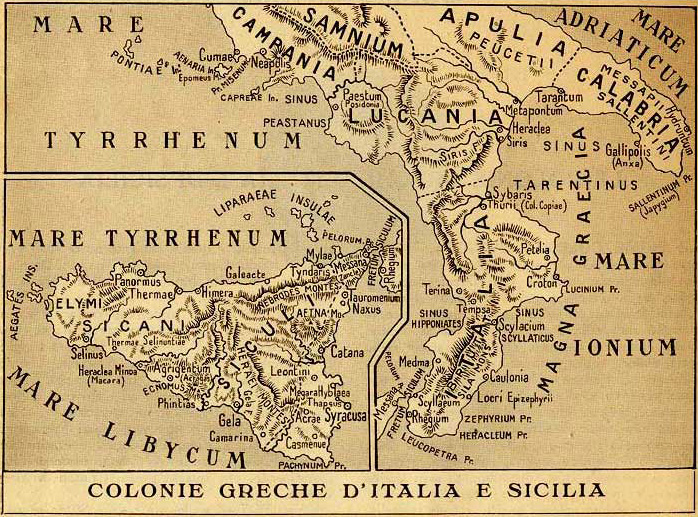
L'Italia secondo i greci, corrispondente all'attuale Calabria

Nell'era augustea dell'Impero romano l'attuale regione era conosciuta come Bruttium, dalla popolazione che l'abitava. Ancora prima, attorno al XV secolo a.C., queste terre erano conosciute con il nome di Italia, dalla popolazione degli Itali, discendenti degli enotri. I Greci indicarono l'origine del nome in Ouitoulía dal vocabolo Italòi (plurale di Italós), termine con il quale i coloni achei che giunsero nelle terre dell'attuale Calabria ambiguamente designavano sia i Vituli, una popolazione che abitava le terre a sud dell'istmo di Catanzaro, il cui etnonimo era etimologicamente relato al vocabolo indicante il toro, animale sacro ai Vituli e da loro divinizzato, che i tori stessi: il greco italós infatti è di derivazione italica, specificamente deriva dalla osco-umbra uitlu, toro appunto (vedasi il latino uitellus, forma con suffisso diminutivo che significa vitello). Ouitoulía venne così a significare "terra dei Vituli" o "terra dei tori". A supporto di questa ipotesi, nella parte meridionale della penisola calabrese, laddove si sviluppò la più grande civiltà italica, prima dell'avvento di Roma, esistono toponimi di origine magnogreca (alcuni tradotti in latino dai Normanni) probabilmente facenti capo alla più antica etimologia di terra dei tori (dei bovini): Bova, Bovalino, Taurianova, Gioia Tauro, ecc.
Il nome Calabria designava in origine la penisola salentina, che era compresa nella regione augustea Regio II Apulia et Calabria, mentre l'odierna Calabria insieme all'attuale Basilicata formava la Regio III Lucania et Bruttii. Ma quando le due penisole dell'Italia meridionale furono unificate dai Bizantini, il nome di Calabria fu usato per identificare anche la regione del Bruzio; successivamente, con la perdita dei possessi bizantini nel Salento in favore dei Longobardi, il nome fu utilizzato per designare soltanto l'attuale penisola calabrese, che mantiene tuttora il nome. Durante il basso Medioevo e l'età moderna il termine Calabria venne trasformato in Calabrie, con lo sdoppiamento del territorio nelle due province napoletane di Calabria Ulteriore e Calabria Citeriore.
Il nome Calabria viene da Calabrī, da confrontare con i Γαλάβριοι (Galábrioi) della Penisola balcanica (dalla quale forse deriva anche l'etnico Calabrī). L'origine sembra essere una radice preromana *cal-/cala- o *calabra-/galabra-, che compare anche in calaverna e calabrosa, nonché in calabria, nome comune della pernice di monte (Lagopus muta), che significherebbe "roccia", "concrezione calcarea o ghiacciata". A sostegno di questa tesi Latham (1859) riporta tribù di Galabri o Calabri nelle regioni orientali dell'odierno Kossovo, ricche di giacimenti minerari di oro e di argento e afferma che Iapigi e Iapodi erano contigui ai Galabri e, “for all pratical purposes”, erano la stessa popolazione e che "word for word" Galabri è lo stesso che Calabri. Latham afferma inoltre che in Italia ci sono Iapigi chiamati Calabri, nei Balcani ci sono Iapodi anche detti Calabri. Con il nome di Iapigi venivano indicati anche i Messapi e i Calabri.
Un'altra ipotesi vuole che il termine Calabria derivi invece dal greco antico kalón-bryōn ([terra] che fa sorgere il bene/il bello), ad indicare la fertilità del suo territorio. Ne fa riferimento, ad esempio, il poeta e storico cinquecentesco Francesco Grano da Cropani nel suo poemetto De situ laudibusque Calabriae, in cui, nell'elogiare le bellezze della Calabria, accenna anche alla presunta esistenza della suddetta origine etimologica ("[...] se è vero che nella lingua greca il termine kalon significa bello, e brio indica lo zampillare [...]").

## Storia

### Preistoria

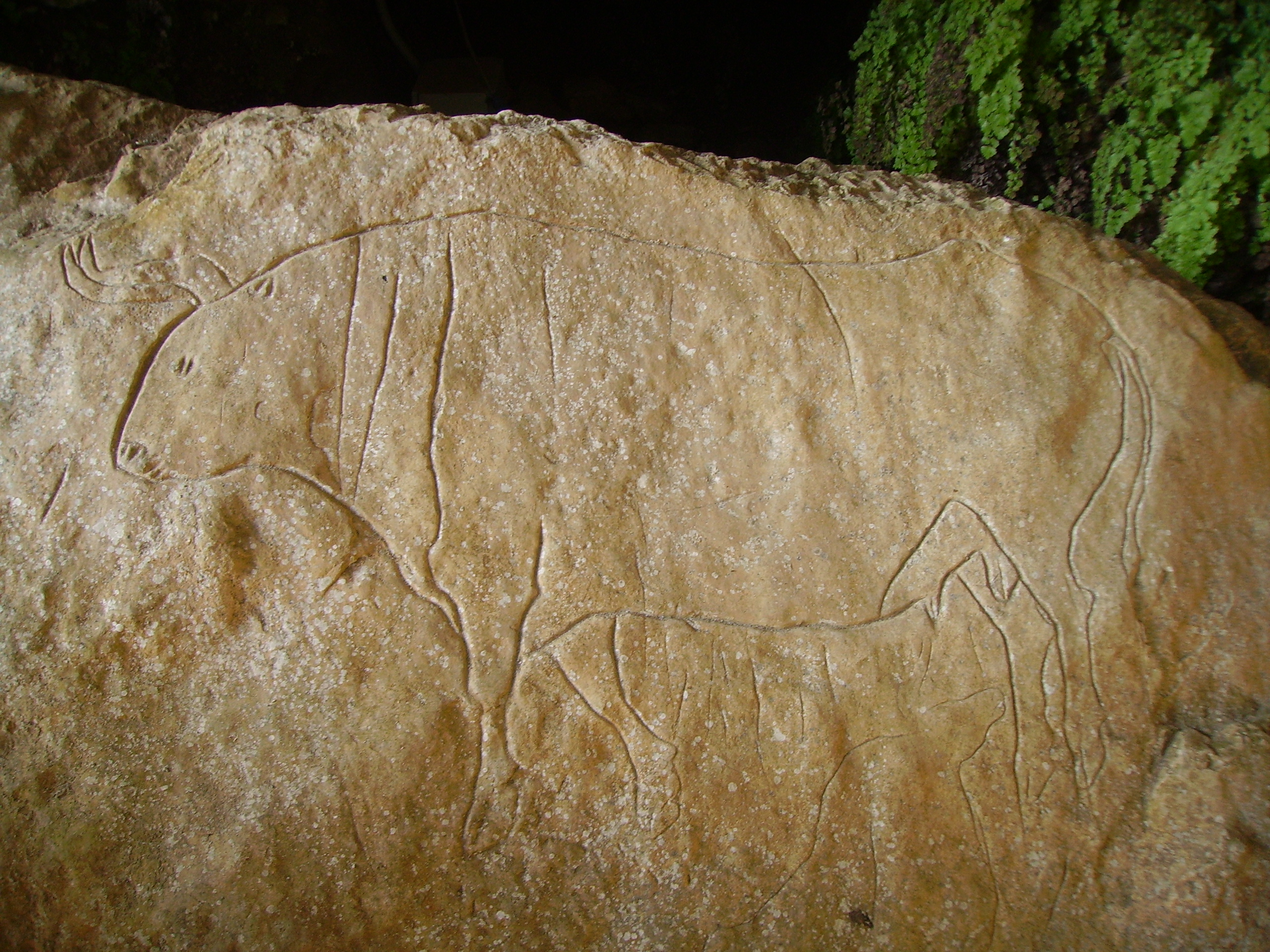
Graffito paleolitico di Bos primigenius, Grotta del Romito, Papasidero

Le prime tracce della presenza dell'uomo in Calabria risalgono al Paleolitico come testimoniano i ritrovamenti nelle grotte di Praia a Mare, il graffito del Bos primigenius della Grotta del Romito a Papasidero, una figura di bovide incisa nella roccia 12 000 anni fa, ma anche le attività minerarie nella Grotta della Monaca a Sant'Agata di Esaro. Durante l'era dei metalli giunsero nuove popolazioni, uno degli insediamenti più importanti risalente a quel periodo è il complesso di Torre Galli nei pressi di Vibo Valentia, inoltre, nei pressi di Roccella Ionica, sul finire degli anni sessanta, furono condotti degli scavi che riportarono alla luce una necropoli risalente all'età del ferro, così come, negli anni cinquanta, in Contrada Ronzo a Calanna a poca distanza dall'abitato si scoprì la necropoli di un villaggio protostorico databile ai secoli XI- X a.C., importanti reperti ritrovati sono conservati a Reggio Calabria nel Museo nazionale della Magna Grecia. Nei pressi di Girifalco, in contrada Carìa, fu rinvenuta una necropoli del Neolitico superiore durante gli ultimi anni del XIX secolo dallo storico e archeologo Armando Lucifero nella quale reperì il cranio di Carìa.

### Mitologia
Secondo il mito, Aschenez, pronipote di Noè, mercante semita ed inventore della barca a remi, giunse tre generazioni dopo il diluvio universale sulle sponde dove fu fondata Reggio.
Più tardi, secondo il mito greco, circa 850 anni prima della guerra di Troia, vi sarebbero dunque giunti Enotrio e Peucezio (riportato anche come Paucezio), di stirpe enotria e pelasgica, originari del Peloponneso, in Ausonia, abitata già dagli Ausoni.
Secondo la leggenda Enotrio avrebbe regnato per 71 anni e alla sua morte gli sarebbe succeduto il figlio Italo («uomo forte e savio», secondo quanto narra Dionigi di Alicarnasso) che regnò su una popolazione "Italòi" che occupavano la penisola nella zona situata a sud dell'Istmo di Catanzaro, che oggi sono la province di Catanzaro, Vibo Valentia e Reggio Calabria, dalla quale l'Ausonia avrebbe preso il nuovo nome di "Italia", come riportano Tucidide («quella regione fu chiamata Italia da Italo, re arcade») e Virgilio (Eneide, III). Sappiamo comunque da Dionigi di Alicarnasso (1 11,2-4; 12,1) e Diodoro Siculo che gli "Ausoni" (abitanti dell'Ausonia) erano stanziati nella zona di Reggio già intorno al XVI secolo a.C..

### Periodo italico
Tali popolazioni dunque (Ausoni-Enotri-Itali, di origine indoeuropea, Italici appartenenti al gruppo latino-falisco), avrebbero abitato prevalentemente le zone costiere. I Lucani (Italici indoeuropei, appartenenti al gruppo osco-umbro), abitavano nella regione che da essi prese il nome di "Lucania", a nord della Calabria. L'entroterra della Calabria (chiamato in seguito dai Romani "Bruttium"), fu abitato principalmente dai Bruzi (di temperamento bellicoso, chiamati Brutti o Bretti, strettamente imparentati coi Lucani) oltre che da genti di origine iberica. Il centro nevralgico di questo popolo era Consentia, l'attuale Cosenza, la quale venne eletta dalle tribù dei Bruzi, dopo essersi coalizzate in una lega, "capitale" della regione. Fu occupata dai Romani assieme al resto della Magna Grecia nel 265 a.C., ma durante la seconda guerra punica si ribellò a Roma per allearsi con Annibale, per poi ritornare sotto il saldo controllo della repubblica romana dopo la sconfitta del condottiero cartaginese.

### Periodo greco antico

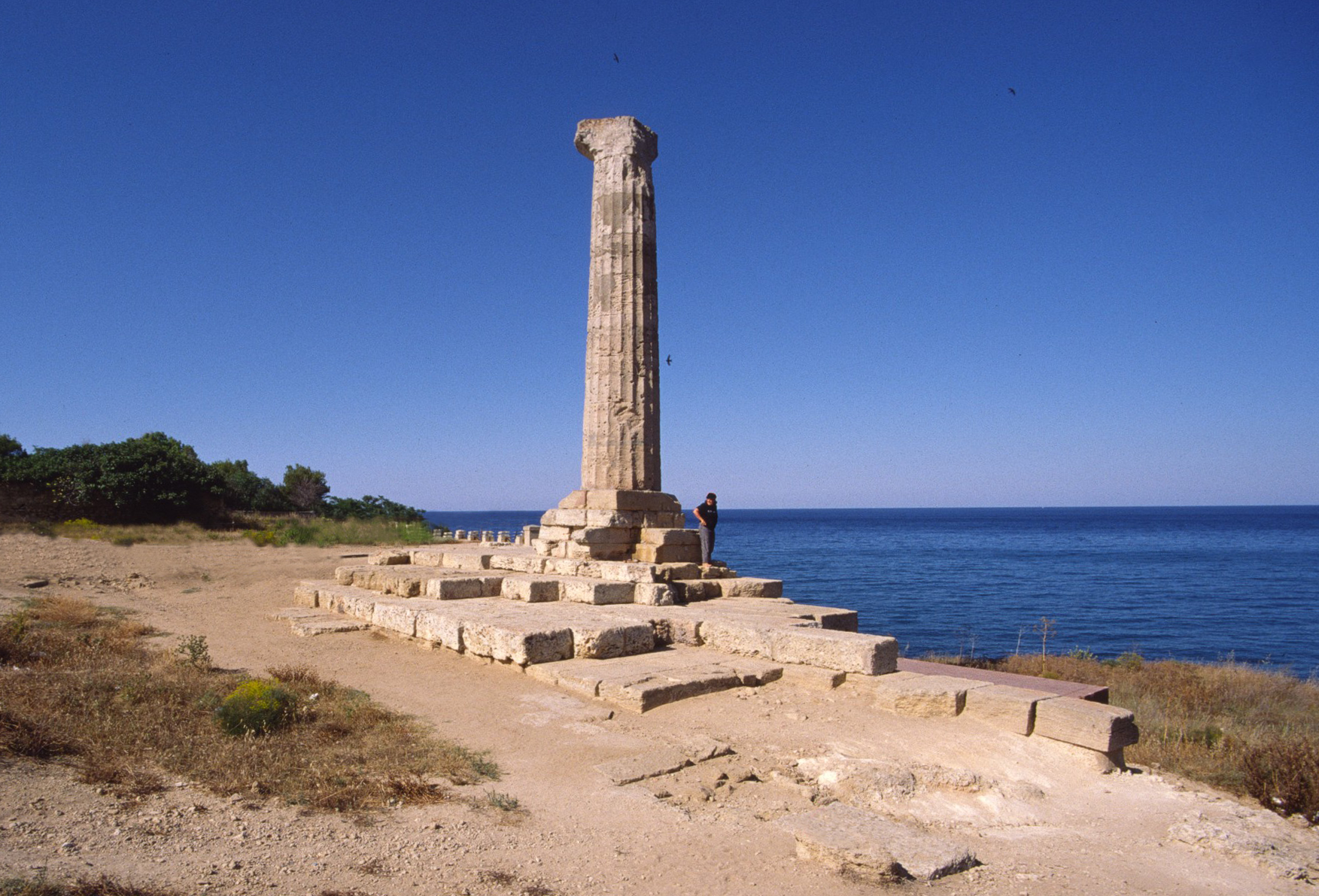
Capo Colonna

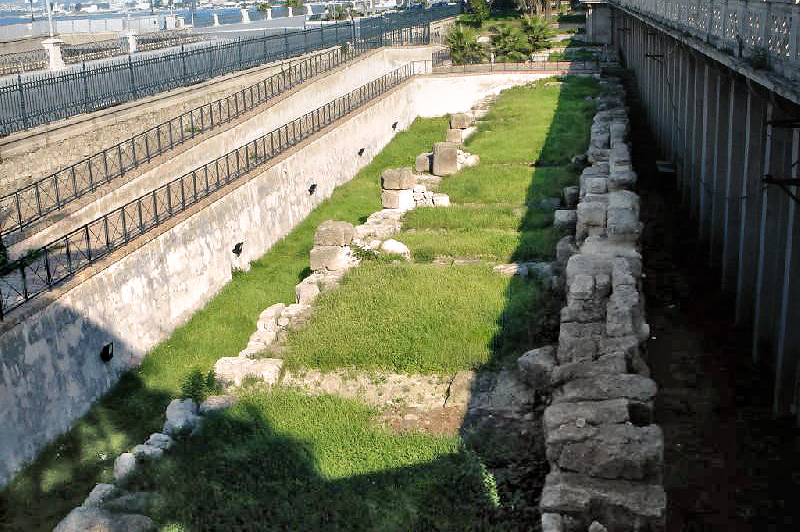
Mura greche al lungomare di Reggio Calabria

Di fondamentale importanza è lo sbarco dei Greci sulle coste calabresi, i quali strapparono le terre ai Lucani (costretti a rifugiarsi nell'entroterra e nella parte settentrionale della Calabria), e si mescolarono con gli altri popoli autoctoni, dando vita ad una cultura meticcia, greco-italica, estremamente florida nei secoli successivi. I Greci fondarono fiorenti colonie, così magnificenti da guadagnarsi l'appellativo di Magna Grecia (Grande Grecia), così importanti da superare, in alcuni casi, la stessa madrepatria.
Tra l'VIII ed il IV secolo a.C. infatti fiorivano su tutta la costa numerose ed importanti città della Magna Grecia, come Rhegion, Kroton, Locri Epizefiri, Metauros e Sybaris, e numerose sub-colonie fondate dalle colonie stesse quali: Kaulon, Hipponion, Medma, Terina e Scolacium.
La storia delle poleis magnogreche vide primeggiare politicamente ed economicamente le città di Reggio come padrona dello Stretto di Messina e della Calabria meridionale, di Locri Epizefiri nella parte centrale della regione, e di Crotone in quella settentrionale, in una storia fatta di alterne alleanze e conflitti interni tra le tre potenze della regione.
Proprio a Locri Epizefiri furono promulgate, ad opera di Zaleuco, le prime leggi scritte in Europa.
Successivamente, con la pressione delle popolazioni italiche dei Bruzi e dei Lucani (che conquistarono anche la gran parte delle poleis greche), e con l'avvento di Roma, la Magna Grecia iniziò il suo declino, dovuto anche ad una continua lotta per il predominio tra le poleis.

### Periodo romano

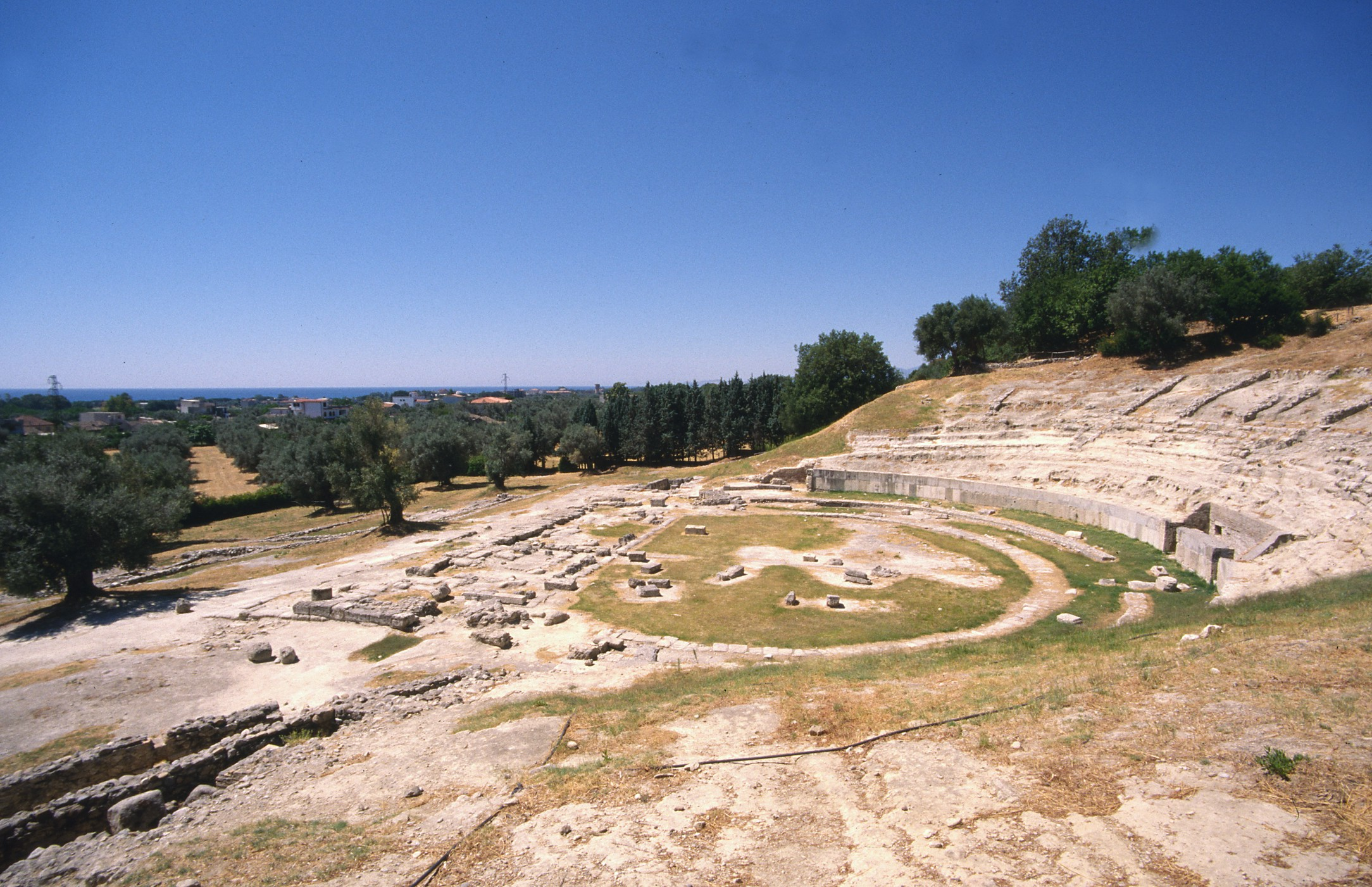
Il teatro di Locri Epizefiri

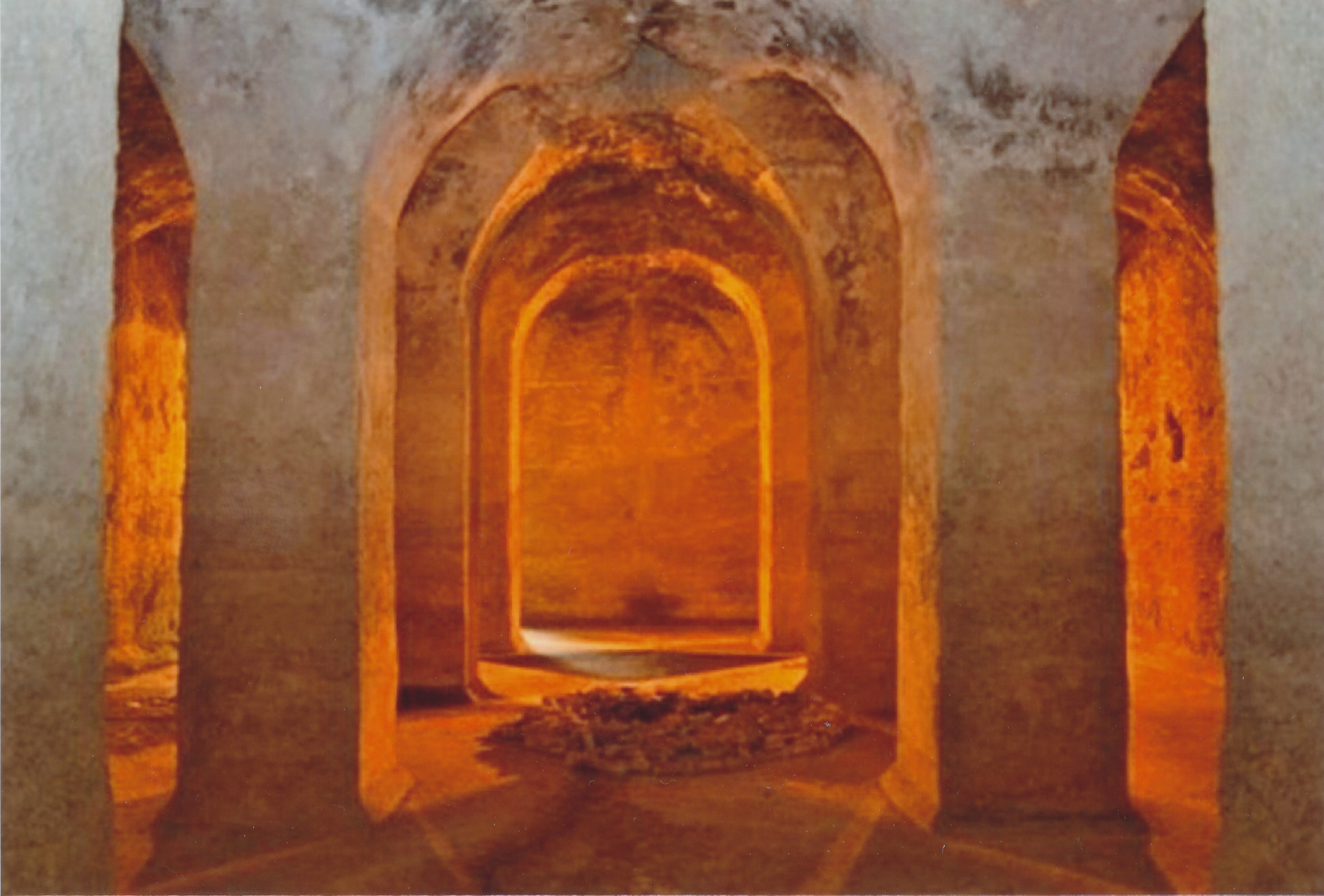
Gioiosa Jonica Naniglio

Dopo la conquista da parte dei Romani, nel III secolo a.C., i territori assunsero la denominazione di "Brutium" ma, a parte alcune città alleate, dunque non sottomesse all'autorità di Roma, gran parte della regione non fu in grado di ritrovare la prosperità di un tempo. Le poleis magnogreche erano quindi destinate a perdere il proprio potere in favore di un'alleanza (come nel caso di Reggio) o di una colonizzazione romana (nel caso di Locri Epizefiri, Crotone e delle altre città minori). Colonie a diritto Latino furono Copia nel 194 a.C. e Vibo Valentia dedotta nel 192 a.C. Quest'ultima fu particolarmente importante durante il I secolo a.C. e nel secolo successivo, ospitò anche l'esercito e la flotta di Cesare e poi di Ottaviano, Appiano la ricorda come una delle città più importanti d'Italia. Unica roccaforte della lingua e cultura greca rimaneva infatti Reggio (tra l'altro sede del Corrector, governatore della provincia Lucania et Bruttii), che attraverso la Via Popilia collegava il suo porto con Roma; città abitate dai Bruttii erano le colonie di Cosenza, Vibo Valentia, Locri, Crotone e Sibari. Tra le città più importanti troviamo Scolacium (nei presi dell'attuale Catanzaro) che nel 507 d.C. fu sede del Corrector (governatore) della provincia Lucania et Bruttii.

### Medioevo

#### Il ducato bizantino

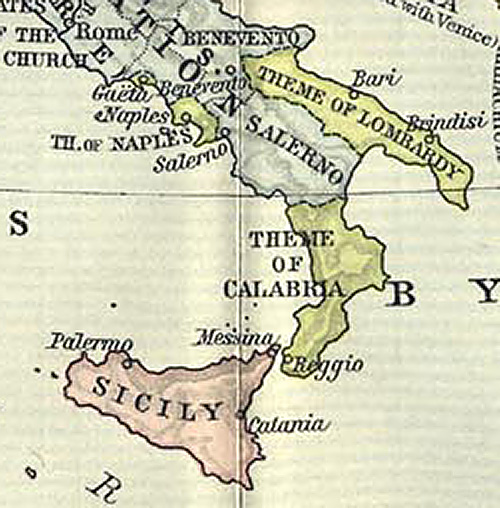
Il thema o ducato di Calabria

Con la caduta dell'Impero romano d'Occidente, la Calabria fu devastata dalle guerre gotiche, tra goti e bizantini, i quali ebbero la meglio. Successivamente a causa dell'invasione longobarda i Bizantini persero gran parte dell'Italia compresa anche parte della Calabria settentrionale, i territori rimasti del Bruzio furono aggregati con le terre possedute nel Salento, formando il ducato di Calabria compreso nel thema di Sicilia. Successivamente il dominio bizantino in Italia meridionale fu diviso in: thema di Langobardia, con capitale Bari, e, una volta caduta la Sicilia in mano agli arabi, in thema di Calabria, con capitale Reggio. Quest'ultimo territorio aveva dunque ereditato il nome Calabria, precedentemente usato per designare la penisola salentina; con l'estendersi delle conquiste bizantine fu organizzato anche il thema di Lucania che comprendeva parte dell'odierna Calabria settentrionale.
Durante l'Alto Medioevo gli abitanti furono spinti verso l'interno della regione sia dalle pestilenze che dalle incursioni piratesche, una vera minaccia per gli insediamenti costieri, continuata fino alla fine del XVIII secolo. Numerose furono infatti le fortificazioni collinari e montuose nell'entroterra calabrese, costituita da villaggi arroccati in posizione sufficientemente arretrata e inaccessibile da poter avvistare in tempo le navi nemiche e sbarrare prontamente le vie d'accesso ai centri abitati.
In questo periodo storico fiorì il cenobitismo, col sorgere in tutto il territorio di innumerevoli chiese, eremi e monasteri nei quali moltitudini di monaci basiliani calabro-greci si dedicarono alla trascrizione di testi classici e religiosi.
Nel IX e X secolo, la Calabria fu terra di confine tra i Bizantini e gli Arabi insediatisi in Sicilia, che si contesero a lungo la penisola, soggetta a razzie e schermaglie, spopolata e demoralizzata, ma con gli importanti monasteri bizantini, vere e proprie roccaforti della cultura del tempo, e patria di numerosissimi santi monaci (san Nilo da Rossano, san Gregorio da Cerchiara ecc.).
Sotto il dominio bizantino, tra la fine del IX e l'inizio del X secolo, la Calabria fu una delle prime regioni d'Italia a introdurre la produzione di seta in Europa.
Secondo André Guillou, i gelsi per la produzione di seta grezza furono introdotti nell'Italia meridionale dai bizantini alla fine del IX secolo. Intorno al 1050, il tema della Calabria contava 24 000 gelsi coltivati per le loro foglie e il loro numero tendeva ad espandersi.
Mentre la coltivazione del gelso muoveva i primi passi nel resto d'Italia, la seta prodotta in Calabria raggiunse il picco del 50% dell'intera produzione italo-europea. Poiché la coltivazione del gelso era difficile nell'Europa settentrionale e continentale, i commercianti acquistavano in Calabria materie prime per finire i prodotti e rivenderli a un prezzo migliore. Gli artigiani della seta genovese usavano la seta calabrese per la produzione di velluti.

#### Le corti normanne ed il Regno di Sicilia
Alla lunga contesa arabo-bizantina mette fine però la famiglia normanna degli Altavilla. L'anno 1061 sancisce infatti che la Calabria è dei Normanni, suddivisa tra Roberto il Guiscardo, Duca di Calabria, e Ruggero, Conte di Calabria. Il governo così organizzato fu messo in atto dai locali magnati bizantini. Il dominio viene esteso alle Puglie e da questo momento ha termine ogni pertinenza bizantina.
- Roberto conferma in Reggio la capitale del Ducato di Puglia e di Calabria e sede del giustizierato di Calabria, nominandosi egli stesso Duca;
- In questo periodo Cosenza divenne capitale e sede del giustizierato Val di Crati e Terra Giordana e residenza di Ruggero II, Duca di Calabria che iniziò la costruzione del Castello.
- Ruggero è invece Conte di Calabria, vassallo del fratello Roberto, con sede a Mileto.

Roberto il Guiscardo fu investito Duca di Puglia, Calabria e Sicilia il 23 agosto 1059 da papa Niccolò II con la formula: per Grazia di Dio e di San Pietro duca di Puglia e Calabria e, se ancora mi assisteranno, futuro Signore della Sicilia.
Nel 1098, Papa Urbano II investì Ruggero del ruolo di nunzio apostolico e gli Altavilla con la loro dinastia divennero precursori del Regno di Napoli o Regno delle Due Sicilie che dominò la Calabria fino all'unità d'Italia.
Dal 1130 fino al 1194 la Calabria fece parte del Regno di Sicilia sotto la Dinastia Altavilla. L'imperatore del sacro romano impero, Enrico VI, conquistò il Regno iniziando la Dinastia Sveva (1194-1266), il cui massimo esponente fu Federico II.
Nel 1147, durante la Seconda Crociata, Ruggero II attaccò Corinto e Tebe, due importanti centri di produzione della seta bizantina, catturando i tessitori e la loro attrezzatura e fondando i propri setifici in Calabria.

#### Periodo angioino e aragonese

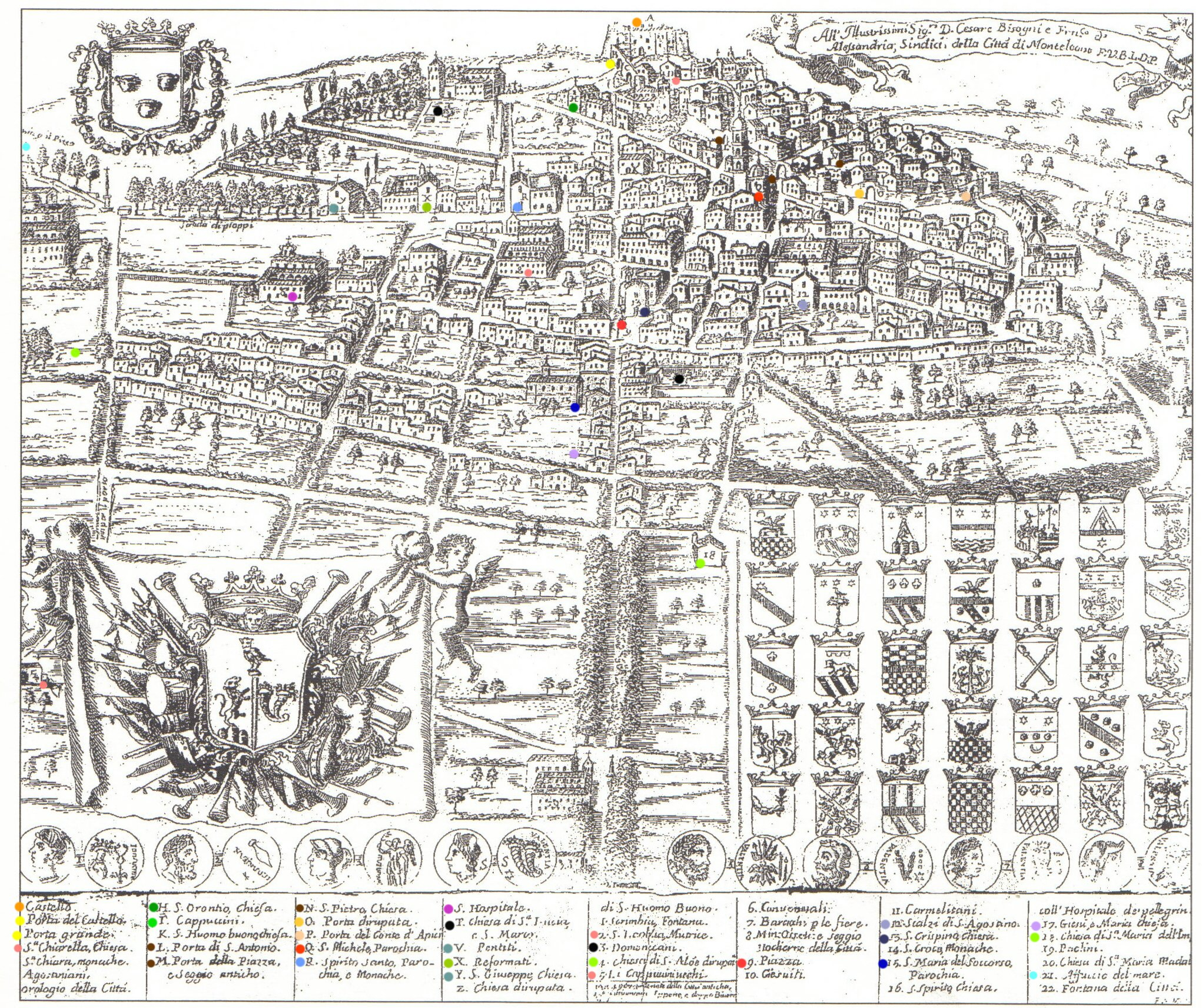
Cartina di Monteleone di Calabria (attuale Vibo Valentia) disegnata nel 1710, in alto a sinistra è visibile lo stemma dei Pignatelli duchi di Monteleone, sotto lo stemma della città e a destra di questo gli stemmi delle famiglie nobili di Monteleone.

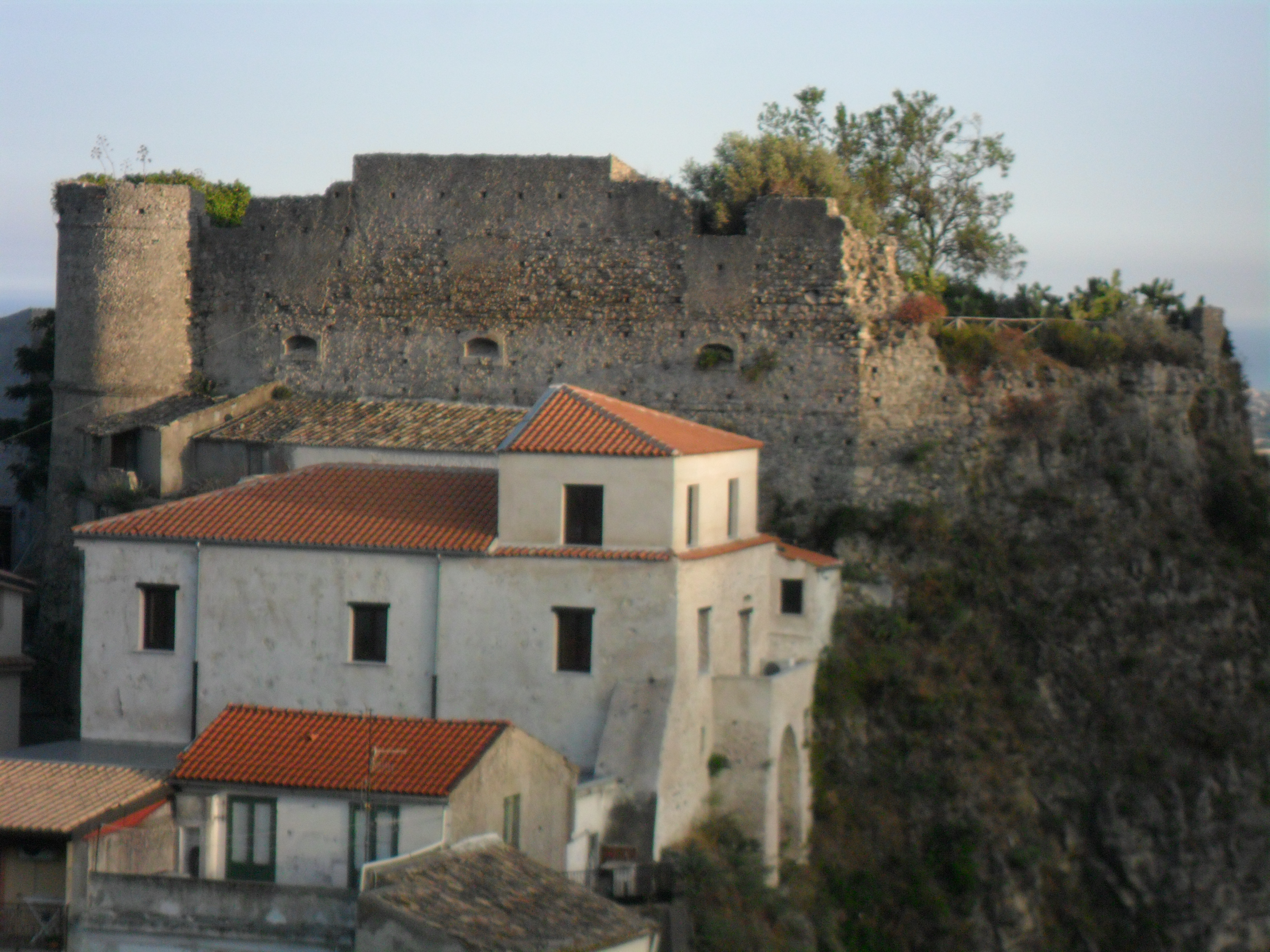
Gioiosa Jonica Castello e Teatro

Con la conquista del Regno di Sicilia nel 1266 da parte Carlo I d'Angiò, inizio la dominazione angioina, con il trasferimento della capitale del regno da Palermo a Napoli. È di questo periodo la più ampia diffusione del sistema feudale. A causa della rivolta dei Vespri Siciliani (1282) il Regno di Sicilia si ritrova diviso in due parti: l'isola siciliana, in mano agli aragonesi, e la parte continentale, tenuta dagli angioini. L'inizio effettivo di tale suddivisione è con la pace di Caltabellotta del 1302, quando la Calabria entra a far parte del Regnum Siciliae citra Pharum (o Regno di Napoli).
La Dinastia dei d'Angiò, poi articolatasi negli Angiò-Durazzo e Angiò-Valois, costituendo la cosiddetta Dinastia dei Capetingi, resistette fino al 1442.
Nel frattempo, a Catanzaro, la tessitura assunse un'importanza considerevole. I progressi dell'arte della seta sono testimoniati dal dono di uno stupendo parato in velluto verde stellato in oro, che la città fece a Ladislao di Durazzo nel 1397, per gratitudine dell'esenzione da alcune gravezze sulla tintoria. Questo parato era di tanto merito che il re lo adoperò per far tappezzare la sala del trono in Castel Capuano. Da quel momento l'arte progredì sempre di più, al punto da meritare privilegi e pergamene da parte dei sovrani.
Alla Dinastia dei Capetingi fece seguito la Dinastia Trastámara d'Aragona di Napoli. Nel 1442 Alfonso V d'Aragona, conquistando i territori degli Angioini, assegnò il territorio di Reggio a Catanzaro, poiché Reggio aveva appoggiato il suo avversario Renato d'Angiò, ma una ventina di anni dopo nel 1465 Ferdinando I d'Aragona (Ferrante) riassegnò il titolo di capoluogo a Reggio. Il periodo aragonese consacrò Cosenza come la più importante città del reame nel campo del diritto (1494-1557). Dopo Napoli diventa la seconda città ad avere una cartografia e nel 1511 nasce l'Accademia Cosentina fondata da Aulo Giano Parrasio e portata al suo massimo splendore da Bernardino Telesio, il più grande dei cosentini illustri, definito da Francesco Bacone il primo degli uomini nuovi.
Nel XV secolo, l'industria serica di Catanzaro riforniva quasi tutta l'Europa ed era venduta in grandi fiere a mercanti spagnoli, veneziani, genovesi, fiorentini e olandesi. Catanzaro divenne la capitale europea della seta con un grande allevamento di bachi da seta che produceva tutti i pizzi e merletti utilizzati in Vaticano. La città era famosa per la sua raffinata fabbricazione di sete, velluti, damaschi e broccati.
Nel 1519, l'Imperatore Carlo V riconobbe formalmente la crescita dell'industria della seta catanzarese, consentendo alla città di istituire un consolato dell'artigianato della seta, incaricato di regolamentare e controllare le varie fasi di una produzione che fiorì per tutto il Cinquecento.
Nel XVI secolo, la Calabria fu caratterizzata da un forte sviluppo demografico ed economico, dovuto principalmente alla crescente domanda di prodotti serici e alla contemporanea crescita dei prezzi, e divenne uno dei più importanti mercati mediterranei per la seta.
In questo periodo in Calabria fu confermata la divisione nelle due province di Calabria Citeriore (o Citra) e Calabria Ulteriore (o Ultra) governate inizialmente da un solo magistrato, poi dal 1582 le due province furono amministrate da due distinti governatori:
- uno a Cosenza per la Calabria Citeriore: il capoluogo nel XVI secolo attraversò un'impressionante fioritura umanistica e segnò una rinascita intellettuale, tanto che venne definita Atene della Calabria;[30]
- uno a Reggio per 11 anni dal 1582 al 1592, poi a Catanzaro per oltre 220 anni dal 1593 al 1816 per la Calabria Ulteriore.[31] Per un breve periodo fu capoluogo della provincia anche Monteleone.

### Era moderna
Lo stesso Regno di Napoli subì diverse dominazioni: le dinastie degli Asburgo, di Spagna e d'Austria, Borbone, e per un breve periodo un fratello e un generale di Napoleone, rispettivamente Giuseppe Bonaparte e Gioacchino Murat, quest'ultimo giustiziato nella cittadina di Pizzo.
Nel 1806, regnante Giuseppe Bonaparte, fratello di Napoleone, Calabria e Basilicata insorsero contro il regime napoleonico, appoggiati dalla flotta e dalle truppe inglesi, dando luogo alla cosiddetta Insurrezione calabrese. Questa, nata contro i francesi e in sostegno ai borbonici, durò due anni e vide fra i vari capitani degli insorti filoborbonici sia militari di professione che banditi comuni. La repressione del moto antifrancese fu affidata, principalmente, ai generali Andrea Massena e Jean Maximilien Lamarque, i quali riuscirono a frenare la ribellione, anche se con espedienti estremamente crudeli, come accadde ad esempio nel cosiddetto massacro di Lauria, perpetrato dai soldati di Massena.

### Ultimi secoli

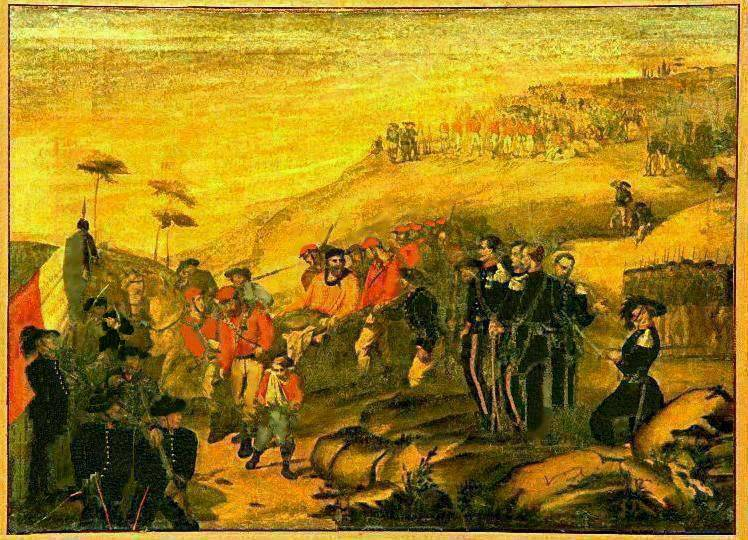
Garibaldi ferito in Aspromonte

L'Aspromonte, regione montana nel sud della Calabria, in provincia di Reggio, fu scenario di una famosa battaglia del Risorgimento, in cui Giuseppe Garibaldi rimase ferito. È tuttora possibile ammirare l'albero cavo in cui secondo la tradizione Garibaldi si sedette per essere curato, nei pressi di Gambarie, vicino a Reggio.
In questo periodo anche a Cosenza si manifestarono movimenti liberali e patriottici, il più noto è quello del 15 marzo 1844 che si concluse con uno scontro a fuoco nel Largo dell'Intendenza tra i soldati borbonici e 21 patrioti poi condannati a morte, e dei quali ne furono giustiziati soltanto sei. Da questa rivolta presero spunto i Fratelli Bandiera, veneziani che vennero in soccorso ai fratelli calabresi e vennero fucilati presso il Vallone di Rovito insieme ad altri 7 ufficiali il 25 luglio 1844. In seguito i cosentini parteciparono a molte vicende del Risorgimento, dalle guerre d'indipendenza fino alla spedizione dei Mille. Garibaldi fu a Cosenza il 31 agosto 1860; due mesi dopo, un plebiscito stabilì l'annessione al Regno d'Italia.
Con il Regno d'Italia costituito nel 1861, la Calabria fu divisa amministrativamente nelle province di Catanzaro, Cosenza e Reggio, rimarcando esattamente le preesistenti province del Regno delle Due Sicilie. Nel 1947 la Calabria è una delle 19 regioni (divenute 20 nel 1963 a seguito dell'autonomia del Molise dall'Abruzzo) previste dall'art.131 della Costituzione della Repubblica Italiana. Nel 1970 venne infine definitivamente istituita la Regione Calabria con Catanzaro capoluogo di Regione.

## Società

### Evoluzione demografica
Di seguito si riportano gli elenchi della popolazione residente negli enti intermedi e nei 30 comuni più popolosi.

#### Enti intermedi

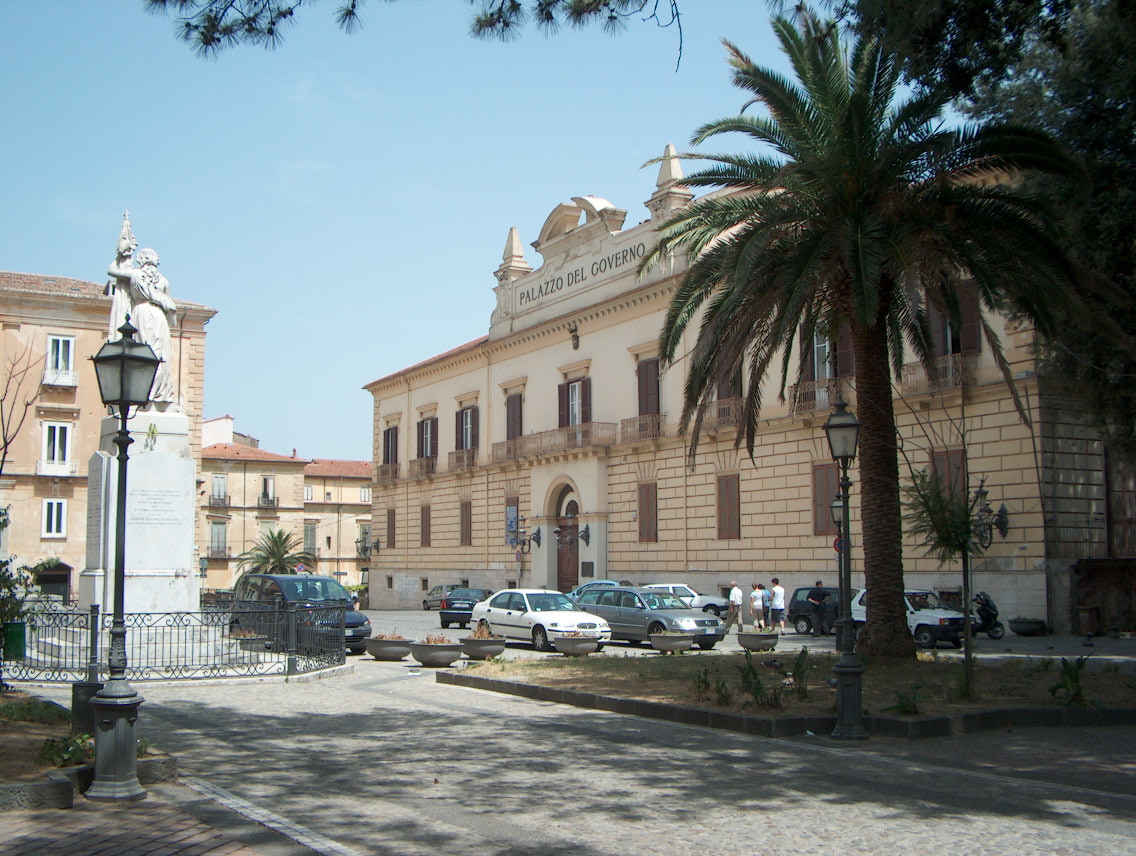
Il Palazzo del Governo di Cosenza, sede della provincia più popolosa della regione

| Pos. | Provincia/Città metropolitana | Abitanti | Superficie (km²) |
| ---- | ----------------------------- | -------- | ---------------- |
| 1    | Cosenza                       | 669 701  | 6 709,75         |
| 2    | Reggio Calabria               | 516 093  | 3 183,20         |
| 3    | Catanzaro                     | 340 446  | 2 415,45         |
| 4    | Crotone                       | 161 460  | 1 735,68         |
| 5    | Vibo Valentia                 | 149 511  | 1 150,64         |

#### Comuni

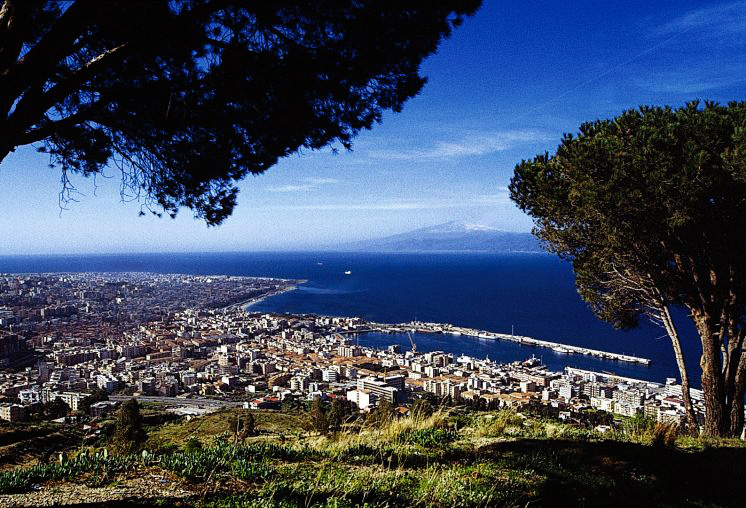
Panorama di Reggio Calabria, città più popolosa della regione

| Pos. | Comune                | Provincia/Città metropolitana | Abitanti | Superficie (km²) |
| ---- | --------------------- | ----------------------------- | -------- | ---------------- |
| 1    | Reggio Calabria       | Reggio Calabria               | 170 567  | 239,04           |
| 2    | Catanzaro             | Catanzaro                     | 84 415   | 112,72           |
| 3    | Corigliano-Rossano    | Cosenza                       | 73 913   | 346,56           |
| 4    | Lamezia Terme         | Catanzaro                     | 67 041   | 162,43           |
| 5    | Cosenza               | Cosenza                       | 63 741   | 37,86            |
| 6    | Crotone               | Crotone                       | 58 179   | 179,83           |
| 7    | Rende                 | Cosenza                       | 36 462   | 55,28            |
| 8    | Vibo Valentia         | Vibo Valentia                 | 31 032   | 4 657            |
| 9    | Castrovillari         | Cosenza                       | 20 734   | 130,64           |
| 10   | Montalto Uffugo       | Cosenza                       | 20 095   | 76,67            |
| 11   | Gioia Tauro           | Reggio Calabria               | 19 184   | 39,87            |
| 12   | Acri                  | Cosenza                       | 18 760   | 200,63           |
| 13   | Palmi                 | Reggio Calabria               | 18 024   | 32,12            |
| 14   | Siderno               | Reggio Calabria               | 17 562   | 31,86            |
| 15   | Isola di Capo Rizzuto | Crotone                       | 17 424   | 126,65           |
| 16   | Cassano all'Ionio     | Cosenza                       | 16 465   | 159,07           |
| 17   | San Giovanni in Fiore | Cosenza                       | 15 825   | 282,53           |
| 18   | Taurianova            | Reggio Calabria               | 14 811   | 48,55            |
| 19   | Paola                 | Cosenza                       | 14 690   | 42,88            |
| 20   | Rosarno               | Reggio Calabria               | 14 369   | 39,56            |
| 21   | Cirò Marina           | Crotone                       | 14 000   | 41,68            |
| 22   | Amantea               | Cosenza                       | 13 837   | 29,46            |
| 23   | Villa San Giovanni    | Reggio Calabria               | 12 714   | 12,17            |
| 24   | Locri                 | Reggio Calabria               | 11 855   | 25,75            |
| 25   | Scalea                | Cosenza                       | 11 313   | 22,56            |
| 26   | Melito di Porto Salvo | Reggio Calabria               | 10 431   | 35,41            |
| 27   | Polistena             | Reggio Calabria               | 9 885    | 11,77            |
| 28   | Cittanova             | Reggio Calabria               | 9 756    | 61,98            |
| 29   | Crosia                | Cosenza                       | 9 664    | 21,10            |
| 30   | Bisignano             | Cosenza                       | 9 488    | 86,20            |

### Etnie e minoranze straniere
I cittadini stranieri residenti in regione sono 92 996, circa il 5,0% della popolazione, così suddivisi per nazionalità (sono indicati solo i dati superiori alle 2 000 unità):
| Pos. | Nazionalità | Residenti |
| ---- | ----------- | --------- |
| 1    | Romania     | 25 865    |
| 2    | Marocco     | 15 313    |
| 3    | Ucraina     | 5 720     |
| 4    | Bulgaria    | 5 115     |
| 5    | India       | 4 402     |
| 6    | Albania     | 2 798     |
| 7    | Cina        | 2 707     |
| 8    | Filippine   | 2 568     |
| 9    | Nigeria     | 2 563     |
| 10   | Pakistan    | 2 436     |
| 11   | Polonia     | 2 416     |

### Lingue e dialetti
(Gerhard Rohlfs, Dizionario dialettale della Calabria)
La popolazione calabrese presenta ancora oggi un'identità abbastanza variegata, per questo l'insieme dei dialetti parlati nella regione rispecchia tali caratteristiche. Come la maggior parte dei dialetti italiani, il calabrese meridionale come quello settentrionale non hanno alcuna ufficialità.
A causa delle molteplici radici storiche della regione, esistono zone della Calabria in cui si parlano ancora lingue e dialetti di diretta derivazione da altre lingue. Nel nord della regione si parla un dialetto derivante dalla lingua napoletana, mentre nel sud della regione si riscontrano numerose somiglianze del dialetto locale con la lingua siciliana, ma complessivamente il vernacolo parlato in tutta la regione è spesso identificato come "calabrese".
Le minoranze linguistiche riconosciute e tutelate dallo Stato italiano nella regione Calabria sono: il guardiolo, il dialetto greco-calabro e l'albanese (arbërishtja). In alcune di queste aree, specialmente quella albanofona dove la lingua è ancora molto viva, le vie dei vari paesi hanno una diffusa toponomastica bilingue.
Il guardiolo è una varietà dell'occitano, parlato nell'isola linguistica di Guardia Piemontese.

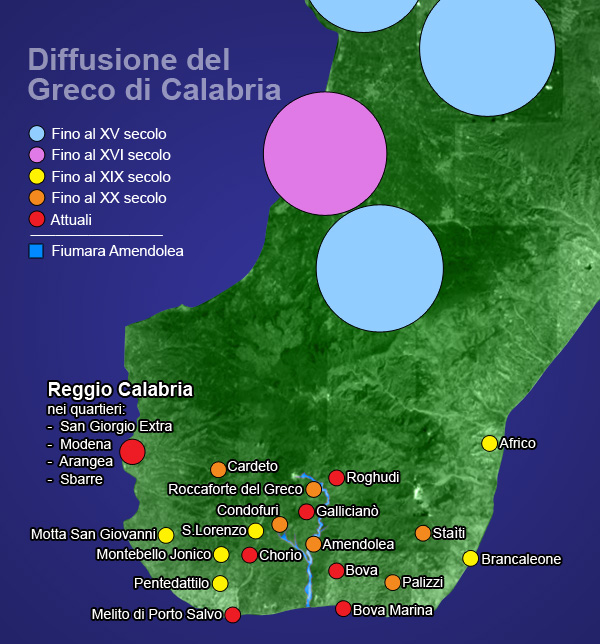
Diffusione della lingua greca di Calabria

La lingua greca di Calabria è parlata nel triangolo grecanico della città metropolitana di Reggio Calabria, nei comuni di Amendolea (Amygdalia/Amiddalia), Bova (Vua), Bova Marina (Fundaca, Jalò to Vua), Condofuri, Roccaforte del Greco (Vunì), Roghudi, e in alcuni quartieri della città di Reggio Calabria come San Giorgio Extra.
La lingua albanese in Calabria è una varietà linguistica dell'albanese parlato nell'Albania meridionale. La comunità albanese (arbëreshë) è la minoranza più diffusa della regione (33 comuni linguisticamente attivi tra le province di Cosenza, Crotone e Catanzaro). Degna di nota la produzione letteraria moderna e contemporanea, nota e studiata nella stessa Albania e negli stati balcanici di lingua albanese.

### Religione

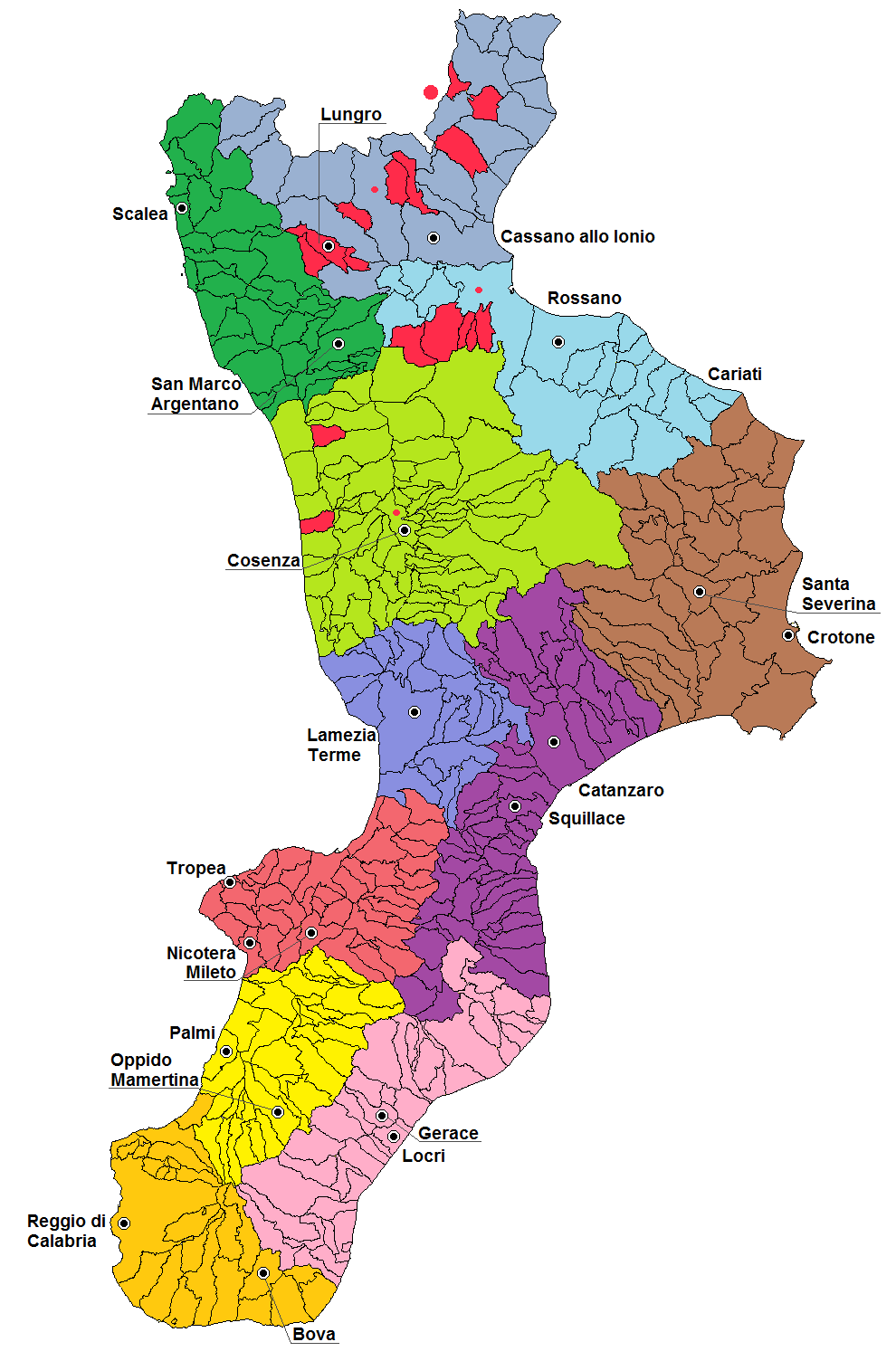
Carta delle diocesi della Calabria

Il cristianesimo è la religione più diffusa nella regione. La quasi totalità dei cristiani in Calabria appartiene al cattolicesimo di rito romano ed il territorio corrisponde alla Regione ecclesiastica Calabria, suddivisa in 11 diocesi ed un'eparchia così ripartite:
- Arcidiocesi di Catanzaro-Squillace (585 000), metropolitana, che ha come suffraganee:
  - Arcidiocesi di Crotone-Santa Severina
  - Diocesi di Lamezia Terme
- Arcidiocesi di Cosenza-Bisignano (719 000), metropolitana, che ha come suffraganee:
  - Diocesi di Cassano all'Jonio
  - Arcidiocesi di Rossano-Cariati
  - Diocesi di San Marco Argentano-Scalea
- Arcidiocesi di Reggio Calabria-Bova (735 000), metropolitana, che ha come suffraganee:
  - Diocesi di Locri-Gerace
  - Diocesi di Oppido Mamertina-Palmi
  - Diocesi di Mileto-Nicotera-Tropea
- Eparchia di Lungro degli italo-albanesi

La comunità italo-albanese appartiene alla chiesa cattolica ma professa secondo il rito bizantino (Chiesa cattolica italo-albanese).
Le piccole minoranze cristiane di recente presenza comprendono ortodossi (soprattutto tra gli immigrati dell'est Europa) e protestanti (valdesi, pentecostali).
Esistono anche sparute famiglie di mormoni e testimoni di Geova. Praticano anche altre diverse religioni.

### Istituzioni, enti e associazioni

#### Sanità

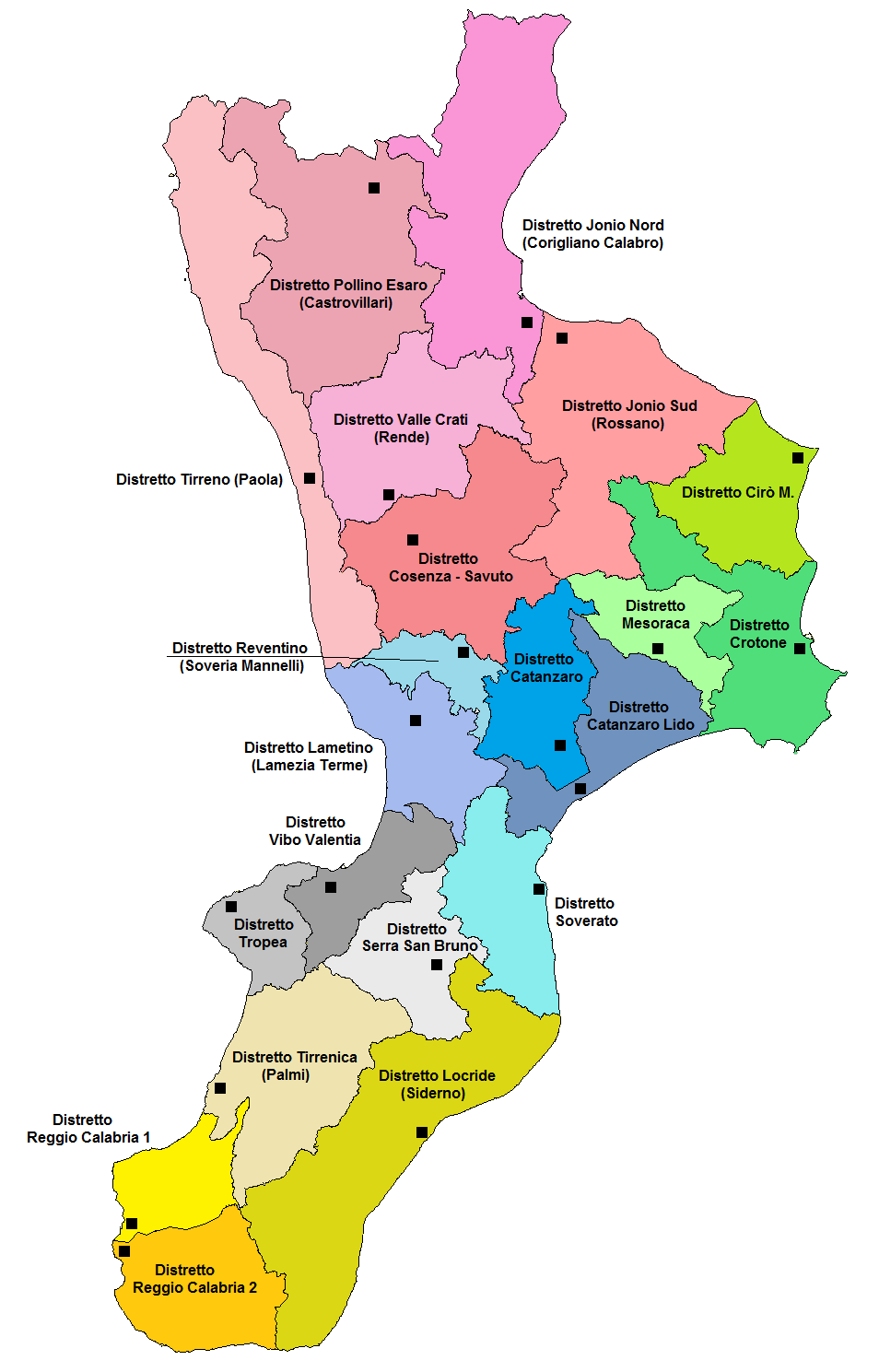
Carta delle Aziende Sanitarie Provinciali e dei relativi Distretti Sanitari

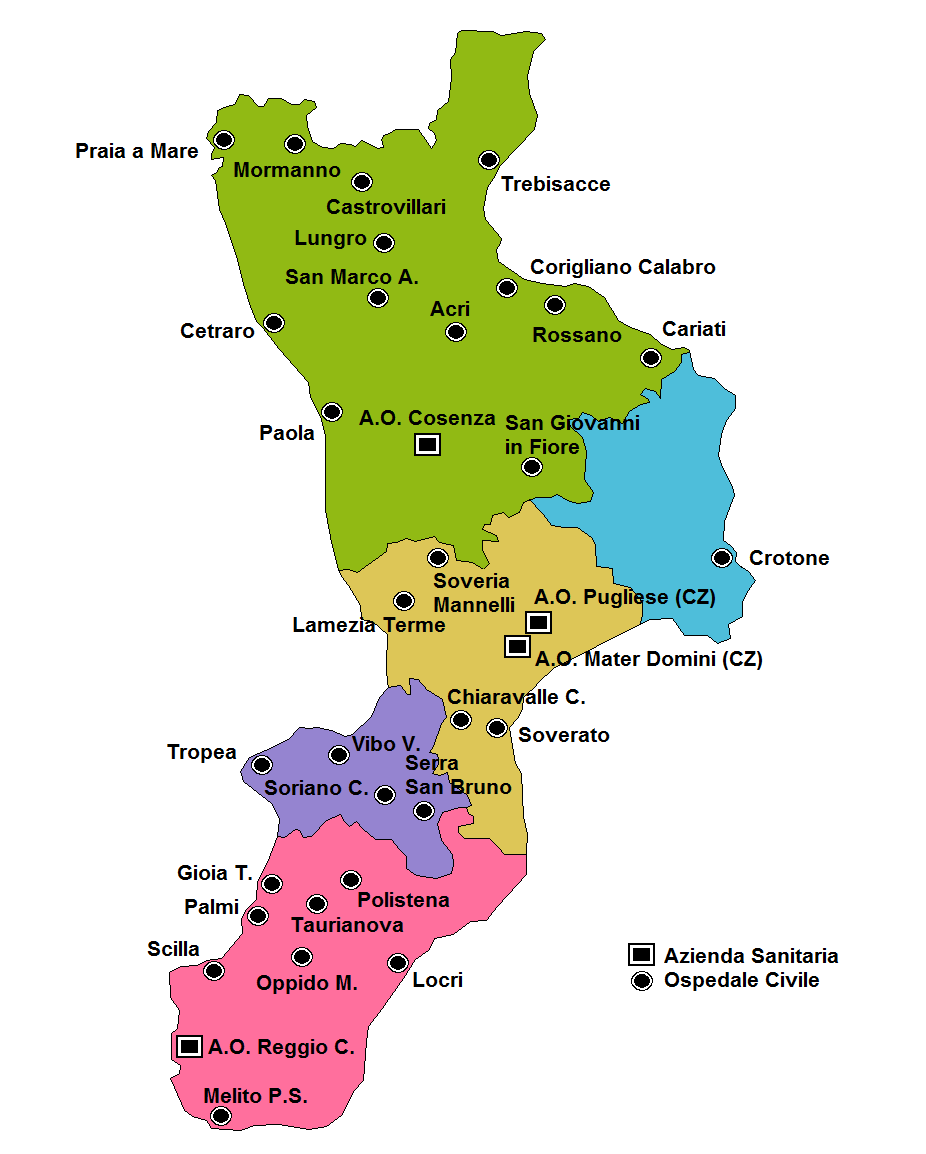
Carta degli ospedali al 2011

Il servizio sanitario della Calabria è organizzato in cinque "aziende sanitarie provinciali" e tre "aziende ospedaliere". Ciascuna delle cinque ASP è a sua volta suddivisa in zone-distretto. Tale organizzazione territoriale fu creata a seguito della Legge regionale n. 9 dell'11 maggio 2007, che accorpò le 11 "Aziende Sanitarie Locali" in cinque Aziende Sanitarie Provinciali. Questo è l'elenco delle ASP:
- Azienda Sanitaria Provinciale Catanzaro (distretti di Catanzaro, Lamezia Terme, Soverato);
- Azienda Sanitaria Provinciale Cosenza (distretti di Paola, Castrovillari, Corigliano Calabro, Rossano, Cosenza, Rende);
- Azienda Sanitaria Provinciale Crotone (distretti di Crotone, Cirò Marina, Mesoraca);
- Azienda Sanitaria Provinciale Vibo Valentia (distretti di Vibo Valentia, Serra San Bruno, Tropea);
- Azienda Sanitaria Provinciale Reggio Calabria (distretti di Reggio Calabria 1, Reggio Calabria 2, Palmi, Locri).

Le quattro aziende ospedaliere sono invece le seguenti:
- Azienda Ospedaliera-universitaria "Renato Dulbecco" di Catanzaro;
- Azienda Ospedaliera di Cosenza;
- Azienda Ospedaliera "Bianchi - Melacrino - Morelli" di Reggio Calabria.

Inoltre in tutto il territorio regionale sono presenti 30 ospedali pubblici così ripartiti:
- ASP Catanzaro: P.O. di Lamezia Terme, P.O. di Soveria Mannelli, P.O. di Soverato e "San Biagio" di Chiaravalle Centrale (convertita in casa della salute);
- ASP Cosenza: P.O. di Castrovillari, P.O. di Lungro, P.O. di Mormanno, P.O. di San Marco Argentano, "Nicola Giannettasio" di Rossano, "Guido Campagna" di Corigliano Calabro, P.O. di Cariati, "Guido Chidichimo" di Trebisacce, "San Francesco" di Paola, P.O. di Praia a Mare, P.O. di Cetraro, P.O. di San Giovanni in Fiore, "Beato Angelo" di Acri;
- ASP Crotone: "San Giovanni di Dio" di Crotone;
- ASP Vibo Valentia: P.O. di Vibo Valentia, P.O. di Serra San Bruno, P.O. di Soriano Calabro, P.O. di Tropea;
- ASP Reggio Calabria: "Francesco Pentimalli" di Palmi, "Santa Maria degli Ungheresi" di Polistena, "Giovanni XXIII" di Gioia Tauro, P.O. di Locri, "Tiberio Evoli" di Melito Porto Salvo, "Maria Pia di Savoia" di Oppido Mamertina, "Scillesi d'America" di Scilla e "Principessa di Piemonte" di Taurianova.

### Criminalità organizzata
L'organizzazione criminale 'Ndrangheta controlla vaste parti del territorio e dell'economia e rappresenta almeno il tre per cento del PIL italiano attraverso il traffico di droga, le estorsioni e l'usura. Il suo fatturato annuo globale è attorno ai 60 miliardi di euro o circa il doppio del PIL regionale e in Europa gestisce quasi in esclusiva il narcotraffico, grazie anche a rapporti privilegiati con le mafie sudamericane, soprattutto attraverso il porto di Gioia Tauro.

## Amministrazione

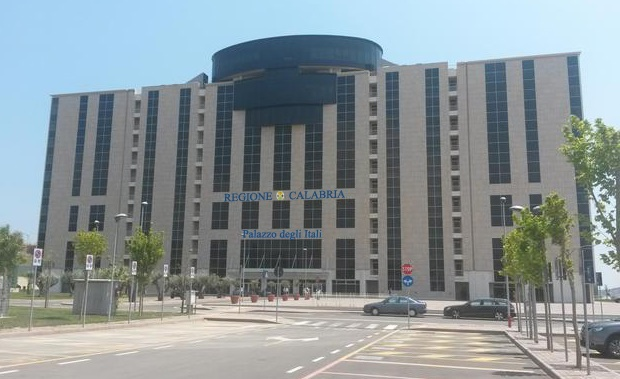
Catanzaro - Palazzo degli Itali, sede della Giunta regionale della Calabria

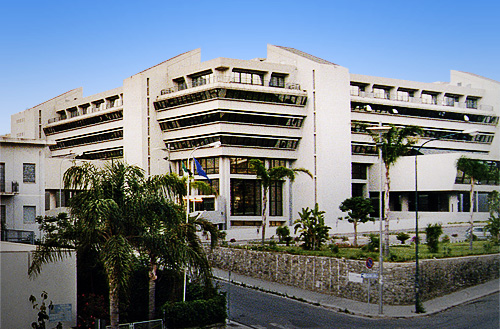
Reggio Calabria - Palazzo Campanella, sede del Consiglio regionale della Calabria

Sin dall'istituzione del regionalismo, avvenuta nel 1970, la Calabria è stata amministrata da governi costruiti sull'accordo predominante tra la Democrazia Cristiana e il Partito Socialista Italiano, con una prima fase a prevalente guida democristiana e una seconda a prevalente guida socialista.
Il primo presidente della Giunta regionale è stato Antonio Guarasci, seguito, nell'ultimo anno di legislatura, da Aldo Ferrara, che ritornerà presidente anche nella legislatura seguente, seppure con un distacco di circa un anno guidato da Pasquale Perugini.
Nella terza e nella quarta legislatura, ossia dal 1980 al 1990, la presidenza è assunta dal PSI dapprima con Bruno Dominijanni, poi con Francesco Principe e, infine, con Rosario Olivo.
Nella quinta legislatura, che va dal 1990 al 1995, nella fase di passaggio, a livello nazionale, tra la Prima e la cosiddetta Seconda Repubblica, il governo torna ad avere una guida democristiana con Guido Rhodio e Donato Veraldi, esponenti della transizione verso il Partito Popolare Italiano.
Nel 1995, quando la situazione politica ed elettorale è ormai improntata al bipolarismo, a vincere le elezioni è la coalizione di centrodestra, che indica come presidente Giuseppe Nisticò (1995-1998) e poi Giovambattista Caligiuri (1998-1999), esponenti di Forza Italia. Sul finire della legislatura, tuttavia, per un ribaltone cambia la maggioranza in Consiglio regionale e la giunta passa in mano al centrosinistra, che esprime la presidenza di Luigi Meduri, esponente del Partito Popolare.
Nel 2000, con l'istituzione del nuovo sistema elettorale che prevede l'elezione diretta del Presidente della Regione e la presentazione di coalizioni già costituite all'appuntamento elettorale, a prevalere è il Polo di centro destra guidato da Giuseppe Chiaravalloti, magistrato, indicato da Forza Italia, che governa la regione per l'intero quinquennio.
Nel 2005 la carica di presidente è assunta da Agazio Loiero, originariamente esponente della Margherita che guida la coalizione di centro sinistra. Loiero è stato indicato candidato presidente dal suo schieramento per mezzo di una consultazione fra gli iscritti dei partiti della coalizione.
Nel 2010 Loiero viene sconfitto dal sindaco di Reggio Giuseppe Scopelliti, del Popolo della Libertà, che guida una Giunta regionale di centrodestra fino alle dimissioni del 2014, quando le elezioni anticipate sono vinte da Mario Oliverio del centrosinistra.
Nel 2020 le elezioni regionali sono vinte dalla candidata del centrodestra Jole Santelli, esponente di Forza Italia, che diventa la prima donna presidente della regione, nonché la seconda presidente donna di una regione dell'Italia meridionale.
Il 15 ottobre 2020 Jole Santelli viene improvvisamente a mancare, pertanto le funzioni presidenziali vengono assunte dal vicepresidente, il leghista Antonino Spirlì, fino alle elezioni del 3 e del 4 ottobre 2021, che vedono la vittoria del forzista Roberto Occhiuto.
La sede della Giunta regionale è Palazzo degli Itali, nella Cittadella regionale Jole Santelli in viale Europa a Catanzaro (area direzionale), mentre la sede del Consiglio regionale è Palazzo Campanella, in via Cardinale Portanova a Reggio Calabria.
L'attuale giunta regionale è così composta:
| Nome                | Partito      | Carica                       | Competenze/Deleghe | Provincia       |
| ------------------- | ------------ | ---------------------------- | --- | --------------- |
| Roberto Occhiuto    | FI           | Presidente della Giunta      | | Cosenza         |
| Giuseppina Princi   | FI           | Vice Presidente della Giunta | Istruzione, università, ricerca; lavoro e formazione professionale; Bilancio; Azioni di sviluppo per la città Metropolitana di Reggio Calabria. | Reggio Calabria |
| Gianluca Gallo      | FI           |                              | Agricoltura, Risorse Agroalimentari e Forestazione; aree rurali.                                                                                | Cosenza         |
| Giovanni Calabrese  | FdI          |                              | Turismo, Marketing territoriale e Mobilità. | Reggio Calabria |
| Emma Staine         | Lega         |                              | Politiche Sociali | Reggio Calabria |
| Rosario Varì        | FI           |                              | Sviluppo Economico e attrattori Culturali | Vibo Valentia   |
| Filippo Pietropaolo | FdI          |                              | Organizzazione della burocrazia regionale e Risorse Umane.                                                                                      | Catanzaro       |
| Mauro Dolce         | Indipendente |                              | Infrastrutture e Lavori Pubblici |                 |

### Suddivisioni amministrative
Dal 1º gennaio 1948, ex art. 131 della nostra vigente Costituzione, la Calabria è una regione ad autonomia ordinaria della Repubblica Italiana, ma solo con la legge n. 281 del 1970 furono attuate le sue funzioni.
| Stemma | Provincia       | Numero Comuni | Abitanti  | Superficie (km²) | Mappa | Panorama | Sito istituzionale                                                                 |
| ------ | --------------- | ------------- | --------- | ---------------- | ----- | -------- | ---------------------------------------------------------------------------------- |
|        | Catanzaro       | 80            | 340.679   | 2415,45          |       |          | http://www.provincia.catanzaro.it                                                  |
|        | Cosenza         | 150           | 668.992   | 6709,75          |       |          | http://www.provincia.cosenza.it Archiviato il 6 febbraio 2005 in Internet Archive. |
|        | Crotone         | 27            | 160.775   | 1735,68          |       |          | http://www.provincia.crotone.it                                                    |
|        | Reggio Calabria | 97            | 516.601   | 3210,37          |       |          | https://www.cittametropolitana.rc.it                                               |
|        | Vibo Valentia   | 50            | 149.899   | 1150,64          |       |          | http://www.provincia.vibovalentia.it/                                              |
|        | Calabria        | 404           | 1.836.946 | 15221,90         |       |          | http://www.regione.calabria.it                                                     |

### Simboli
Lo stemma della Regione Calabria (approvato ed adottato in versione definitiva con Legge regionale 15 giugno 1992, n. 6) racchiude in cornice ovale quattro dei simboli che rappresentano la Calabria:
1. il pino laricio (Pinus nigra laricio)
2. il capitello dorico
3. la croce greca
4. la croce potenziata.

## Economia
La Calabria è una delle regioni italiane più povere, nonostante l'alto tasso di economia nascosta renda inquantificabile l'effettiva ricchezza della Regione. La presenza di una delle principali organizzazioni criminali, la lontananza dei mercati e la carenza cronica di infrastrutture infatti rende il tessuto economico calabrese notevolmente fragile e troppo legato alle variazioni economiche congiunturali.
Varie zone della regione basano gran parte della loro economia sul turismo estivo soprattutto lungo la costa Ionica catanzarese, nell'area tirrenica reggina e nell'area tirrenica cosentina, su tutto il versante costiero della provincia di Vibo Valentia. Discretamente sviluppato, nonostante le potenzialità, il turismo invernale in Sila.

### Agricoltura

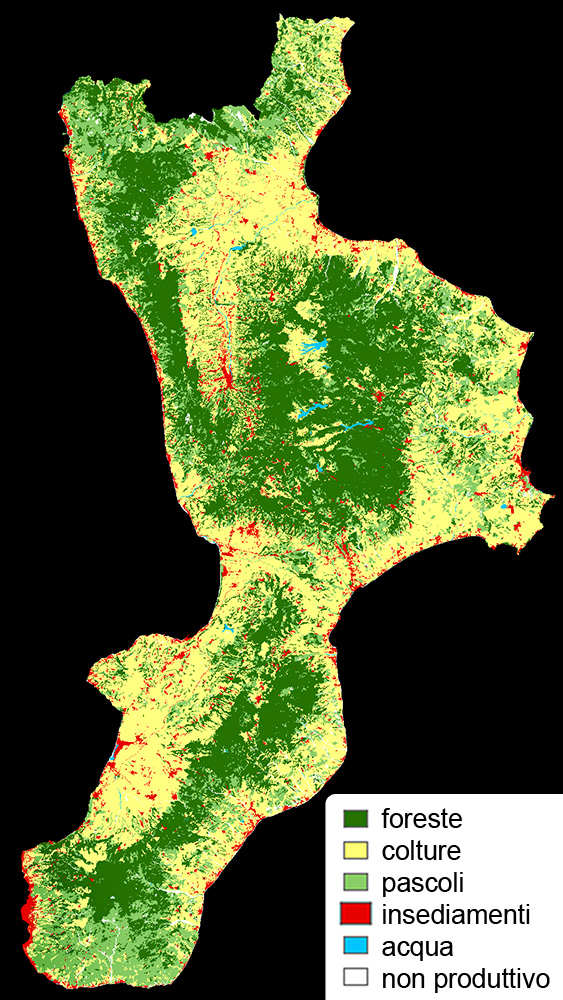
Sfruttamento del territorio calabrese ed insediamenti urbani

Nel settore primario, l'agricoltura è sviluppata soprattutto nella coltivazione di ulivi (la regione è al secondo posto in Italia per la produzione di olio, dopo la Puglia), di viti e di agrumi.
La Calabria produce circa un quarto della produzione nazionale di agrumi; in particolare, nella regione si concentra circa il 62% della produzione totale di clementine, e la quasi totalità delle produzioni di bergamotto e cedro (98% del totale). Quest'ultimo è coltivato nel tratto di costa tirrenica cosentina, tra i comuni di Tortora, Santa Maria del Cedro e Diamante, che per questo motivo è nota come Riviera dei Cedri; il bergamotto si produce quasi esclusivamente nella fascia costiera della provincia di Reggio. Le clementine di Calabria sono, invece, coltivate nelle zone di pianura esistenti nella regione: la Piana di Sibari e Corigliano nel cosentino, la Piana di Lamezia nel catanzarese, la Piana di Gioia Tauro e la Locride nel reggino e sono ormai diventate un prodotto ortofrutticolo italiano a indicazione geografica protetta. Nella zona di Rocca Imperiale viene prodotto il Limone IGP.
Con il 29% delle aree sul totale della superficie agricola, la Calabria si piazza al terzo posto tra le regioni UE che hanno più terreni coltivati con metodo biologico.
Lungo la fascia tirrenica, tra le provincie di Vibo Valentia, Catanzaro e Cosenza, è coltivata la famosa Cipolla rossa di Tropea, che nel 2008 ha ottenuto la certificazione IGP.
In Calabria sono coltivate diverse varietà di fichi, tra i quali il fico dottato di Cosenza che ha ottenuto il riconoscimento DOP. Il Dottato viene coltivato per l'essiccazione e utilizzato per i dolci tipici della tradizione locale. Con la pubblicazione sulla Gazzetta ufficiale del DDG 19253 del 30/04/19 (Modifiche del Registro nazionale delle varietà delle piante da frutto: elenco nuove accessioni idonee per il Servizio Nazionale di Certificazione Volontaria) il Fico Dottato Bianco di Cosenza è stato iscritto come prodotto di eccellenza.
Le pesche e le nettarine calabresi sono notevolmente migliorate in termini di sapore, qualità, sicurezza e servizio. Una parte della produzione viene venduta sul mercato interno, principalmente ai rivenditori al dettaglio. Il restante viene esportato in Nord Europa, principalmente Scandinavia e Germania. In Calabria, viene coltivata una varietà pregiata di pesca nettarina, nota come merendella. La superficie stimata di merendelle si aggira intorno ai 60 ettari, di cui oltre cinquanta si trovano nell'area della piana di Lamezia, e la restante parte sulla fascia ionica catanzarese.
Ad Acconia, ogni anno vengono prodotte oltre 20.000 tonnellate di fragole. Il 70% della produzione locale viene esportato nei mercati del nord dove il prodotto è molto richiesto e apprezzato, mentre un quinto circa varca anche i confini esteri.
Longobardi è nota per le coltivazioni di una varietà particolare di melanzana originaria del territorio, la Melanzana Violetta, che ha ottenuto il marchio De.C.O..
Essendo una regione piuttosto montuosa e con un'ampia superficie boschiva, la Calabria è la prima regione esportatrice di funghi porcini.
Sull'altopiano silano è coltivata la patata della Sila IGP, che ha origini antiche e ha da sempre svolto un ruolo importante nell'economia locale. Nei boschi delle montagne calabresi è molto diffusa anche la produzione di castagne.
Tra i comuni di Cardinale, Simbario e Torre di Ruggiero è ampiamente diffusa la coltivazione di nocciole. La cultivar prevalente sul territorio regionale è la Tonda Calabrese, ma non mancano piccole superfici coltivate con Tonda Romana e Tonda di Giffoni.
La Calabria vanta una centenaria tradizione nella produzione di liquirizia e ne è la maggior produttrice in Italia. La liquirizia di Calabria dal 2011 è protetta dal marchio DOP.
Nella provincia di Cosenza e in quella di Reggio Calabria viene coltivato lo zafferano.
Nella provincia di Catanzaro, fra i comuni di San Floro e Cortale, è ancora praticata l'antica tradizione della gelsibachicoltura, l'allevamento del baco da seta abbinato alla coltivazione del gelso.
Il principale mercato agricolo è Catanzaro, sede del COMALCA, il principale mercato agro-alimentare della Calabria. Molto praticato anche l'allevamento, soprattutto di ovini e caprini nelle aree dell'entroterra. Numerosi sono gli allevamenti di bovini tra cui spicca la razza podolica. Troviamo forme di allevamento semi-intensivo, brado e semibrado. Nell'allevamento brado, i bovini pascolano per tutto l'anno all'aperto e nei periodi estivi avviene il fenomeno della transumanza delle mandrie verso i monti di Sila e Pollino ricchi di pascoli freschi. Nel periodo di ottobre inizia la demonticazione verso i pascoli collinari marini. Anche la pesca è discretamente sviluppata.

### Artigianato
L'arte della tessitura, in Calabria, è tra le più antiche e radicate nel territorio e, nonostante il notevole ridimensionamento economico e geografico del suo ambito, rimangono attivi alcuni centri d'eccellenza in cui si riproducono pregiati manufatti in seta, lana, cotone, lino, ginestra e canapa, secondo i più antichi dettami della tradizione. Diffusa ancora oggi su tutto il territorio regionale, con caratterizzazioni che variano da zona a zona, è forse la produzione artigianale che meglio di altre rappresenta le diverse "anime" culturali della regione. 
San Giovanni in Fiore e Longobucco, antiche cittadine silane, sono rinomate per i loro tappeti, coperte e arazzi artistici, realizzati con tecniche e attrezzature simili a quelli usati dai fabbricanti orientali. L'"ozaturu" è il copriletto tipico, variopinto, presente in tutti i corredi da sposa e derivante dalla tradizione dei telai diffusi in ogni casa del paese.
La provincia di Catanzaro vanta una grande tradizione nel campo della lavorazione di tessuti e ricami, soprattutto di seta. Recentemente, diversi giovani hanno dato nuova linfa a quest'attività, sviluppando progetti di economia sostenibile e solidale. Tiriolo e Badolato sono note soprattutto per la lavorazione del “vancale”, il tipico scialle calabrese, realizzato in lana o in seta, indossato anticamente sui costumi tradizionali dalla donne per ballare la tarantella, o come decoro ornamentale delle abitazioni. Tipica a Tiriolo è anche la lavorazione dei pizzi lavorati finemente al tombolo.
A Bisignano viene tramandata dal XVII secolo una tradizionale industria locale di produzioni di liuti, e nei centri di Seminara, Squillace e Gerace la tradizionale produzione di ceramiche artistiche risale al periodo della Magna Grecia.
A Crotone si conserva un'arte antica legata alla lavorazione dell'oro. Numerosi sono i maestri orafi, come Gerardo Sacco e Michele Affidato, che realizzano preziosi manufatti in oro e argento. Le origini dell'arte orafa crotonese sono anch'esse legate alla colonizzazione greca, che ha lasciato un'enorme eredità culturale. L'arte orafa artigiana è rimasta ancorata alle tradizioni come dimostra la tipica lavorazione della filigrana che, tutt'oggi, ricalca lo stile e le forme dei monili del passato, cari alle popolazioni che nei secoli popolarono l'area.
A Brognaturo le botteghe artigiane si distinguono per l'arte dell'intaglio del legno, finalizzata alla realizzazione di pregevoli pipe.
Stilo è conosciuta sul territorio per la presenza di diverse tipologie di artigiani, tra cui i tessitori, i ricamatori artistici e i lavoratori di metallo. Ancora oggi si lavorano al telaio tovaglie e "pezzare" che vengono acquistate nelle fiere estive dell'artigianato. I giacimenti minerari del luogo, invece, sono stati largamente sfruttati dai Borboni. Negli anni Trenta e Quaranta, nel periodo precedente la Seconda Guerra Mondiale, a Bivongi, un comune reggino, il rame veniva ancora estratto per uso bellico. Di questa attività rimangono notevoli testimonianze di cui si interessa l'Ecomuseo della Vallata dello Stilaro.

### Industria
A Maierato ha sede lo stabilimento della storica impresa Callipo, rinomata produttrice di tonno in scatola e in contenitori di vetro, esportato in diversi Paesi.
Significativa nello stesso comparto è la presenza della Intertonno Sardanelli a Pizzo Calabro.
A Rossano produce lo stabilimento della storica azienda Liquirizia Amarelli, esistente sin dal 1731, uno dei maggiori produttori al mondo di liquirizia.
A Soveria Mannelli ha sede il Lanificio Leo, la più antica fabbrica tessile calabrese, fondata nel 1873, che conserva attivo un monumentale parco macchine di fine Ottocento con cui ancora oggi si realizza la produzione.
A Limbadi si trova la Distilleria Caffo che dal 1915 si occupa della produzione e distribuzione di bevande alcoliche, tra cui il famoso Vecchio Amaro del Capo.
Di rilievo è la presenza anche di altre industrie agroalimentari, fra le quali emergono Mangiatorella e Fontenoce, entrambe produttrici di acque minerali.
Nel territorio di Pianopoli, si trova la Fornace Dipodi, fondata nel 1929, i cui prodotti comprendono tutti i tipi di laterizi tradizionali, blocchi portanti per zone sismiche, blocchi termici alveolati e blocchi per solaio.
A Caraffa ha sede il grande stabilimento per produzioni grafiche e servizi di logistica del Gruppo Abramo, attivo anche nel comparto dei call center con circa 3.000 addetti complessivi.
A Girifalco ha sede un grande centro di imbottigliamento di acque oligominerali Acqua Calabria per la grande rilevanza delle sorgenti di acque minerali che sgorgano sul monte Covello e dove viene prodotta la bibita al caffè Brasilena.
A Rogliano opera la IOM, industria ottica multiservice leader nella produzione di lenti oftalmiche.
Nelle zone di Crotone, Vibo Valentia e Reggio Calabria sono sorte industrie petrolchimiche, metalmeccaniche e chimiche, farmaceutiche, boschive, conserviere, dolciarie, termoelettriche e energetica.

### Servizi
Il settore terziario è molto sviluppato a Catanzaro, mentre sono importanti centri commerciali Lamezia Terme e Cosenza.
La Calabria è la regione italiana con maggior concentrazione di avvocati, con una media regionale di 6,8 avvocati ogni mille abitanti.

### Turismo

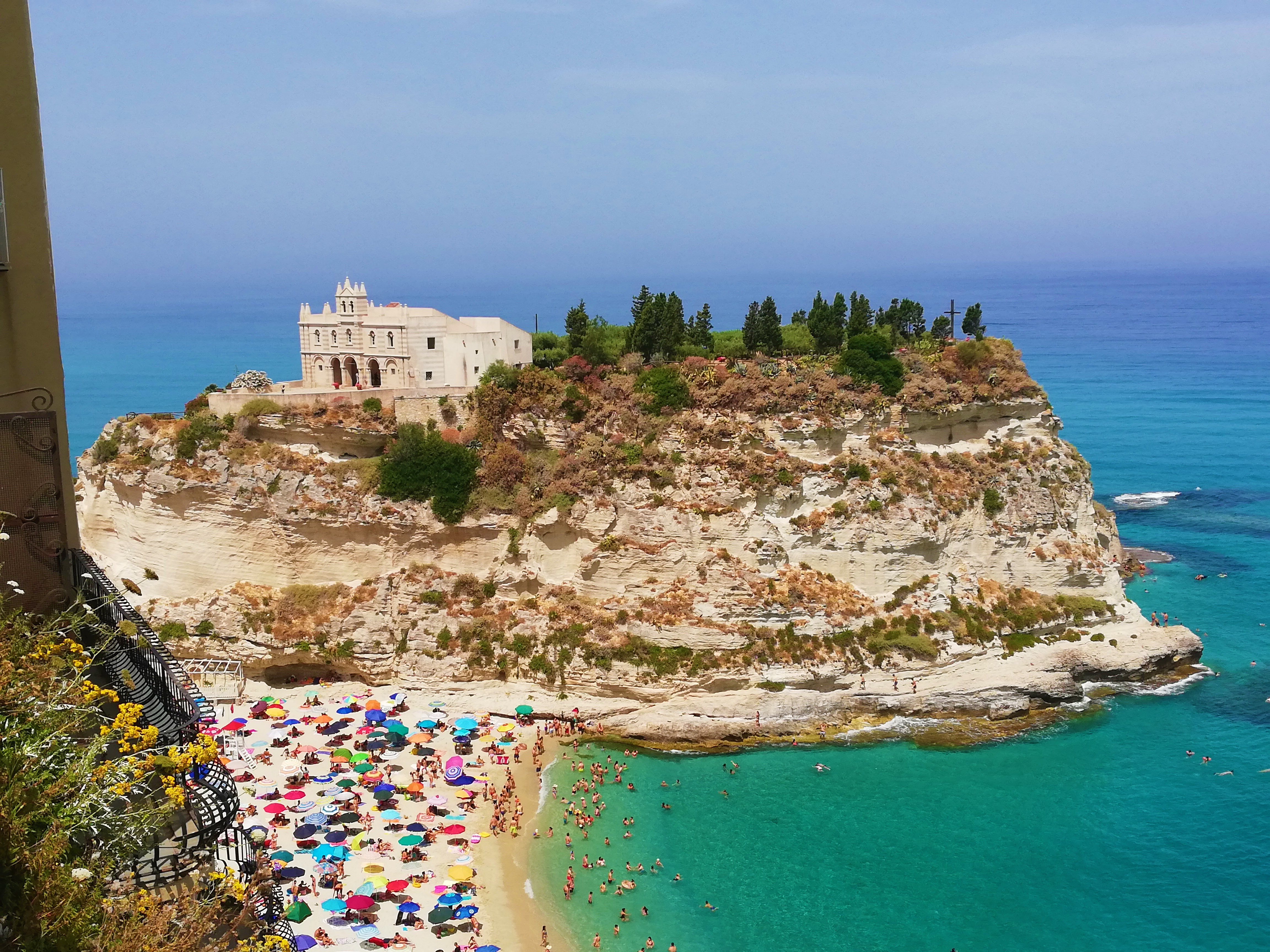
Un angolo di Tropea

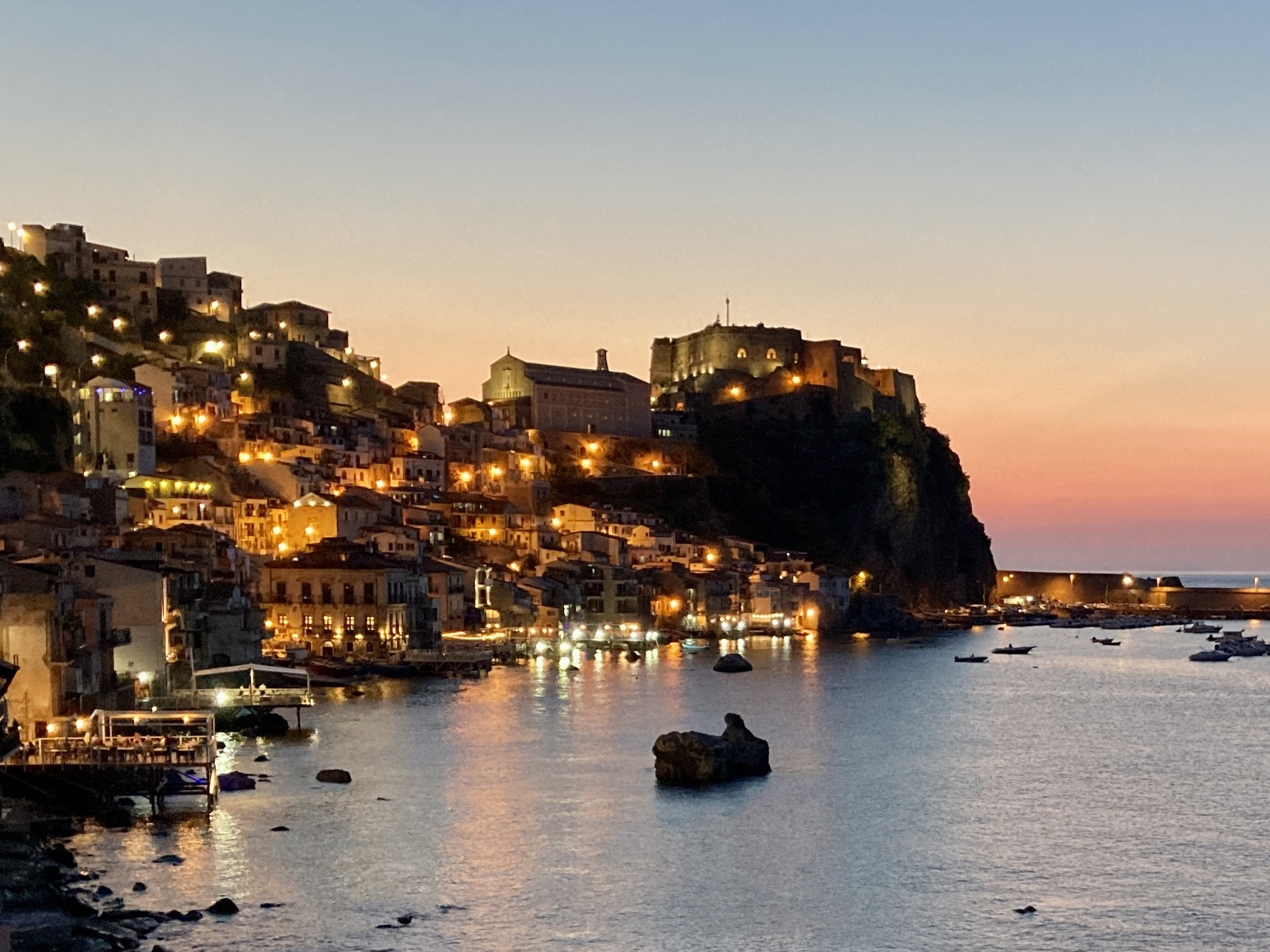
Il borgo di Scilla

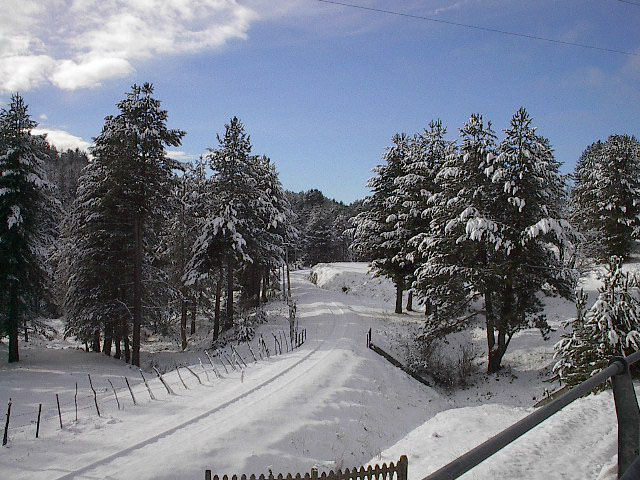
La Sila innevata

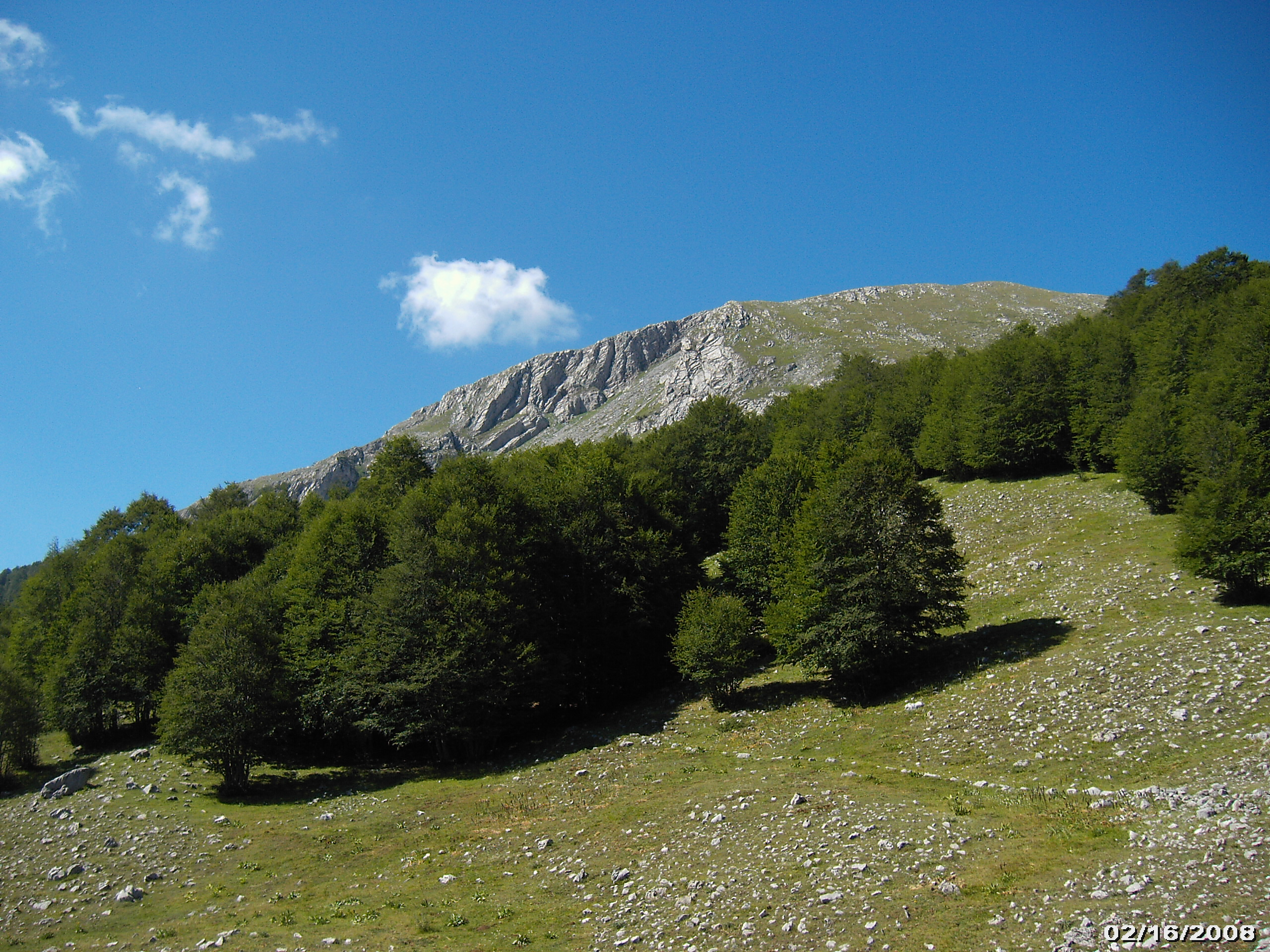
Parco nazionale del Pollino

La principale risorsa turistica calabrese è il mare, con una costa di 780 chilometri affacciata sui mari Tirreno, Ionio e Stretto di Messina. Lo scarso sviluppo industriale e l'assenza di grandi città sulla gran parte del territorio hanno permesso di preservare in molti casi l'ambiente marittimo. Le presenze turistiche nel 2007, composte dall'arrivo di 1.325.825 italiani e 242.694 stranieri, sono collegate anche alla presenza sul territorio di numerosi resti archeologici, come nei casi di Reggio Calabria, Locri, Palmi, Gioia Tauro, Crotone, Sibari e Roccelletta di Borgia.
Tra le città dell'entroterra regionale, Cosenza conserva un considerevole patrimonio storico e artistico-culturale.
Il turismo montano si sviluppa soprattutto nei rilievi e nei parchi nazionali della Sila, dell'Aspromonte e del Pollino, dove sono presenti le stazioni sciistiche di Camigliatello, Lorica, Gambarie e Zomaro.
La provincia di Cosenza secondo il XV rapporto sul turismo in Calabria è il territorio calabrese che occupa la posizione maggioritaria della domanda turistica regionale con il 38,3% degli arrivi e il 37% delle presenze registrate nel 2017.
Nel Report su andamento turistico del 2019 promosso dalla regione Calabria sono 8.820.489 le presenze, 1.646.671 gli arrivi, il cui 42,6% hanno soggiornato nella provincia di Cosenza. Il 22% delle presenze sono straniere; il primo paese di provenienza si conferma la Germania, seguito dalla Francia e dalla Russia. Un dato rilevante, quello del 2019, soprattutto in un'ottica di analisi storica che ha messo a confronto questa annualità con il 2014. Rispetto a cinque anni fa, infatti, si sono registrati 400.000 arrivi in più.
Secondo un report realizzato nel 2022 da Isnart e Unioncamere Italiana per analizzare dal punto di vista turistico-territoriale la Calabria, Cosenza risulta la città con la maggiore presenza turistica regionale con il 40% del totale.

### PIL
Di seguito la tabella che riporta il PIL e il PIL pro capite nelle città capoluogo prodotto in Calabria dal 2000 al 2006 e 2017:
|                                              | 2000     | 2001     | 2002     | 2003     | 2004     | 2005     | 2006     | ... | 2017   | 2018   |
| -------------------------------------------- | -------- | -------- | -------- | -------- | -------- | -------- | -------- | --- | ------ | ------ |
| Prodotto Interno Lordo (Milioni di Euro)     | 26.344,4 | 27.680,0 | 28.574,7 | 29.685,4 | 31.073,3 | 31.616,7 | 32.507,7 | ... | 33.435 | 33.197 |
| PIL ai prezzi di mercato per abitante (Euro) | 13.019,9 | 13.742,4 | 14.226,9 | 14.773,2 | 15.457,0 | 15.754,8 | 16.244,1 | ... | N.D.   | N.D.   |

Di seguito la tabella che riporta il PIL, prodotto in Calabria ai prezzi correnti di mercato nel 2006, espresso in milioni di euro, suddiviso tra le principali macro-attività economiche:
| Macro-attività economica                                                         | PIL prodotto | % settore su PIL regionale | % settore su PIL italiano |
| Agricoltura, silvicoltura, pesca                                                 | € 1.341,2    | 4,13%                      | 1,84%                     |
| Industria in senso stretto                                                       | € 2.851,8    | 8,77%                      | 18,30%                    |
| Costruzioni                                                                      | € 2.013,3    | 6,19%                      | 5,41%                     |
| Commercio, riparazioni, alberghi e ristoranti, trasporti e comunicazioni         | € 6.301,6    | 19,39%                     | 20,54%                    |
| Intermediazione monetaria e finanziaria; attività immobiliari ed imprenditoriali | € 6.856,6    | 21,09%                     | 24,17%                    |
| Altre attività di servizi                                                        | € 9.408,7    | 28,94%                     | 18,97%                    |
| Iva, imposte indirette nette sui prodotti e imposte sulle importazioni           | € 3.734,5    | 11,49%                     | 10,76%                    |
| PIL Calabria ai prezzi di mercato                                                | € 32.507,7   |                            |                           |

È Catanzaro la prima città calabrese per quanto riguarda il reddito pro capite denunciato al fisco. Il dato emerge dalla classifica stilata dal Dipartimento delle finanze del Ministero dell'Economia sulla base delle dichiarazioni fiscali del 2019. A Catanzaro la media pro capite di reddito è di 19.423 euro, seguono Cosenza, Vibo Valentia, Reggio Calabria e Crotone. La regione presenta un alto tasso di evasione fiscale e di lavoro nero, sempre secondo i dati del Ministero dell'economia e delle finanze le città di Catanzaro e Reggio guidano la classifica regionale con tassi che sfiorano il 50%.
Di seguito la tabella con i relativi redditi medi delle città capoluogo nel 2021:
| Stemma | Capoluogo       | Provincia/Città metropolitana          | Reddito annuo pro-capite in Euro |
| ------ | --------------- | -------------------------------------- | -------------------------------- |
|        | Cosenza         | Provincia di Cosenza                   | 20.064                           |
|        | Catanzaro       | Provincia di Catanzaro                 | 20.494                           |
|        | Vibo Valentia   | Provincia di Vibo Valentia             | 19.240                           |
|        | Reggio Calabria | Città metropolitana di Reggio Calabria | 19.380                           |
|        | Crotone         | Provincia di Crotone                   | 17.317                           |

### Disoccupazione
La Calabria è la regione italiana con il terzo tasso di disoccupazione più alto, pari al 14,6% nel 2022.
Di seguito la tabella con i dati dal 2006 al 2022.
| Anno                  | 2006  | 2007  | 2008  | 2009  | 2010  | 2011  | 2012  | 2013  | 2014  | 2015  | 2016  | 2017  | 2018  | 2019  | 2020  | 2021  | 2022  |
| --------------------- | ----- | ----- | ----- | ----- | ----- | ----- | ----- | ----- | ----- | ----- | ----- | ----- | ----- | ----- | ----- | ----- | ----- |
| Disoccupazione (in %) | 12,8% | 11,1% | 12,0% | 11,3% | 11,9% | 12,7% | 19,4% | 22,3% | 23,4% | 22,9% | 23,2% | 21,6% | 21,6% | 21,0% | 20,1% | 17,9% | 14,6% |

## Infrastrutture e trasporti
La Calabria è collegata al resto dell'Italia tramite ferrovie, autostrade e aeroporti.

### Strade e Autostrade
La regione è attraversata da un'unica autostrada fungente da asse stradale fondamentale della Calabria

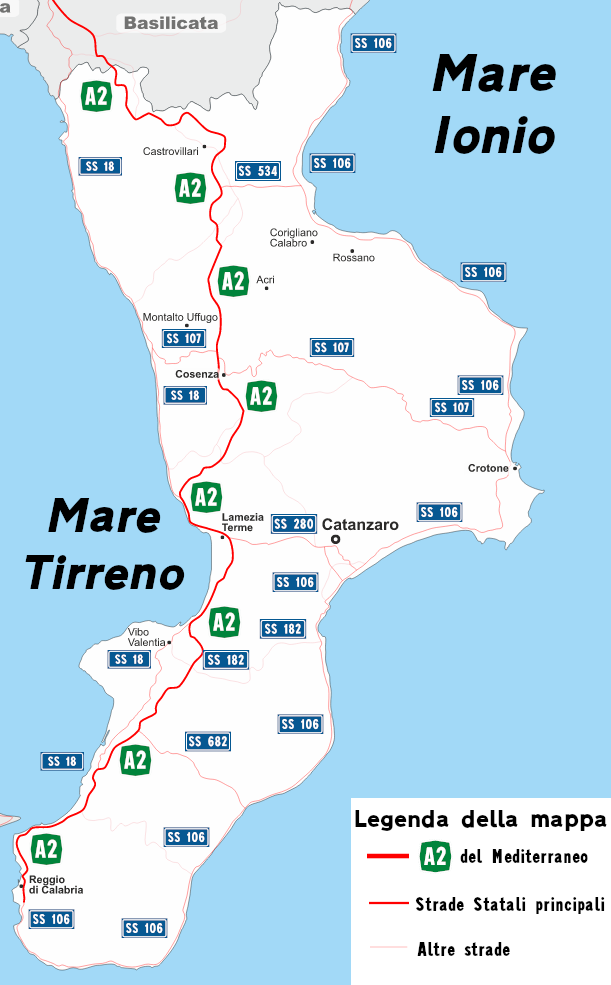
L'autostrada A2 e le principali strade statali della Calabria con legenda

- L'Autostrada A2 del Mediterraneo o Salerno-Reggio Calabria, è l'arteria stradale principale della regione, naturale prolungamento dell'Autostrada A1 e A30, collega la Calabria con il resto d'Italia percorrendo l'itinerario tirrenico da Reggio Calabria verso nord (Basilicata), passando per Vibo Valentia e Cosenza.

La regione è poi attraversata da due strade statali che collegano le principali città e i centri minori:
- SS 18 Tirrena Inferiore, che attraversando la Calabria tirrenica, la Basilicata e la Campania, collega Reggio Calabria con Napoli;
- SS 106 Jonica, che attraversando la Calabria jonica, la Basilicata e la Puglia, collega Reggio Calabria con Taranto.

Il territorio calabrese è collegato con strade trasversali che collegano facilmente la fascia jonica con l'Autostrada A2 del Mediterraneo e la fascia tirrenica:
- SS 283 delle Terme Luigiane che collega Guardia Piemontese a Spezzano Albanese sulla SS534, connette le costiere cosentine dei due mari;
- SS 534 di Cammarata e degli Stombi, che collega la A2 del Mediterraneo allo svincolo di Sibari e la SS106 Jonica nei pressi di Sibari.
- SS 107 Silana Crotonese, che collega Paola a Crotone passando per Cosenza;
- SS 280 dei Due Mari, che innesta la SS 18 da Lamezia Terme per Catanzaro;
- SS 182 delle Serre Calabre, collega la tirrenica alla jonica da Vibo Marina passando per Vibo Valentia, percorrendo le zone montuose delle Serre termina a Soverato. La SS 182, viene rinnovata con la nuova arteria SS 713 Trasversale delle Serre, attualmente in fase di realizzazione;
- SS 682 Jonio-Tirreno (Gioiosa-Rosarno), collega partendo dallo svincolo Rosarno della A2 per Marina di Gioiosa Ionica collegando le costiere reggine dei due mari.

### Ferrovie
Ferrovie dello Stato Italiane:

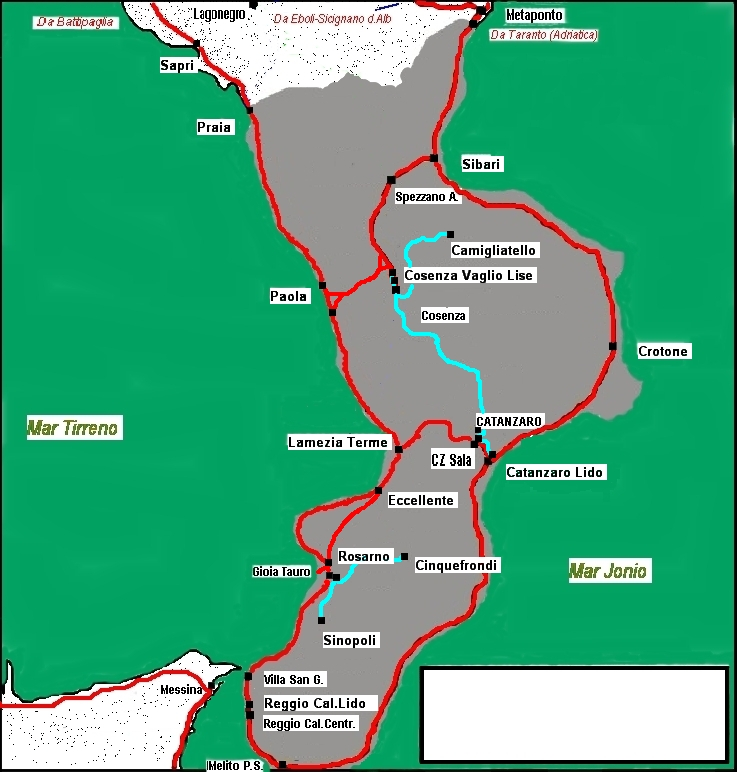
Rete ferroviaria della Calabria

- Ferrovia Tirrenica Meridionale (da Battipaglia a Reggio Calabria);
- Ferrovia Jonica (da Taranto a Reggio Calabria);
- Lamezia Terme–Catanzaro;
- Paola–Cosenza;
- Sibari–Cosenza.

Ferrovie della Calabria:
- Cosenza–Catanzaro (esercizio sospeso fra Soveria e Gimigliano);
- Cosenza–San Giovanni in Fiore (esercizio sospeso);
- Gioia Tauro–Cinquefrondi (esercizio sospeso);
- Gioia Tauro–Sinopoli (esercizio sospeso).

### Porti

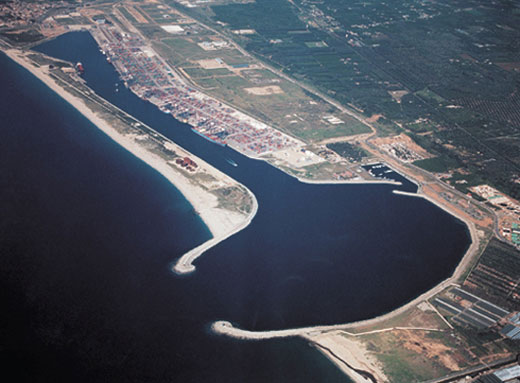
Il porto di Gioia Tauro, il più grande d'Italia e il decimo d'Europa.

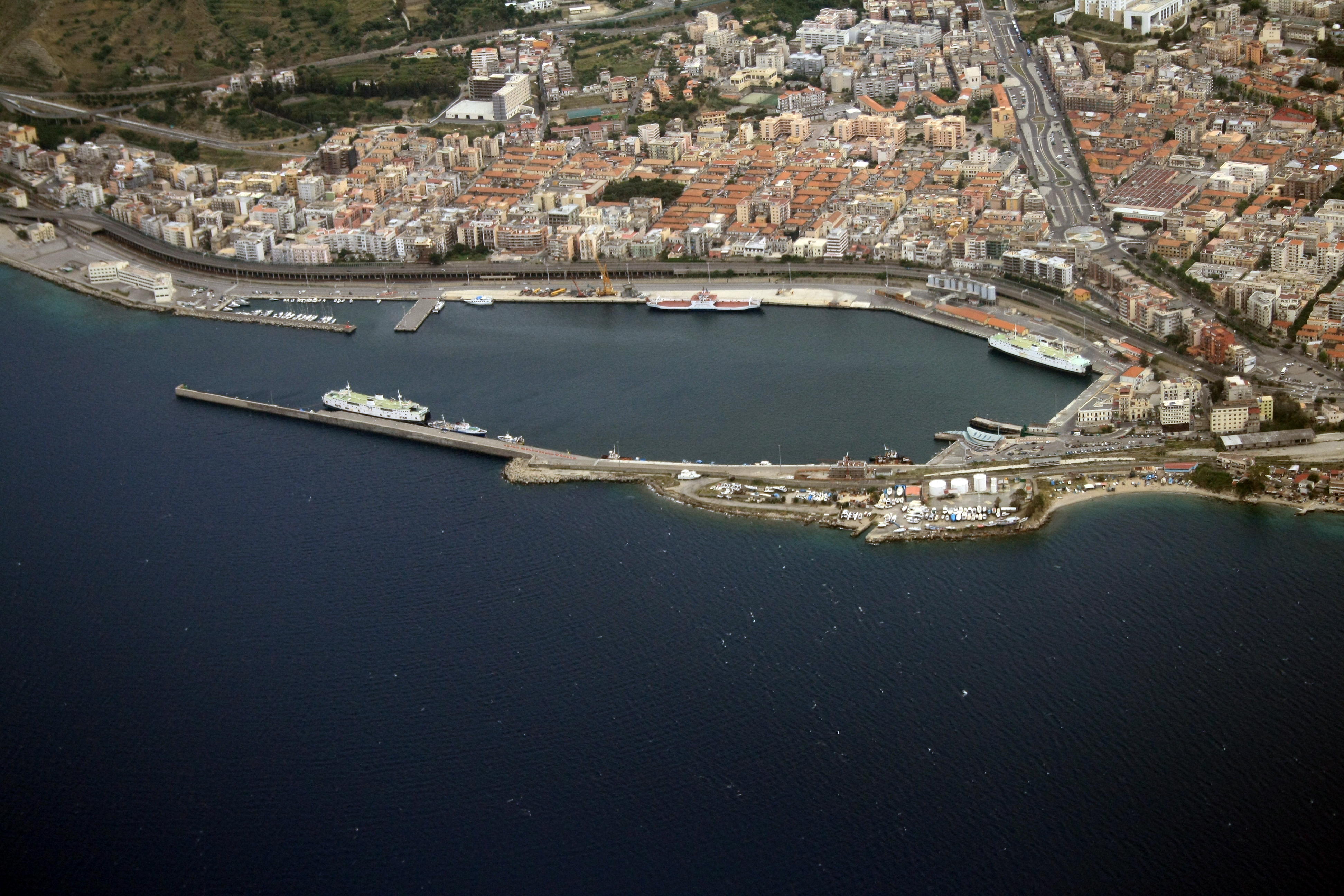
Il porto di Reggio Calabria

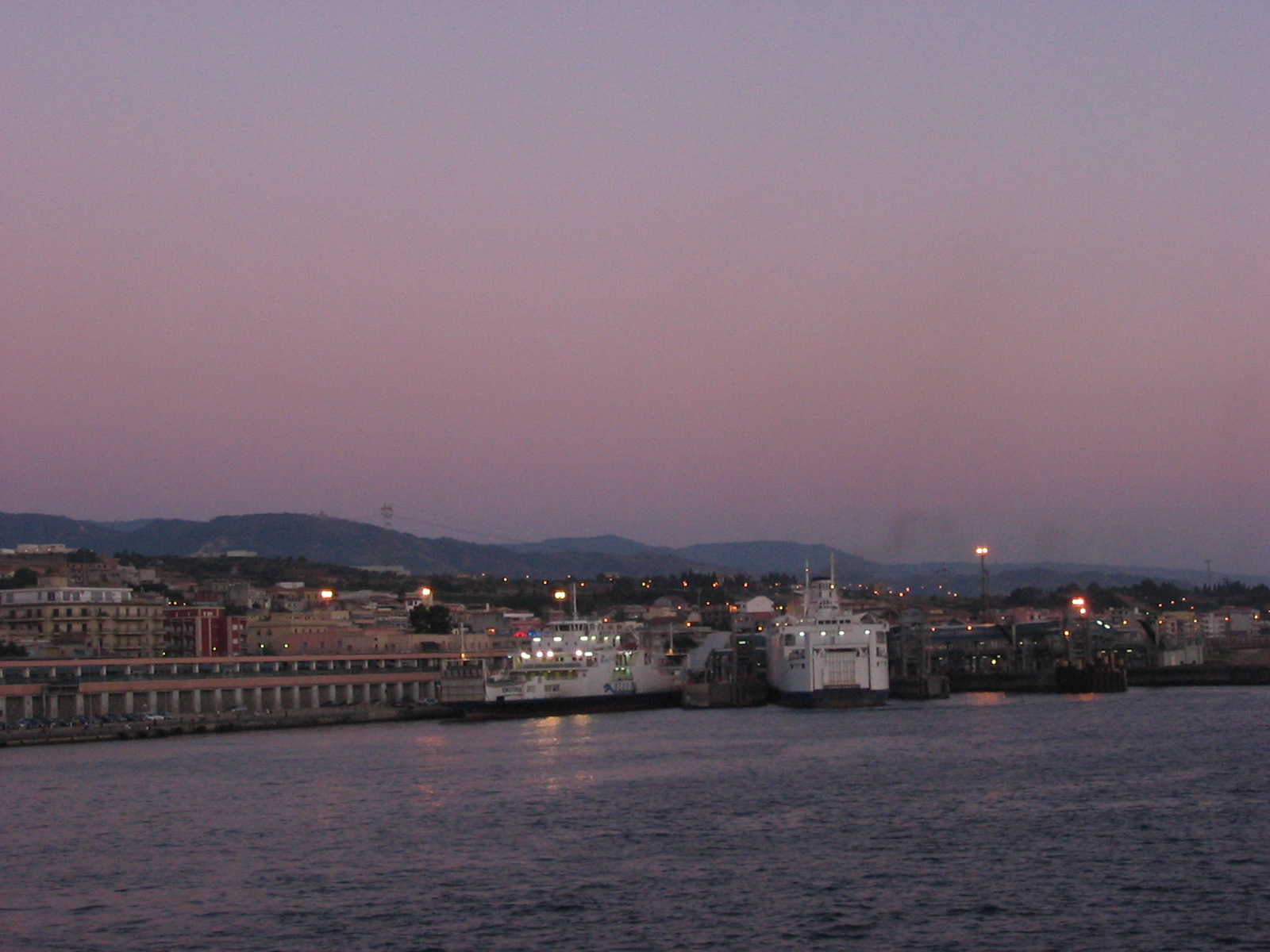
Porto di Villa San Giovanni

- Porto di Gioia Tauro (I classe): infrastruttura commerciale, è principalmente un centro di trasbordo ed il primo porto italiano e il decimo in Europa per traffico merci[94]. Ha anche una funzione turistica[95].
- Porto di Reggio Calabria (II classe): sede della direzione marittima della regione è un'infrastruttura a carattere commerciale/industriale con una parte dedicata alla nautica da diporto, è collegato prevalentemente con Messina, con le Isole Eolie e con Malta. Con oltre 10 milioni di passeggeri trasportati all'anno, è il primo della regione e il secondo in Italia nel settore;[96]
- Porto di Villa San Giovanni (II classe): è una struttura orientata esclusivamente ai trasporti, collega infatti il traffico ferroviario ed il grande traffico stradale tra Calabria e Sicilia;
- Porto di Vibo Marina (II classe): a funzione turistica, commerciale e industriale;
- Porto di Crotone (II classe): con un bacino mercantile e uno per la pesca e il diporto;
- Porto di Corigliano Calabro (II classe): grande scalo, commerciale-peschereccio;
- Porto di Palmi (II classe): scalo turistico peschereccio e porto rifugio della Costa Viola, sorge nel litorale della Tonnara;
- Porto di Catanzaro (IV classe): a funzione prevalentemente turistica;
- Porto di Cirò Marina (IV classe): scalo turistico peschereccio, è destinato alla pesca locale e al diporto;
- Porto di Tropea (IV classe): a funzione prevalentemente turistica;
- Porto di Cariati: Turistico e peschereccio;
- Porto di Roccella Ionica:
- Porto di Bagnara Calabra: peschereccio;
- Porto di Scilla: Turistico e peschereccio;
- Porto di Isola Capo Rizzuto:
- Porto di Cetraro: a funzione turistica.

### Aeroporti

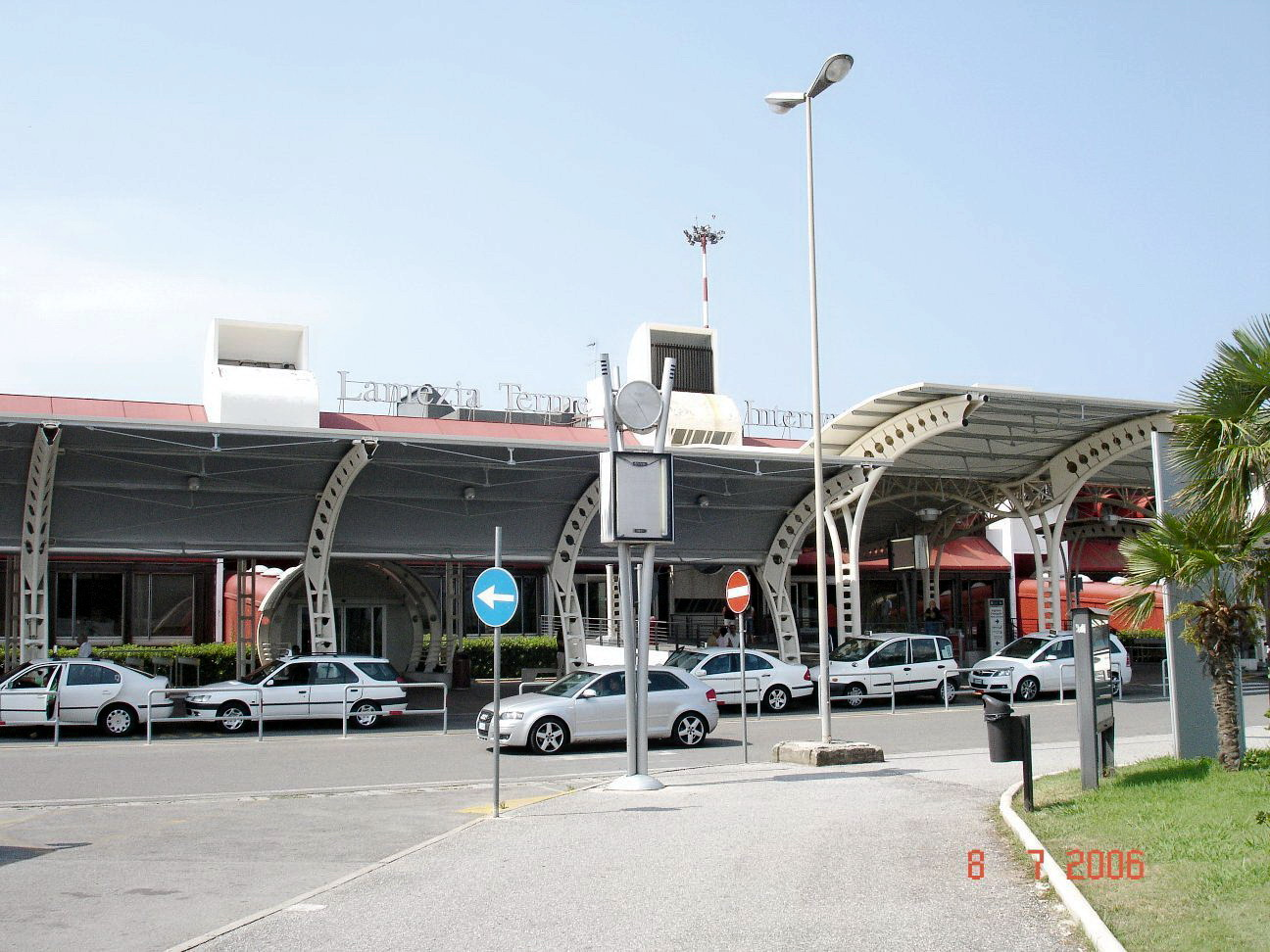
L’aeroporto di Lamezia Terme

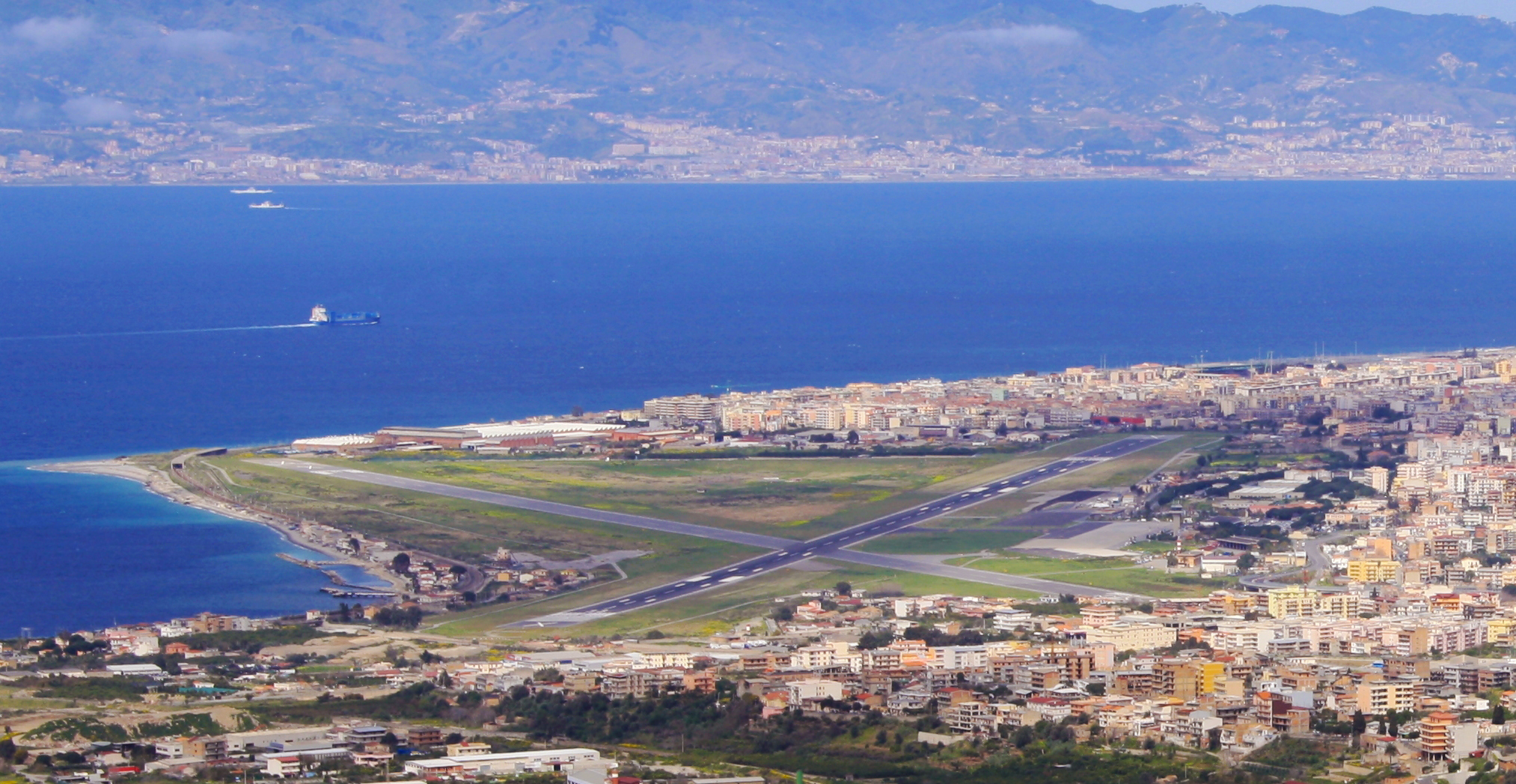
Aeroporto di Reggio Calabria

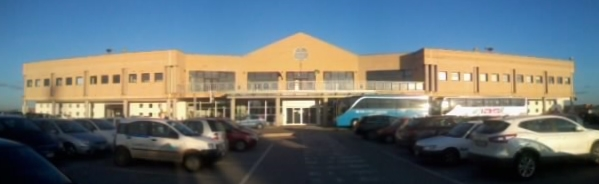
Aeroporto di Crotone

La regione è dotata di tre aeroporti civili (aeroporto dello stretto, aeroporto di Lamezia Terme e l'aeroporto di Crotone) un aeroporto militare, e sei aviosuperfici.
Aeroporti civili
- Aeroporto di Lamezia Terme (SUF): è il principale scalo della Calabria e uno dei primi del Mezzogiorno per traffico passeggeri. Lo scalo lametino effettua collegamenti di linea sia per voli nazionali che per voli internazionali e collegamenti charter organizzati dai tour operator per voli intercontinentali. Grazie alla sua posizione geografica centrale nella regione, e quindi facilmente raggiungibile, serve tutta la Calabria e anche alcuni comuni delle vicine regioni;
- Aeroporto di Reggio Calabria (REG): è il secondo aeroporto calabrese per numero di passeggeri, serve le città metropolitane di Reggio Calabria e Messina;
- Aeroporto di Crotone (CRV): è il terzo aeroporto calabrese per numero di passeggeri, serve la provincia di Crotone.

Di seguito si riporta la tabella con i dati complessivi del traffico passeggeri dei tre aeroporti negli ultimi dieci anni:
| Anno | Passeggeri |
| ---- | ---------- |
| 2017 | 2.926.645  |
| 2016 | 3.226.593  |
| 2015 | 2.835.064  |
| 2014 | 2.933.519  |
| 2013 | 2.772.029  |
| 2012 | 2.934.326  |
| 2011 | 2.985.389  |
| 2010 | 2.568.663  |
| 2009 | 2.208.460  |

Aeroporti militari
- Aeroporto ed eliporto militare di Vibo Valentia.

Aviosuperfici
- Aviosuperficie Alicalabria - Rombiolo;
- Aviosuperficie Cosenza - Bisignano;
- Aviosuperficie Franca - Cotronei;
- Aviosuperficie Pasquale Domestico - Castrovillari;
- Aviosuperficie Scalea - Scalea;
- Aviosuperficie Sibari Fly - Cassano all'Ionio.

## Cultura

### Istruzione

#### Università

##### Università pubbliche

Simbolo dell'Università della Calabria

Simbolo dell'Università di Catanzaro

Simbolo dell'Università di Reggio Calabria

Università della Calabria
Fondata nel 1972, è la prima università calabrese per numero di iscritti con 24.185 studenti. Ha sede a Rende (comune dell’area urbana di Cosenza), più precisamente nella frazione di Arcavacata.
Università degli Studi Magna Græcia di Catanzaro
Venne fondata nel 1998. Attualmente conta 10.889 iscritti, rendendola la seconda università calabrese per numero di studenti. Il campus, intitolato a Salvatore Venuta, è situato a Catanzaro in località Germaneto ed è operativo dal 2004.
Università degli Studi "Mediterranea" di Reggio Calabria
Fondata nel 1968, è la prima università calabrese per anno di fondazione. Il numero di iscritti è pari a 4.854.

##### Università private
Università per stranieri “Dante Alighieri” di Reggio Calabria
Istituita su iniziativa del comitato locale della società Dante Alighieri e del Consorzio per l'Università per Stranieri di Reggio Calabria con decreto ministeriale del 17 ottobre 2007, conta attualmente 602 iscritti.

#### Altri istituti di livello universitario
Istituti artistici
- Accademia di belle arti di Catanzaro (1970);
- Accademia di belle arti "Fidia" di Vibo Valentia;
- Accademia di belle arti di Reggio Calabria (1968);
- Conservatorio "Fausto Torrefranca" di Vibo Valentia con sede distaccata di Catanzaro;
- Conservatorio di musica "Stanislao Giacomantonio", di Cosenza;
- Conservatorio di musica "P.I. Tchaikovsky", di Nocera Terinese;
- Conservatorio di musica "Francesco Cilea" (1927), di Reggio Calabria.

Istituti di alta formazione artistica riconosciuti ex lege 508/99
- Accademia di Belle Arti di Catanzaro;[99]
- Politecnico universitario internazionale "Scientia et ars" di Vibo Valentia.[100]

Istituti di formazione religiosa
- Pontificio seminario regionale "San Pio X" (1912), a Catanzaro;
- Università teologica calabra, a Catanzaro;
- Istituto Superiore di Scienze Religiose "San Francesco di Sales" (1963), a Cosenza[101];
- Seminario arcivescovile "Pio XI" (1565) a Reggio Calabria;
- Istituto superiore di scienze religiose "Monsignor Vincenzo Zoccali" (ISSR) (1975), a Reggio Calabria.

### Ricerca
Istituto di Ricerca per la Protezione Idrogeologica (IRPI) di Cosenza
Parte del Consiglio Nazionale delle Ricerche (CNR), Unità Organizzativa di Supporto (UOS) di Cosenza, siculo dello sviluppo di conoscenze e tecnologie, servizi e prodotti innovativi utili alla definizione, alla previsione e alla mitigazione dei rischi, alla corretta pianificazione territoriale, e per una gestione del territorio e dell’ambiente efficace e sostenibile
Istituto per gli Studi Storici (ISS) di Cosenza
Fu fondato l’11 luglio 1970 con lo scopo di "suscitare e sviluppare l'interesse per gli studi storici, nel presupposto che attraverso una maggiore conoscenza dei fatti trascorsi e delle loro cause, si possano meglio comprendere i fenomeni politici, economici, sociali, letterali ed artistici attuali, al fine di contribuire alla elevazione morale e civile della Società"
Istituto per la tecnologia delle membrane (ITM) di Rende
Lo scopo dell’istituto è la ricerca e lo sviluppo della scienza e dell'ingegneria delle membrane. L'ITM ha sede nel Campus dell'Università della Calabria
Centro di Ricerca Agroalimentare della Calabria di Lamezia Terme
Istituto di ricerca regionale educativa di Catanzaro

### Musei

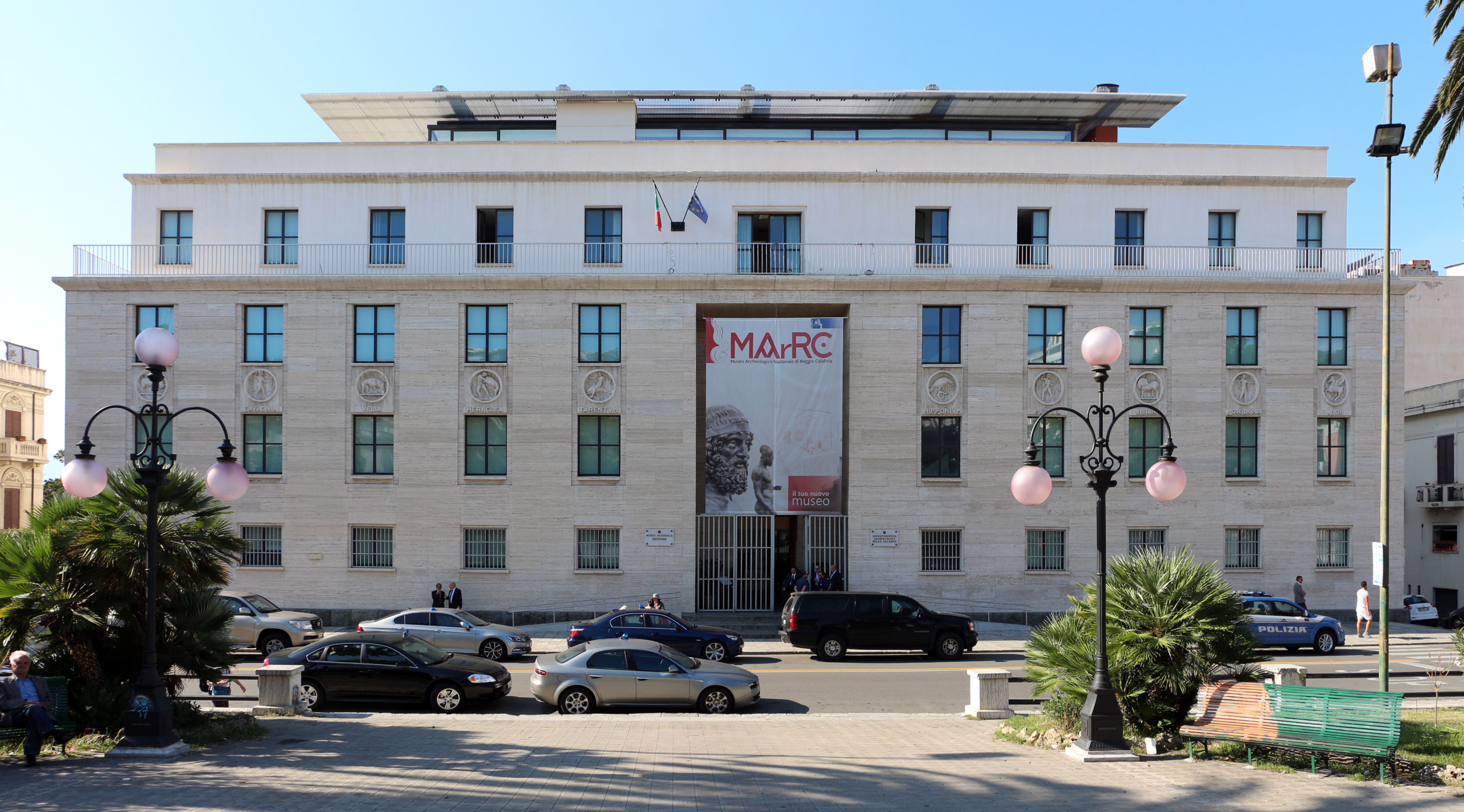
Il museo nazionale della Magna Grecia di Reggio Calabria

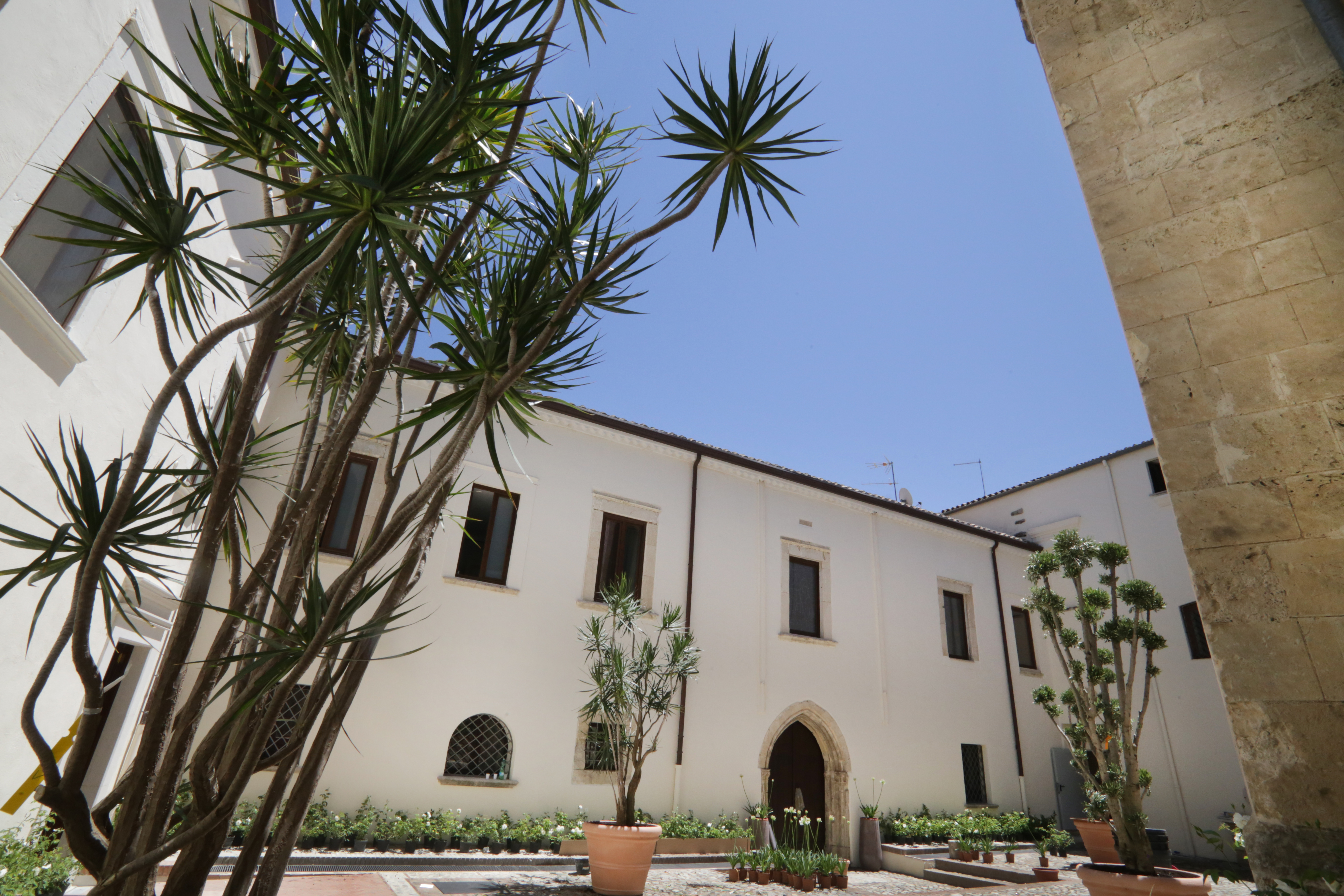
Il museo diocesano e del Codex di Rossano

Numerosi sono i musei di vario genere diffusi nel territorio calabrese, testimonianze di varie epoche, magno greca, romana, medievale, rinascimentale e contemporanea. Alcuni di questi sono:
- Museo archeologico nazionale di Scolacium - Borgia;
- Museo archeologico nazionale della Sibaritide - Cassano all'Ionio;
- Museo diocesano d'arte sacra - Cassano all'Ionio;
- Museo diocesano d'arte sacra - Catanzaro;
- Museo delle arti (MARCA) - Catanzaro;
- Museo storico militare Brigata Catanzaro - Catanzaro;
- Museo diocesano e del Codex - Corigliano-Rossano;
- BoCs Art Museum - Cosenza;
- Galleria nazionale - Cosenza;
- Galleria provinciale Santa Chiara - Cosenza;
- Museo all'aperto Bilotti - Cosenza;
- Museo diocesano - Cosenza;
- Museo dei Brettii e degli Enotri - Cosenza;
- Museo del Fumetto - Cosenza;
- Museo Multimediale di Piazza Bilotti - Cosenza;
- Museo Consentia Itinera - Cosenza;
- Museo delle Rimembranze - Cosenza;
- Museo storico all'aperto - Cosenza;
- Museo delle Arti e dei Mestieri della Provincia di Cosenza - Cosenza;
- Museo Interattivo di Archeologia Informatica - Cosenza;
- Museo archeologico nazionale di Capo Colonna - Crotone;
- Museo archeologico nazionale - Crotone;
- Museo civico - Crotone;
- Museo diocesano - Gerace;
- Museo archeologico Metauros - Gioia Tauro[107];
- Museo archeologico lametino - Lamezia Terme;
- Museo diocesano d'arte sacra - Lamezia Terme;
- Museo nazionale di Locri Epizefiri - Locri;
- Museo diocesano - Lungro;
- Museo storico della Miniera di Salgemma - Lungro;
- Museo dei Saperi e del Gusto - Sant'Agata di Esaro
- Parco Museo Santa Barbara - Mammola;
- Museo statale e diocesano - Mileto;
- Museo diocesano d'arte sacra - Nicotera;
- Museo diocesano - Oppido Mamertina;
- Casa della cultura Leonida Repaci - Palmi;
- Museo diocesano Mons. Aurelio Sorrentino - Reggio Calabria;
- Museo nazionale della Magna Grecia - Reggio Calabria;
- Museo San Paolo - Reggio Calabria;
- Museo archeologico di Medma - Rosarno;
- Museo demologico dell'economia, del lavoro e della storia sociale silana - San Giovanni in Fiore;
- Museo diocesano - San Marco Argentano;
- Museo diocesano d'arte sacra - Santa Severina;
- Museo civico e pinacoteca Mattia Preti - Taverna[108];
- Museo diocesano - Tropea;
- Museo della Certosa - Serra San Bruno;
- Museo archeologico statale Vito Capialbi - Vibo Valentia.

### Letteratura

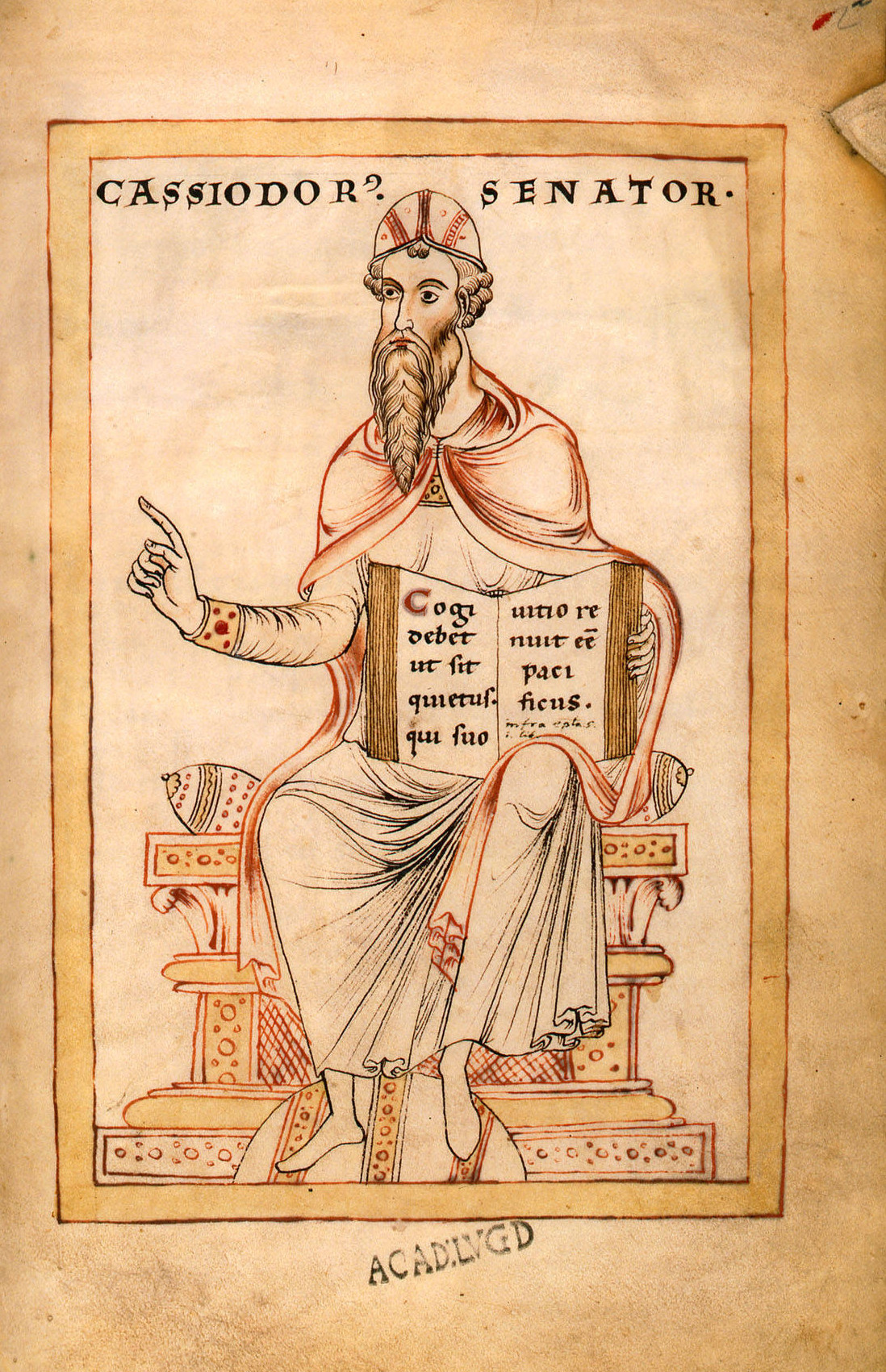
Cassiodoro

Convenzionalmente il punto di partenza della letteratura calabrese è Cassiodoro, storico e politico vissuto a Squillace tra il V e il VI secolo d.C.
Durante il corso del medioevo la Calabria fu terra di importanti studiosi e intellettuali come Gioacchino da Fiore, Barlaam di Seminara, maestro di Francesco Petrarca e Giovanni Boccaccio, e Leonzio Pilato.
Nel duecento la poesia si sviluppò soprattutto attorno alla corte di Federico II di Svevia, in particolare il poeta Folco Ruffo di Calavra (autore della canzone D’amor distretto vivo doloroso) fece parte della scuola siciliana.
I primi testi in volgare calabrese risalgono al quattrocento: il primo in assoluto di cui abbiamo traccia è un contratto di pignoramento della Motta di San Quirico redatto a Reggio Calabria nel 1422, ma le prime composizioni letterarie vere e proprie sono alcune poesie religiose del vescovo di Rossano Sergentino Roda e il Lamento per la morte di don Enrico D'Aragona di Joanni Maurello.
Il cinquecento vide uno stretto legame con la filosofia, grazie alla presenza di Bernardino Telesio e Tommaso Campanella.

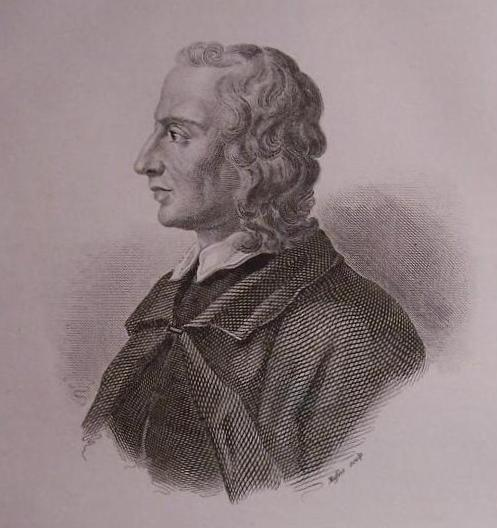
Gian Vincenzo Gravina

Il seicento fu il secolo della letteratura barocca e in Calabria furono soprattutto due i maggiori esponenti di questo movimento: Francesco Della Valle e Cesare Monizio. Nello stesso secolo va annoverato anche Gian Vincenzo Gravina, fondatore e ideologo nel 1690 dell'Accademia dell'Arcadia, creata con l'intento di riformare la poesia mettendo al bando il Barocco e l'eccesso poetico per abbracciare più razionali modelli classici.
Nel corso del settecento si diffuse l'illuminismo e molti furono coloro i quali aderirono a questo movimento non solo letterario ma anche e soprattutto sociale, culturale e filosofico. Fra gli autori calabresi si ricordano Francesco Saverio Salfi e i fratelli Domenico e Francescantonio Grimaldi.
L'Ottocento fu invece il secolo che vide l'affermarsi del neoclassicismo, del romanticismo e del verismo, perciò molti furono i letterati che si susseguirono nei vari decenni. Per citarne alcuni: Vincenzo Padula, autore di numerose opere e drammi, Biagio Miraglia, Domenico Mauro e Nicola Misasi; inoltre, da menzionare è anche il filosofo Pasquale Galluppi, al quale si deve l'introduzione in Italia dello studio e della conoscenza della filosofia europea (in particolare quella kantiana). Il XIX secolo vide inoltre la diffusione della letteratura dialettale, grazie anche alla delusione post-risorgimentale.

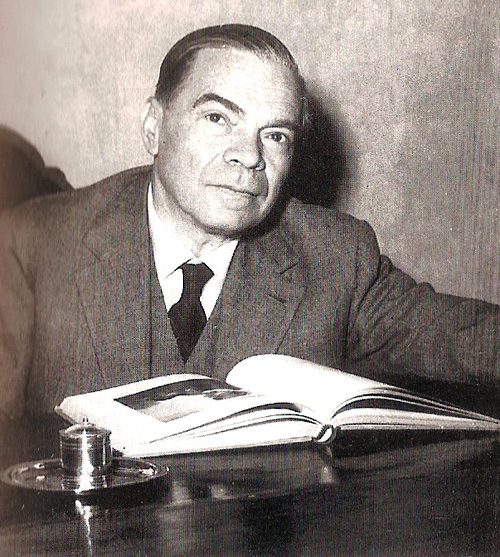
Corrado Alvaro

Nel novecento i principali autori furono Corrado Alvaro, vincitore del premio Strega nel 1951, Leonida Repaci, tra i fondatori del premio Viareggio, Francesco Perri, meridionalista e antifascista, Saverio Montalto, Fortunato Seminara, Mario La Cava e Saverio Strati.

### Musica
Nel panorama della musica sinfonica e operistica grande ruolo ricoprono tra gli artisti calabresi i due nomi di Francesco Cilea (autore tra le altre dell'Adriana Lecouvreur) e Nicola Manfroce, entrambi nati a Palmi.
Nel panorama moderno e contemporaneo vi sono diversi artisti calabresi che hanno legato il proprio nome alla tradizione cantautorale italiana, quali Mino Reitano, Mia Martini e la sorella Loredana Bertè, Rino Gaetano, Sergio Cammariere, Eman e Brunori Sas, mentre nella musica rock hanno avuto riscontro anche internazionale le formazioni dei JetLag (autori di un ricercato Jazz rock di matrice progressive) e Il Parto delle Nuvole Pesanti (creatori di un genere definibile "rock calabrese").
La Calabria inoltre vanta una lunga tradizione popolare legata alle diverse sfaccettature della sua cultura, direttamente legata alle molteplici popolazioni che su questa terra hanno lasciato traccia, i grecofoni di Gallicianò con il menestrello Attilio Nucera che vanta di essere il più anziano a portare avanti le antiche tradizioni e la lingua stessa dal 1959, il primo a diffondere la cultura greco e calabrese nel paese elvetico e anglosassone. Altre tradizioni sono state portate alla ribalta dai Re Niliu negli anni ottanta, mentre oggi dai QuartAumentata, dai Mattanza, dai Kalamu, dai Totarella, da Mimmo Cavallaro e i TaranProject con la partecipazione di Cosimo Papandrea e dalla cantante folk Marinella Rodà.
A partire dalla fine degli anni settanta si cominciò a incidere anche la musica folkloristica calabrese, genere spesso intriso della satira tipica dei diversi artisti, prevalentemente sotto l'etichetta Elca Sound, che hanno portato il folk calabro in giro per il mondo, tra cui Otello Profazio e i Calabruzi.

### Tradizioni e folclore

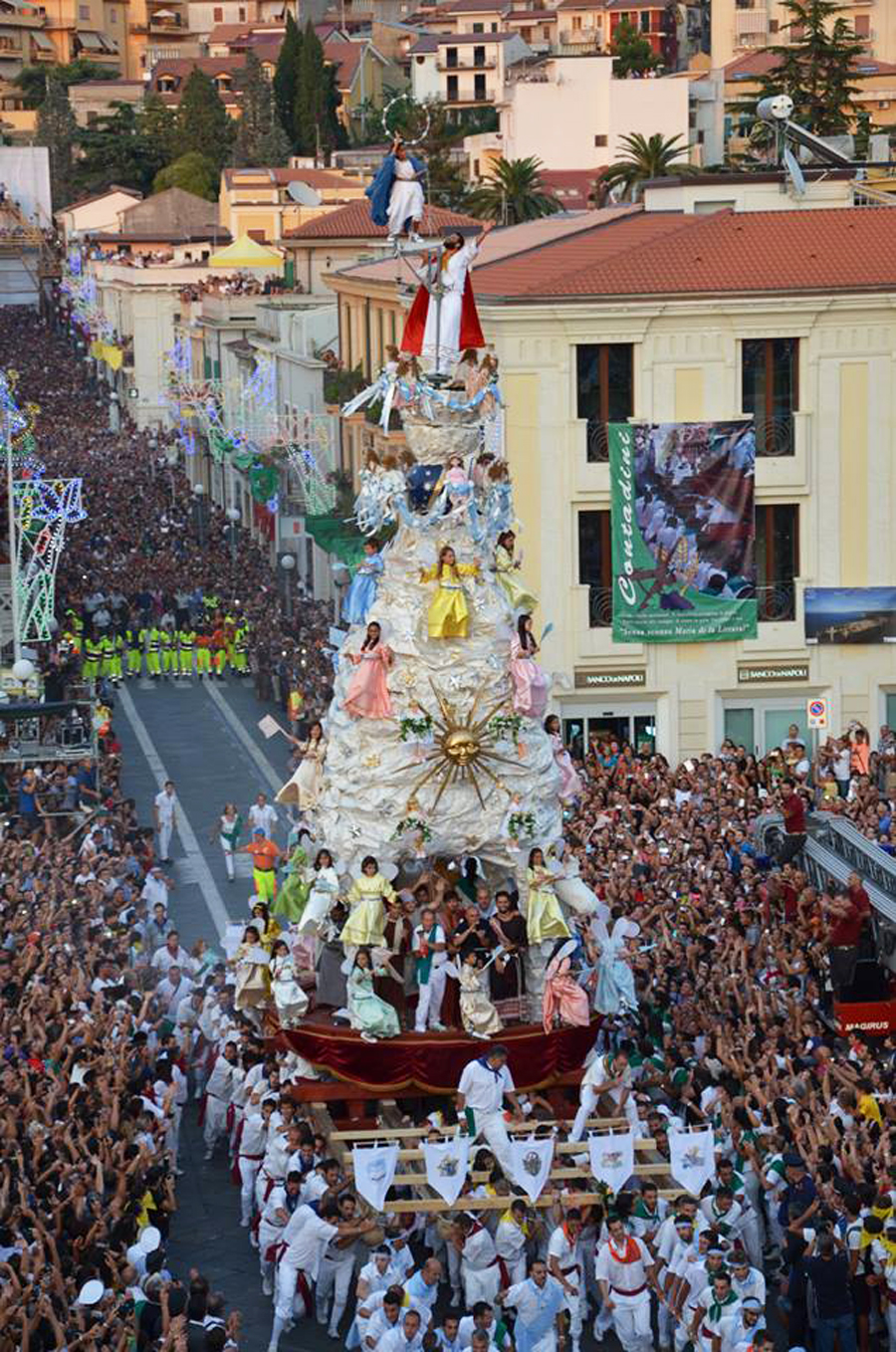
La Varia di Palmi, patrimonio dell'umanità UNESCO dal 2013

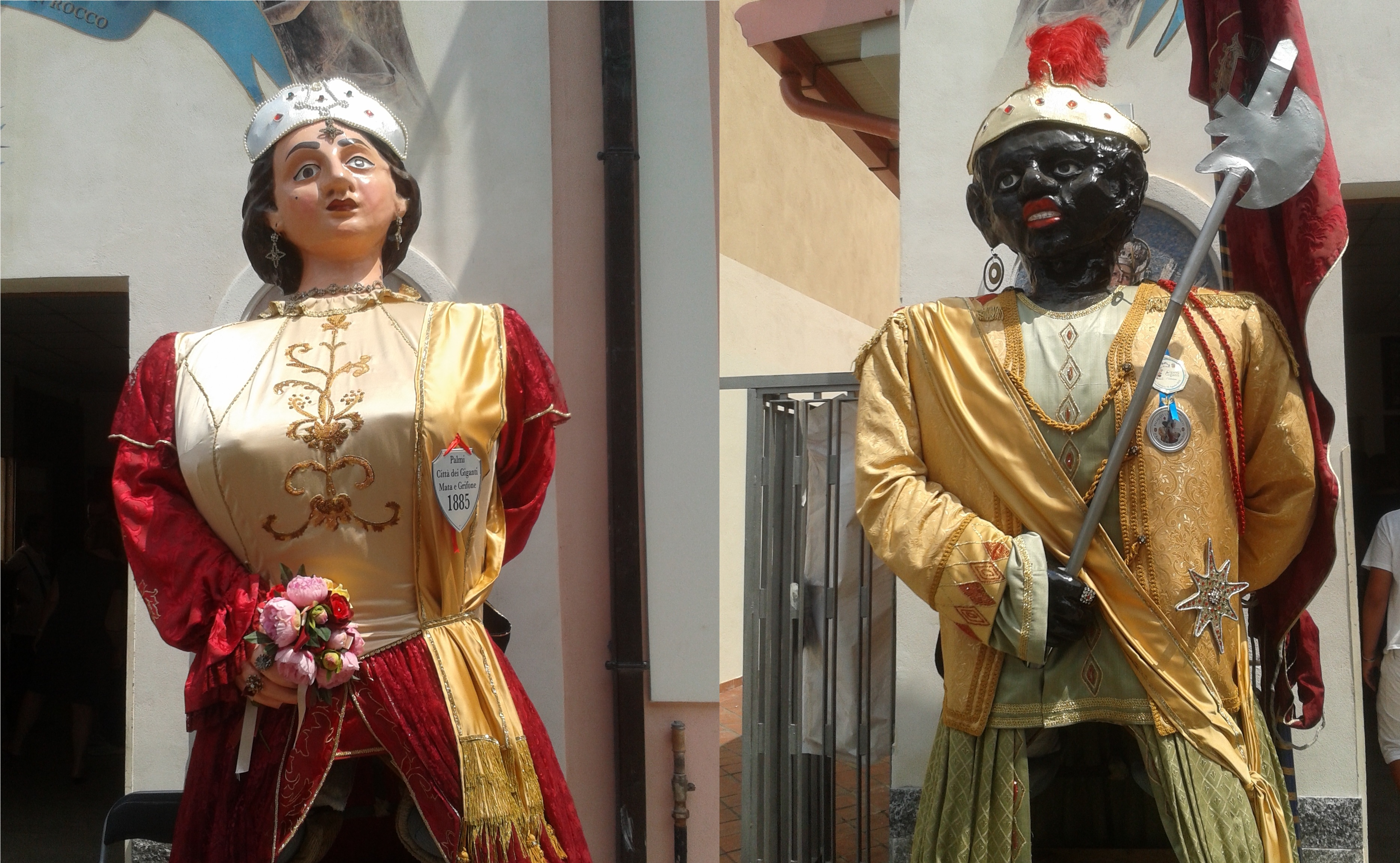
I giganti Mata e Grifone

Varia di Palmi
Ha luogo a Palmi in onore di Maria Santissima della Sacra Lettera, patrona e protettrice della città. L'evento accade l'ultima domenica di agosto con cadenza pluriennale. Considerata come uno dei simboli della regione, seguita da centinaia di migliaia di persone rientra nella Rete delle grandi macchine a spalla italiane, e dal 2013 è Patrimonio orale e immateriale dell'umanità dell'UNESCO. Il termine Varia designa un enorme carro sacro rappresentante l'universo e l'assunzione in cielo della Vergine Maria. Sopra il carro, di altezza circa a 16 metri, e trasportato a spalla da 200 Mbuttaturi (portatori), trovano posto figuranti umani che rappresentano la Madonna, il Padreterno, gli Apostoli e gli angeli. Un altro momento importante di fede è la processione per le vie cittadine, il giorno precedente il trasporto della Varia, del quadro di Maria Santissima della Sacra Lettera e del reliquiario del Sacro Capello. Nel 2023 si stima che ci siano stati tra i 150.000 spettatori e i 250.000 in città a vedere con i propri occhi l'evento, ed altri milioni a seguire l'evento in televisione.
Affruntata
Si svolge in varie zone della Calabria meridionale la domenica di Pasqua, il lunedì dell’Angelo o il martedì dopo Pasqua. Questo rito consiste nella rappresentazione delle varie scene resurrezione l’apice della cerimonia è l’incontro fra Gesù e la Madonna, la quale vedendo il proprio figlio corre verso di lui e si “toglie” il velo del lutto.
Giudaica di Laino Borgo
Risalente al XVII secolo, è una rappresentazione con oltre cento figuranti dei vari momenti del processo di Gesù. Si svolge il venerdì santo.
Il cavallo di fuoco di Pedace
La vigilia della festa patronale (Pecorella), l’ultima domenica di settembre, sfila per le strade del paese un cavallo in cartapesta montato da un cavaliere dalla cui bocca escono fulmini frutto di giochi pirotecnici, accompagnato dal suono dei tamburi che imita i tuoni.
Naca di Catanzaro
È un particolare tipo di processione che si svolge il venerdì santo. Al centro del rito vi è la naca (termine dialettale derivante dal greco νάκη (náke), vello lanoso), sulla quale è adagiato il corpo di Gesù appena crocifisso.
Vattienti di Nocera Terinese
I vattienti (battenti) sono uomini che si sottopongono all’autoflagellazione per testimoniare, attraverso il dolore, la propria fede in Cristo. Il rito si svolge il sabato santo.
Fiaccolata dei Zigni di Verbicaro
La sera del primo luglio, vigilia della festa patronale della Madonna delle Grazie, vengono portate in processione fino alla piazza del paese delle enormi fiaccole realizzate in legno resinoso portate in spalla dai devoti.
I giganti
I giganti Mata e Grifone sono due alti fantocci di cartapesta che vengono portati a spalla o trainati, danzando al ritmo di tamburi, per le vie di numerose località della Calabria meridionale in occasione di feste patronali o di altre ricorrenze.
Carnevale di Castrovillari
Attestato per la prima volta nel 1635 ma “rinato” ufficialmente nel 1959, è una delle manifestazioni più note della regione e si svolge tradizionalmente tra l'ultima domenica di Carnevale ed il martedì grasso. Contestualmente alle tradizionali sfilate in maschera si tengono numerose manifestazioni, iniziative culturali e di intrattenimento collegate all'evento principale.
Djelzit di San Demetrio Corone
Nel periodo di Carnevale per le vie del paese sfilano i Djelzit (diavoli), i quali hanno il volto dipinto di nero, indossano un paio di corna taurine sulla testa e si vestono con foltissime pellicce. Una volta travestiti, i Djelzit girano nottetempo per le vie del borgo facendo un gran fracasso con i campanacci, rincorrendo i passanti e bussando ai portoni delle case; la loro presenza cessa il mercoledì delle ceneri quando viene celebrato il cosiddetto funerale di Zu Nicola, che scaccia via tutti i mali.
Palio di Ribusa di Stilo
Il Palio di Ribusa, che si svolge il primo fine settimana di agosto, consiste in una sfida fra i sei casali che costituivano un tempo la Contea di Stilo ovvero la stessa Stilo, Camini, Guardavalle, Pazzano, Riace e Stignano. I rappresentanti dei sei paesi si sfidano attraverso varie prove tra artisti, spettacoli di strada, rievocazioni storiche, saltimbanchi, giocolieri e danze. La prova finale, che si tiene la domenica, è la giostra dell'anello, nella quale gli sfidanti si contendono il Pallium, un drappo finemente lavorato.
Torneo dei Rioni di Cetraro
L'ultima domenica di luglio i numerosi rappresentanti degli otto rioni della città si sfidano nella centrale Piazza del Popolo attraverso prove di vario genere.

### Eventi
- "Calabria Fest - RAI Radio Tutta Italiana", festival della nuova Musica Italiana;
- Fatti di Musica, festival-premio del Miglior Live d'Autore, ideato e diretto dal promoter Ruggero Pegna dal 1987 (Premio Riccio d'Argento di Gerardo Sacco, Oscar del Live)
- "Magna Graecia Film Festival" - Catanzaro (luglio): il festival delle opere prime del cinema italiano;
- Fiera di San Giuseppe - Cosenza A marzo, per una decina di giorni, alcune strade della città vicino al centro storico e i lungofiumi accolgono la Fiera di San Giuseppe; questa che registra ogni anno migliaia di visitatori, si sviluppa partendo dalle strade ai piedi del centro storico fino ad arrivare al Viale Parco di recente costruzione (ora viale Giacomo Mancini). Nel 2006 si è avuto un record del numero di espositori con la presenza di circa 750 bancarelle; il 2013 invece ha registrato lungo i 6 km di percorso fieristico[128] la presenza di 726 espositori provenienti da 27 province italiane e da 15 nazioni[129]. L'istituzione della Fiera affonda le sue radici nel 1234, periodo di dominazione sveva e venne istituita da Federico II di Svevia, l'imperatore profondamente innamorato della città;
- "Reggio Calabria Filmfest" - Reggio Calabria (primavera): retrospettiva sul cinema italiano;
- "Festival della Cultura" - Reggio Calabria (11 febbraio);
- "Festival dello Stretto" - Reggio Calabria (agosto);
- "Il Sabato del Villaggio" - Lamezia Terme (gennaio/giugno): incontri tra letteratura e filosofia con personalità della cultura italiana e internazionale;
- "Trame. Festival dei libri sulle mafie" - Lamezia Terme (giugno);
- "Premio Letterario Internazionale Città di Palmi" - Palmi (settembre/ottobre);
- "Paleariza" - Bovesia (agosto): festival internazionale etno-culturale-musicale itinerante che si svolge annualmente nell'area grecanica della città metropolitana di Reggio Calabria;
- "Roccella Jazz Festival" - Roccella Jonica: Numerosi concerti, con la presenza di grandi jazzisti (Agosto);
- "Rievocazione Storica dell'eroe albanese Giorgio Castriota Skanderbeg" - Lungro: Evento etno-culturale che si svolge nel centro storico nel periodo del carnevale, precisamente intorno alla metà di febbraio;

## Monumenti e luoghi d'interesse
Il territorio calabrese ospita molti monumenti e luoghi d'interesse storico, artistico e culturale, alcuni dei quali tra i monumenti nazionali italiani.

### Architetture religiose
La Calabria fu, agli inizi del Cristianesimo, un'importante terra di arrivo di religiosi, monaci e asceti provenienti dall'Oriente. In particolare, i monaci Basiliani di rito Greco dapprima si stabilirono in alcuni luoghi naturali come le grotte costituendo le cosiddette laure e successivamente iniziarono ad edificare i primi veri e propri luoghi di culto.

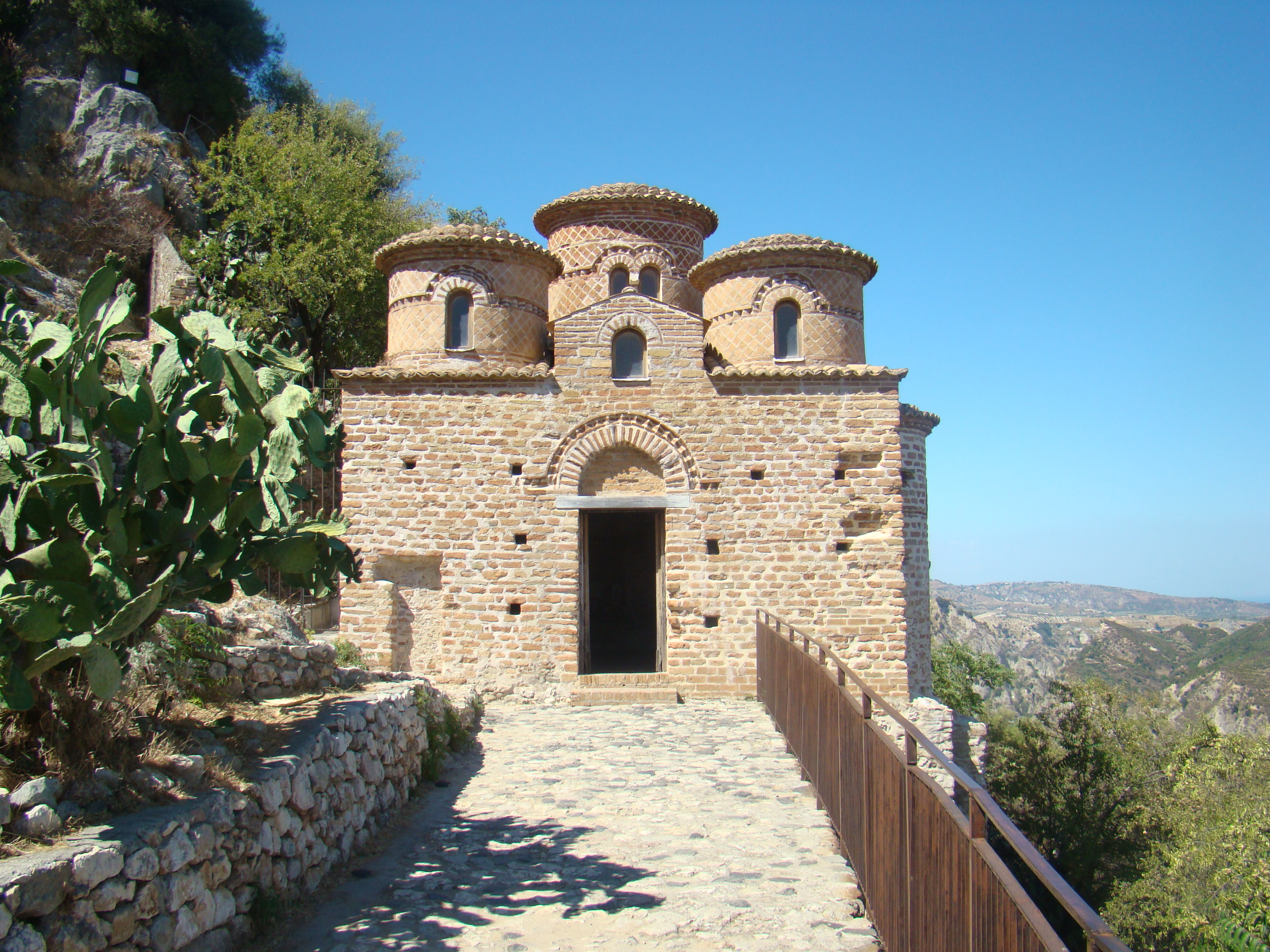
La Cattolica di Stilo

Essendo quindi soggetta all'Impero bizantino, nella regione sono presenti numerose testimonianze dell'arte Orientale: esempi sono la Cattolica di Stilo (edificata attorno ai secoli XI e X), la chiesa di San Marco e l'Abbazia di Santa Maria del Patire (Pathirion) a Rossano, il Monastero greco-ortodosso di San Giovanni Theristis a Bivongi (in cui ancora oggi risiede una comunità monastica ortodossa), il monastero greco-ortodosso dei Santi Elia e Filarete a Seminara e la chiesa di Santa Filomena (detta chiesa “del Pozzoleo”) a Santa Severina. Un altro esempio è dato dal Duomo di Gerace che, edificato dopo la conquista normanna della Calabria, costituisce uno degli edifici religiosi più grandi della regione

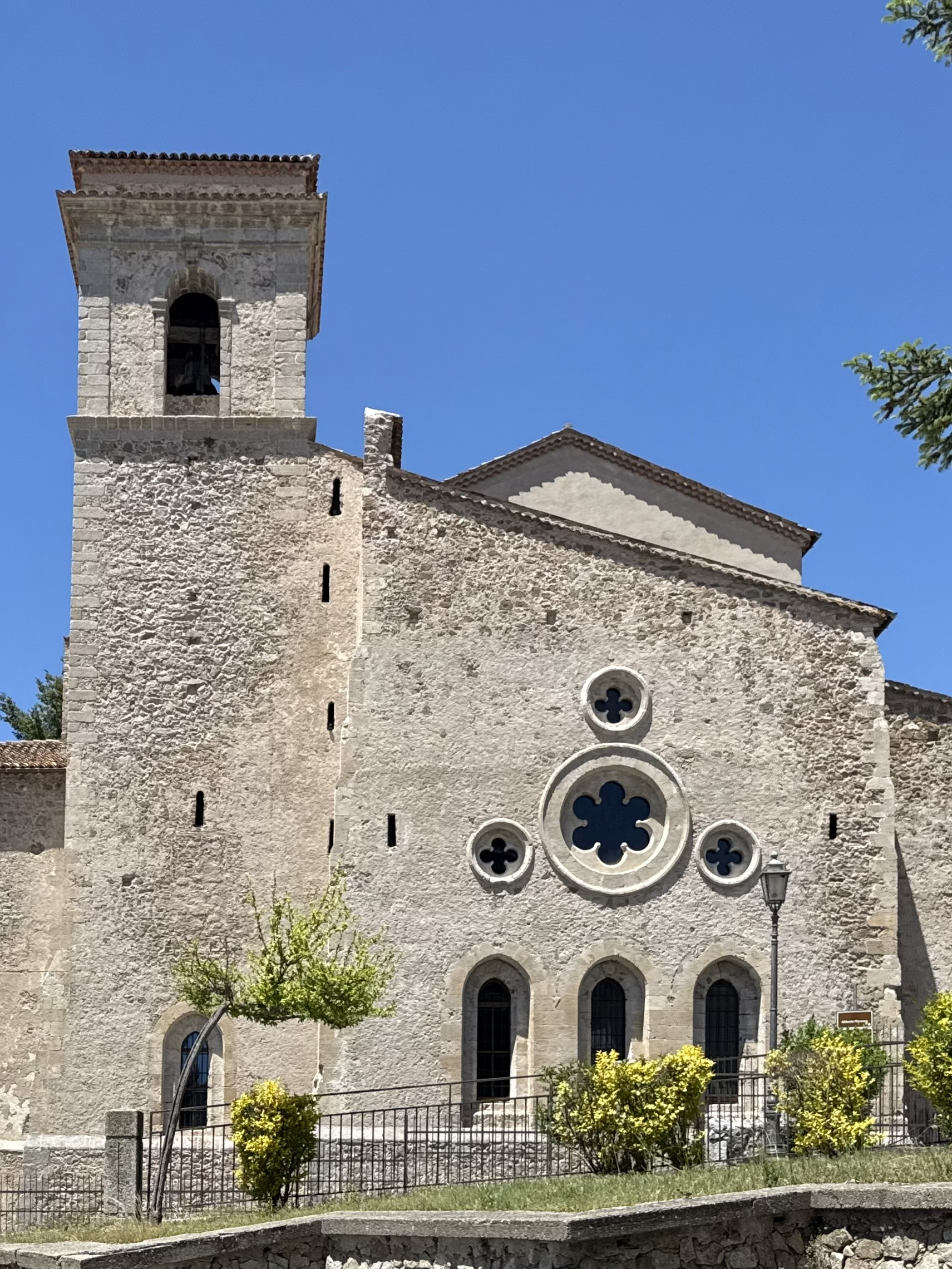
Abbazia Florense, San Giovanni in Fiore

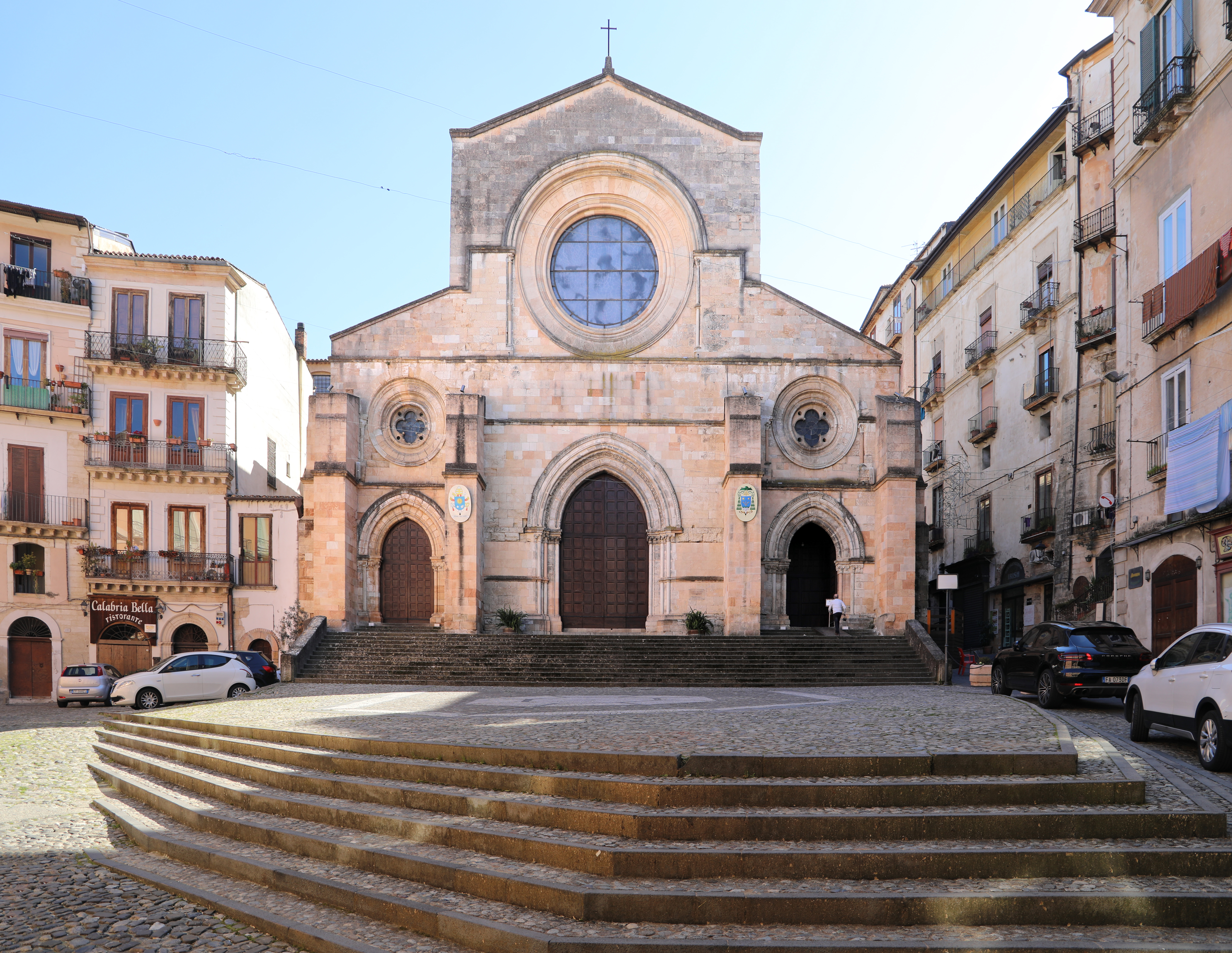
Il Duomo di Cosenza

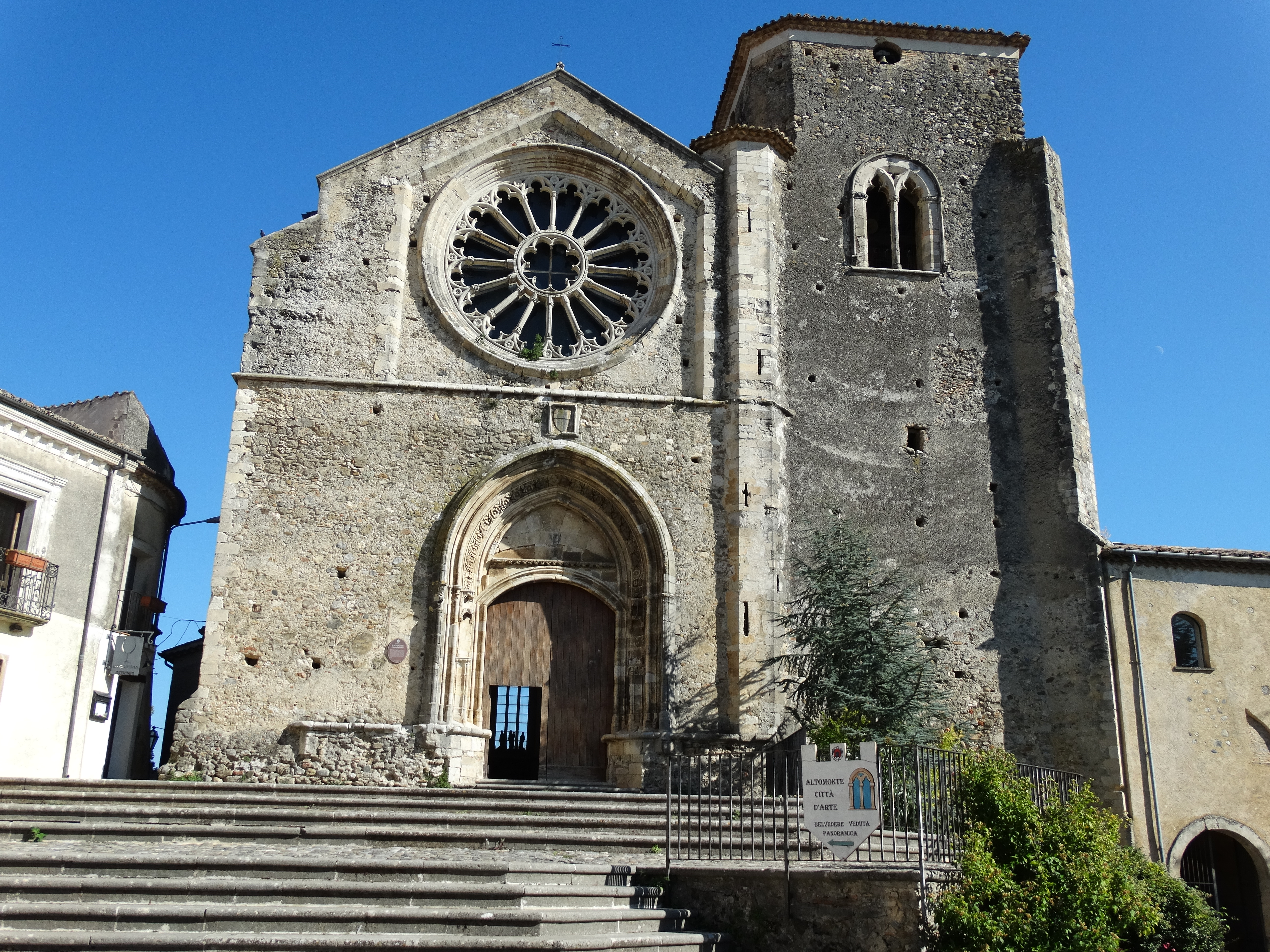
Chiesa di Santa Maria della Consolazione, Altomonte

Dalla costruzione dell'abbazia della Sambucina (situata nei pressi di Luzzi) avvenuta attorno al 1087, si diffondono in Calabria gli stili romanico e gotico. Esempi sono l'abbazia Florense a San Giovanni in Fiore (uno degli edifici religiosi più grandi della regione, fondata dall'Abate e teologo Gioacchino da Fiore che fu una delle figure più importanti del Medioevo), il Duomo di Cosenza, la chiesa di Santa Maria della Consolazione ad Altomonte, la chiesa di Santa Maria Assunta a Cropani e la Cattedrale di Maria Santissima di Romania a Tropea. Da ricordare è anche la Certosa di Serra San Bruno.
Dal XVI secolo le chiese calabresi vennero notevolmente arricchite da numerose opere, realizzate da artisti quali Pietro Bernini, Mattia Preti, Antonello Gagini, Giovan Battista Mazzolo e varie maestranze scultoree, fra le quali spiccano quelle di scuola napoletana.

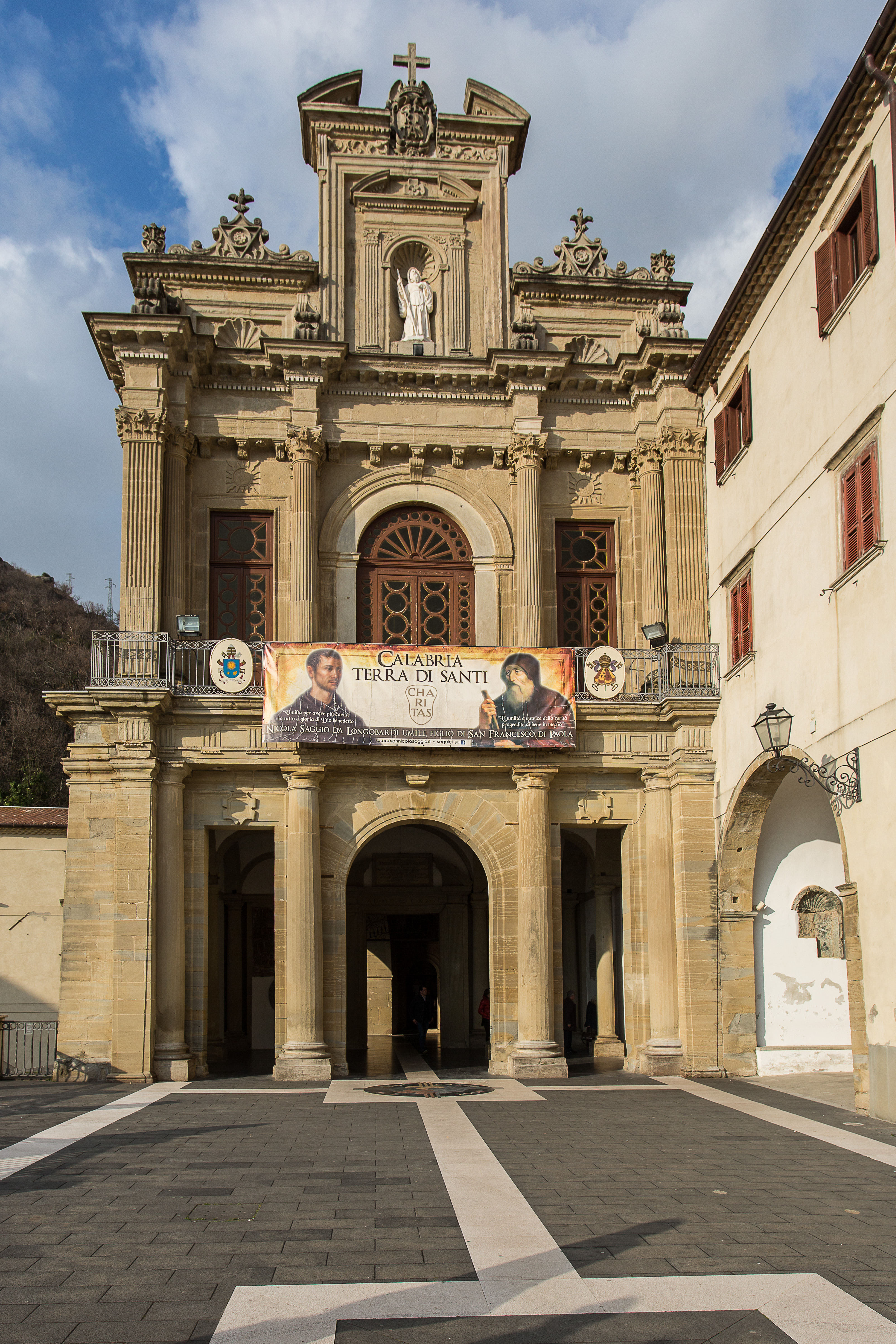
Facciata del Santuario di San Francesco di Paola, Paola

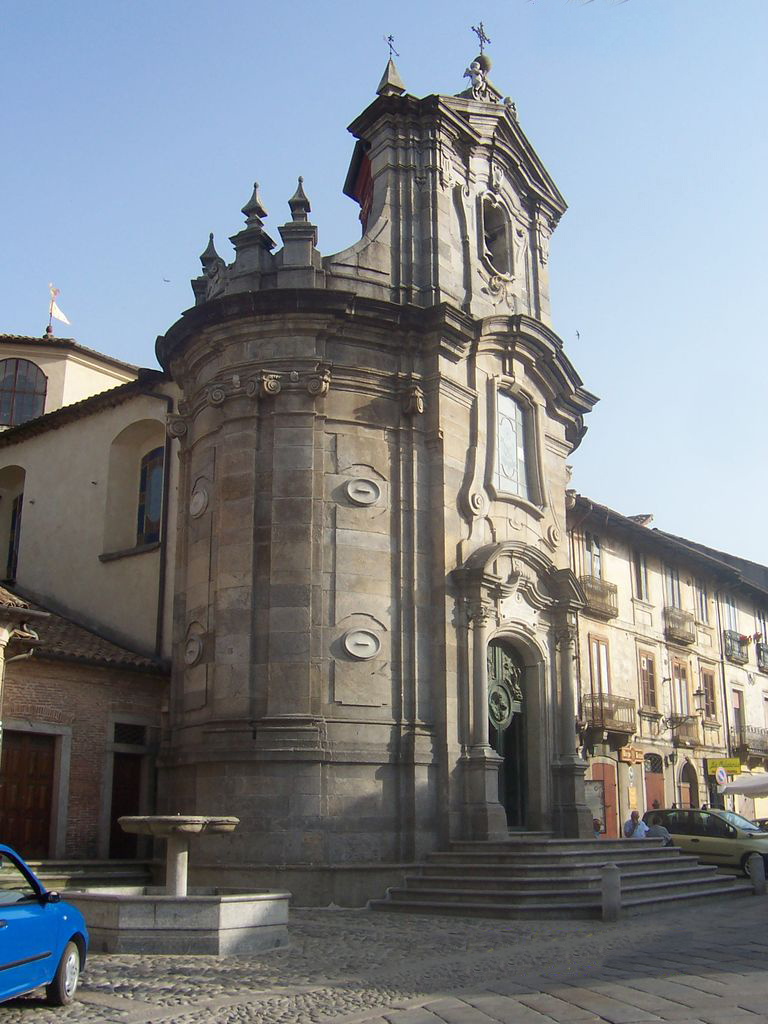
Chiesa di Maria Santissima dei Sette Dolori, Serra San Bruno

Dal XVI secolo (in seguito alla Controriforma sancita dal Concilio di Trento) fino al XVIII secolo si diffonde lo stile barocco, presente in tutta la Calabria sotto varie declinazioni di stile. Esempi di chiese in stile barocco sono il Santuario di San Francesco di Paola a Paola, la Basilica dell’Immacolata Concezione a Catanzaro, la Chiesa di Maria Santissima dei Sette Dolori a Serra San Bruno, la Cattedrale di Santa Maria Assunta a Crotone e il Duomo di Santa Maria Maggiore e San Leoluca a Vibo Valentia.

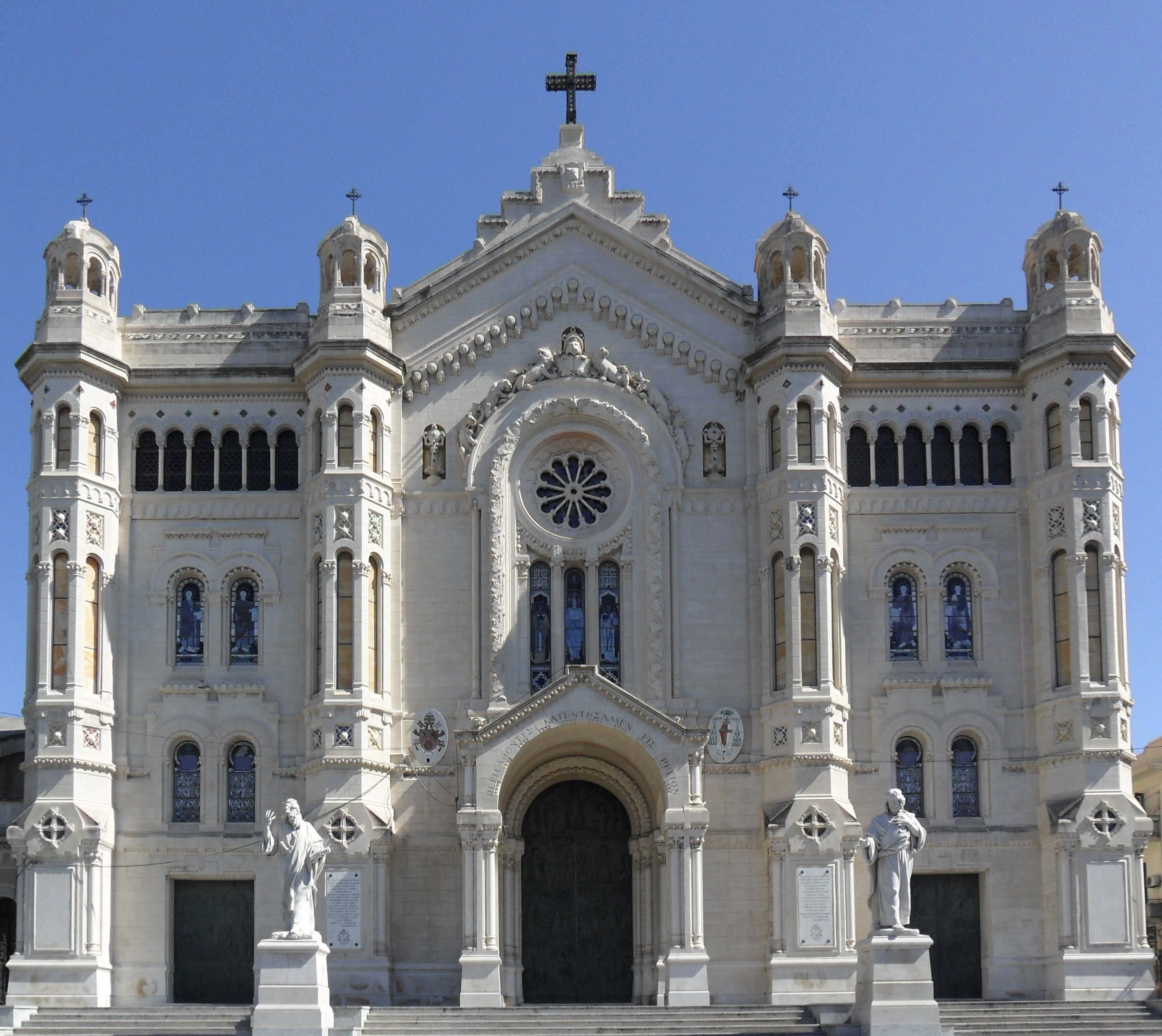
Il Duomo di Reggio Calabria

La chiesa più grande della Calabria, è invece il maestoso Duomo di Reggio Calabria, il cui attuale edificio è frutto della ricostruzione avvenuta in seguito al terremoto dello stretto di Messina del 28 dicembre 1908.

### Architetture militari
In Calabria sono presenti vari tipi di architetture militari, tra cui numerosi castelli (anche questa regione subì il processo dell'incastellamento), fortificazioni e torri di avvistamento costiere.

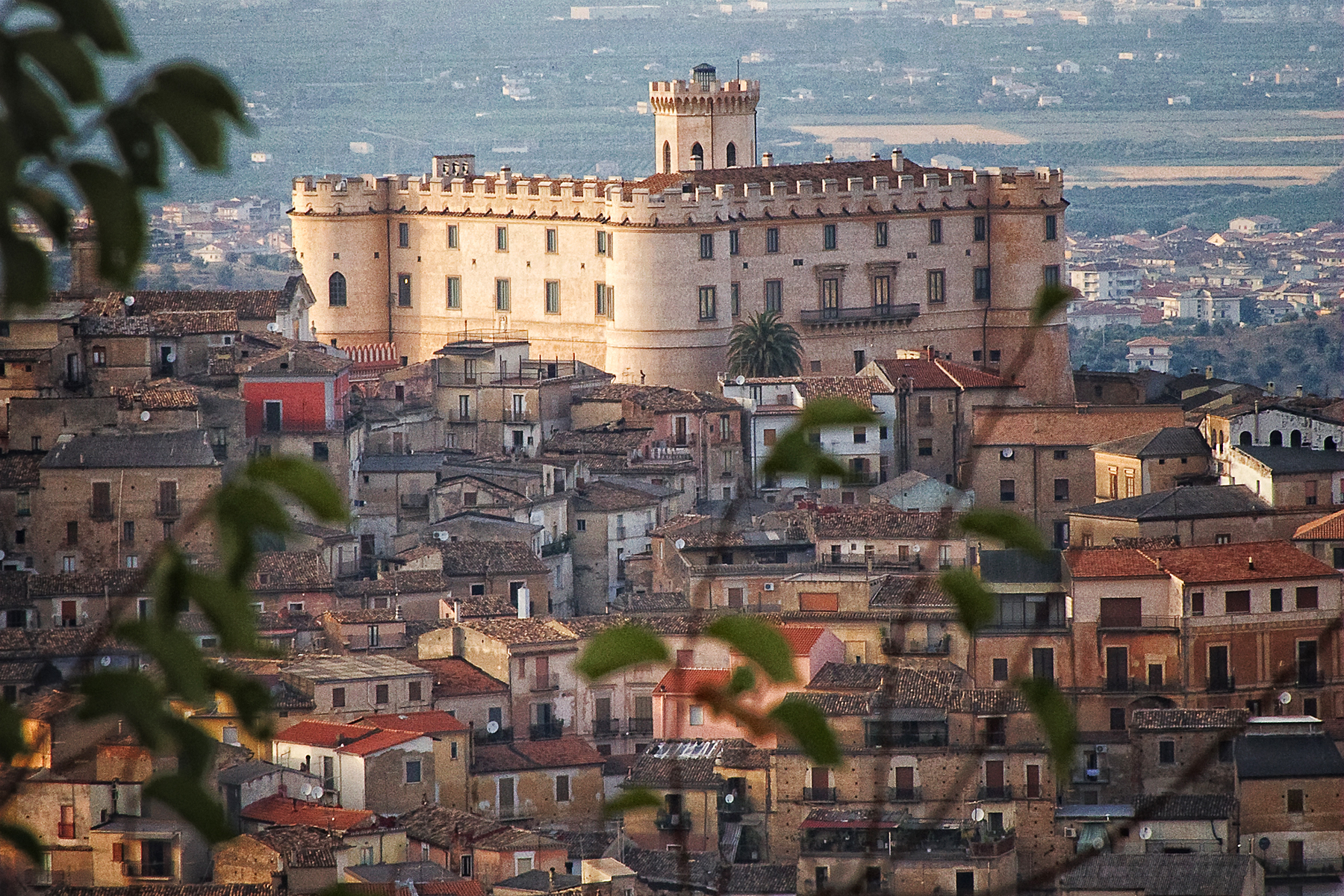
Il castello di Corigliano svettante sulla città

Tra i castelli spicca quello di Corigliano definito come uno "fra i castelli più belli e meglio conservati esistenti nell'Italia meridionale". Edificato a partire dalla seconda metà del XI secolo su volere del re normanno Roberto il Guiscardo, fa parte di una fitta reti di fortificazione voluta dagli stessi Normanni per controllare il territorio; nei secoli venne rimaneggiato internamente per trasformarlo in una ricca residenza nobiliare, ma l'impianto originario è ancora perfettamente distinguibile.

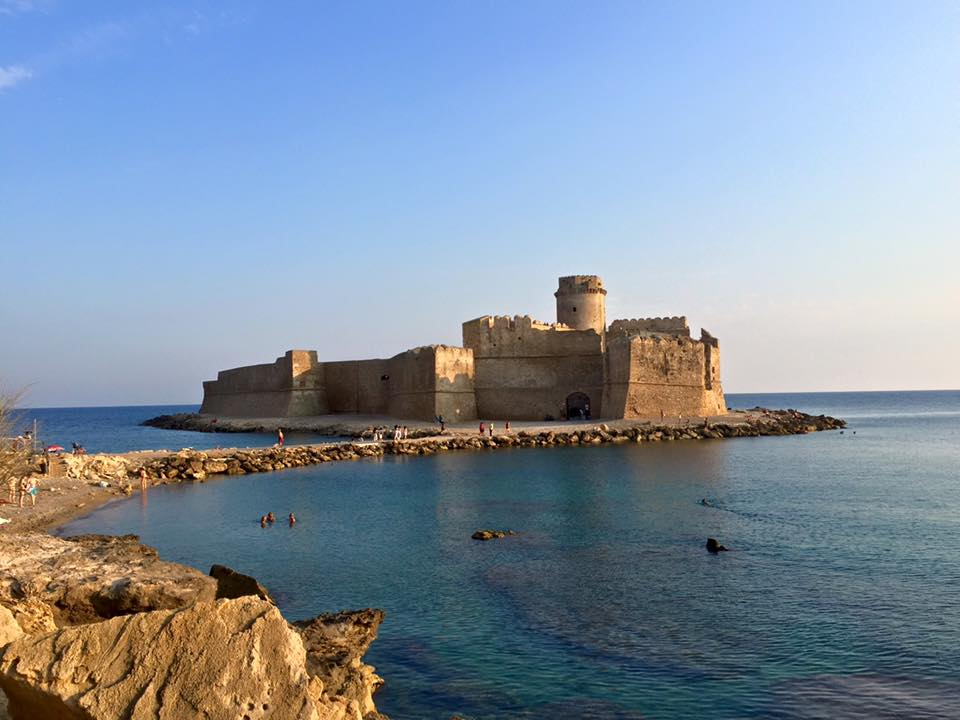
Castello Aragonese di Le Castella

Degna di nota è la fortezza aragonese di Le Castella, situata su un isolotto collegato alla terraferma da un cordone di sabbia.
Altri importanti castelli sono il castello normanno-svevo a Cosenza, il castello di Carlo V a Crotone, il castello di Vibo Valentia, il castello Aragonese a Reggio Calabria, il castello di Santa Severina, il castello di Pizzo (detto anche castello Murat in virtù del fatto che fu il luogo in cui venne rinchiuso e fucilato Gioacchino Murat), il Castrum Petrae Roseti sulla costa di Roseto Capo Spulico (di epoca normanna ma ricostruito dall'Imperatore Federico II di Svevia) ed il castello Ruffo di Scilla.
Nella regione sono presenti anche numerose torri di avvistamento costiere, tra le quali la Torre Talao di Scalea, la Torre Aragonese di Melissa e la Torre di Sant'Antonio.

### Altro
- Complesso di San Giovanni a Catanzaro
- Complesso monumentale di Girifalco;
- Fontana degli Specchi di Villa Caristo di Stignano;
- Fontana della Palma a Palmi;
- Fontana barocca di Girifalco;[137]
- Mausoleo di Francesco Cilea a Palmi;
- Ponte romano di Scigliano;[138]
- Villa Vecchia di Cosenza
- Villa comunale di Cittanova;[139]
- Villa comunale Giuseppe Mazzini di Palmi.
- Villa comunale di Catanzaro.

### Siti archeologici
Con la colonizzazione greca avvenuta tra l'VIII e il V secolo a.C., vi fu in Calabria uno sviluppo socioeconomico notevole; fu questo un periodo in cui venne raggiunta la massima ricchezza economica per i discendenti delle genti greche stabilitesi nella penisola, unitamente allo splendore culturale ed artistico in letteratura, filosofia e arte, spesso superiore alla stessa madrepatria.
Conseguenza di questa realtà ne fu l'appellativo di Magna Grecia (Megàle Hellàs), che volle testimoniare l'orgoglio per aver dato vita lontano dalla Grecia ad una comunità che aveva raggiunto in campo sociale, culturale ed economico, livelli tali da poter essere considerata più grande della stessa madrepatria; tale riferimento infatti si presume sia stato coniato nelle colonie stesse, per mostrare la loro grandezza in relazione alla vecchia Grecia.
Le genti di civiltà greca approdarono in Calabria nell'ambito di un flusso migratorio motivato dall'interesse per lo sviluppo commerciale e da una sovrappopolazione in madrepatria: così tra il 743 a.C. ed il 730 a.C. gente originaria della città di Calcide fondò, sullo Stretto tra Calabria e Sicilia, le due città di Rhegion (Reggio) e Zancle (Messina), ponendo sotto il controllo della medesima popolazione la via marittima più importante per i commerci con l'Italia tirrenica. Negli anni successivi Greci di stirpe achea diedero vita prima a Sybaris (Sibari, 720 a.C.) e poi a Kroton (Crotone 710 a.C.), spinti dalla necessità di sfuggire carestie e sovrappopolazione. Fra il 710 a.C. e il 690 a.C., un gruppo di servi provenienti dalle regioni della Grecia chiamate Locride, fondarono Locri Epizefiri.
Successivamente per nuove ragioni di sovrappopolazione, commerciali e di controllo del territorio, le nuove città fondarono delle subcolonie che allargarono la presenza greca nella regione, quali: Medma (Rosarno), Metauros (Gioia Tauro), Taurianum (Taureana di Palmi), Hipponion (Vibo Valentia), Laos, Skydros, Terina, Skylletion, Kaulon (vicino Monasterace marina).
Le molteplici dominazioni in Calabria hanno fatto sì che la Calabria sia piena di luoghi d'interesse archeologico. Questa è una breve lista delle aree archeologiche divise per provincia:
- Provincia di Cosenza:
  - Ruderi archeologici d'epoca romana e pre-romana di Piazzetta Antonio Toscano nel centro storico di Cosenza
  - Scavi delle antiche città di Thurii e Sibari
  - Scavi di Laos, nei pressi di Santa Maria del Cedro
  - ruderi antica Miniera di Salgemma di Lungro
  - Grotta del Romito a Papasidero: caverna preistorica con incisioni risalenti al paleolitico superiore
  - Grotta della Monaca a Sant'Agata di Esaro, caverna e miniera preistorica, uno dei siti minerari preistorici più antichi e meglio conservati d'Europa
  - Blanda antica città rupestre, cui restano alcuni ruderi e testimonianze del luogo, alle porte di Tortora
  - Temesa, scavi nel territorio di Serra d'Aiello e Campora San Giovanni, luoghi di testimonianza dalla protostoria all'età medievale. Nel comune di Serra d'Aiello si trova il Parco Archeologico di Cozzo Piano Grande, dove è stata rinvenuta un'abitazione d'età brettia. Aperto al pubblico, durante tutto l'anno, l'Antiquarium archeologico comunale.
- Provincia di Crotone:
  - Kroton, oggi Crotone: Museo archeologico nazionale di Crotone dove sono conservati lo straordinario Tesoro di Hera con un eccezionale diadema d'oro, due vasi bronzei a forma di Sirena, la stele marmorea di Hera
  - Area archeologica di Capo Colonna: Tempio di Hera Lacinia, Museo e Parco archeologico
  - Scavi del Tempio di Apollo Alaios, a Punta Alice, nei pressi di Cirò Marina.
- Provincia di Catanzaro:
  - Scolacium, situato in località Roccelletta di Borgia, confinante col quartiere Lido del comune di Catanzaro: Parco archeologico Scolacium
  - Terina nei pressi di Sant'Eufemia Vetere nel comune di Lamezia Terme.
  - Parco Archeologico Urbano Giammartino nel comune di Tiriolo.
  - Ruderi dell'Abbazia di Santa Maria di Corazzo nel comune di Carlopoli.
- Provincia di Vibo Valentia:
  - Hipponion, oggi Vibo Valentia: mura della città greca in più punti, resti di un tempio dorico sul colle del telegrafo, resti di un tempio ionico sull'altura del Cofino, resti di un tempio dorico presso la Cava Cordopatri, resti di abitato romano in via XXV aprile e di un impianto termale nella contigua località Sant'Aloe; Dietro la Chiesa della B.M.V. del Rosario sono stati individuati i resti del teatro greco-romano; palazzo Inam resti di abitazioni romane e Necropoli greca (VII-III sec. a.C.); attuale oratorio Salesiano e Viale Kennedy palazzo Muschella: Necropoli greca (VII-IV sec. a.C.) e fornaci ellenistico-romane; altri rinvenimenti dalla preistoria al tardoantico in tutta la città
  - Altri siti nella provincia: resti di un santuario extra-urbano individuato nell'area aeroportuale militare nel comune di Vibo Valentia, tracce di una villa romana in località Trainiti, presso Briatico; Santuario rurale in contrada Passo Murato sul Poro; Altri innumerevoli insediamenti di età protostorica e Classica sono stati localizzati ma sono tuttora da scavare.
  - Torre Galli di Drapia: insediamento protostorico abitato fino al VI sec. a.C. Orsi portò alla luce parte della necropoli dell'età del Ferro e Arcaica
  - Tropea: tracce d'insediamento preistorico e protostorico; luogo di culto paleocristiano sotto la cattedrale; piazza duomo: tombe V-VI sec., fase con mura di un insediamento greco (Phroyrion), materiale protostorico; loc. Torre Lunga: luogo di culto e di sepolture paleocristiane; contrada Tondo: necropoli romana; contrada Cuntura tombe dell'età del ferro e del V-IV sec.a.C.
  - Nicotera: insediamenti greci, romani e tardo antichi nelle località: Colle Diale, San Faustina, Comerconi, piano dei Greci, San Francesco, Pugliesa, Sovereto, Casino Mortelletto.
- Città metropolitana di Reggio Calabria:
  - Rhegion oggi Reggio: parco archeologico Griso-LaBoccetta con resti di templi arcaici, mura greche sul lungomare Falcomatà, mura greche sulla collina del Trabocchetto, mura greche sulla collina degli angeli, agorà/foro in piazza Italia, varie necropoli ellenistiche tra Santa Caterina e San Giorgio Extra, resti dell'Odéon di Reggio in via XXIV maggio, tomba ellenistica di via Tripepi, resti di un Athenaion sotto un bar del lungomare Falcomatà, resti di un grande impianto termale d'epoca romana sul lungomare Falcomatà
  - Locri Epizefiri, a sud dell'odierna Locri: tempio ionico in contrada Marasà, abitato in Centocamere, tempio di Zeus, Santuario di Persefone in contrada Mannella, necropoli in contrada Lucifero, necropoli in contrada Parapezza, necropoli in Contrada Faraone, Teatro greco in contrada Pirettina
  - Kaulon, nei pressi di Monasterace marina: base di un tempio dorico ai piedi del promontorio Cocinto vicino al mare
  - Scavi di Medma, presso Rosarno
  - Scavi di Metauros, presso Gioia Tauro
  - Scavi di Taurianum, presso Taureana di Palmi
  - Scavi di una villa romana in contrada Palazzi a Casignana
  - Scavi di una villa romana Il Naniglio a Gioiosa Ionica
  - Scavi di un teatro greco a Marina di Gioiosa Ionica
  - Scavi in contrada Mella ed in contrada Palazzo ad Oppido Mamertina
  - Parco archeologico ArcheoDeri della vallata del San Pasquale a Bova Marina.

### Aree naturali

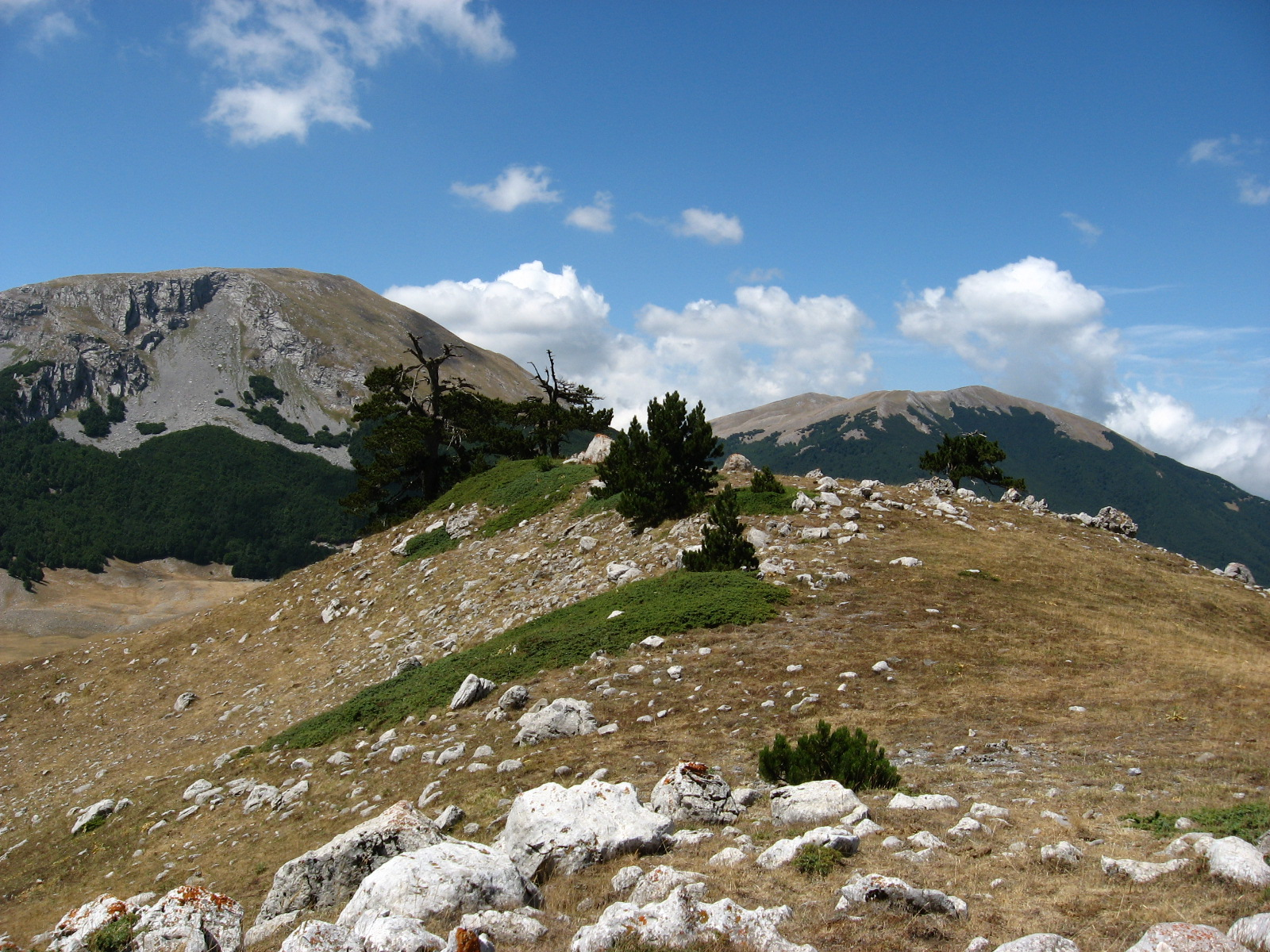
Parco nazionale del Pollino

La natura montagnosa del territorio e lo scarso tasso di antropizzazione di molte zone interne della regione hanno permesso di preservare la maggior parte delle bellezze naturalistiche.

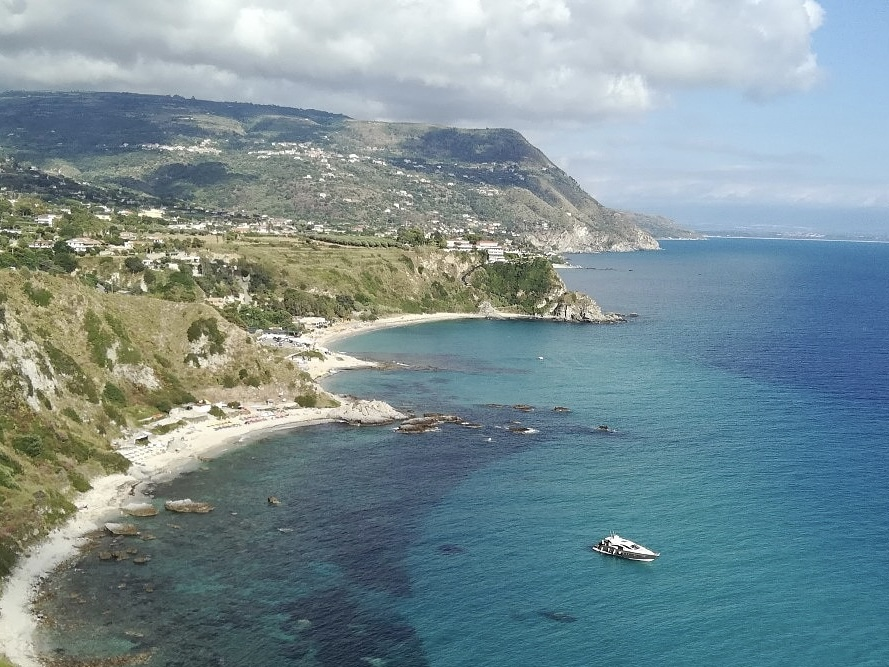
Costa nei pressi di Capo Vaticano

In Calabria sorgono tre parchi nazionali (Parco nazionale del Pollino, Parco nazionale della Sila e Parco nazionale dell'Aspromonte), un parco regionale (Parco naturale regionale delle Serre), un'area marina protetta (Area naturale marina protetta Capo Rizzuto), sedici riserve statali, tre riserve regionali e, nell'ambito della rete Natura 2000 dell'Unione europea, 179 Siti di Importanza Comunitaria e sei Zone di Protezione Speciale.

## Sport
Lo sport in Calabria è praticato in molti settori, sia a livello agonistico che amatoriale, sia per quanto riguarda gli sport più comuni che quelli meno diffusi a livello nazionale.

### Principali impianti sportivi

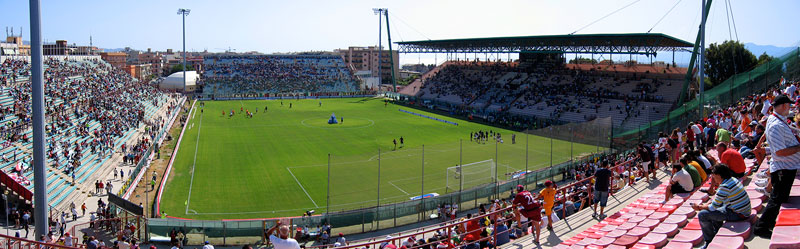
Stadio Oreste Granillo

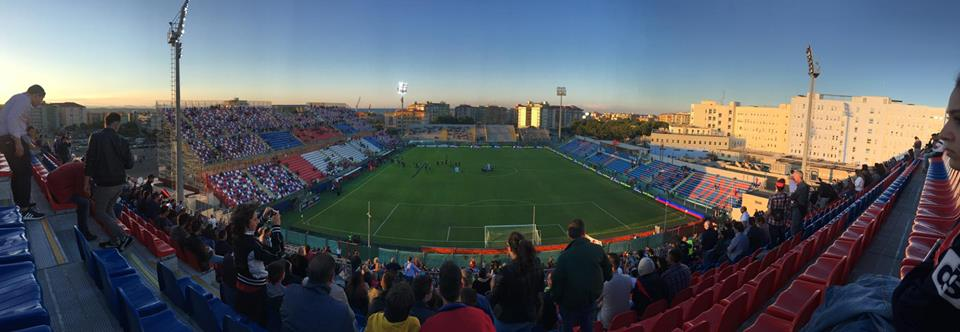
Stadio Ezio Scida

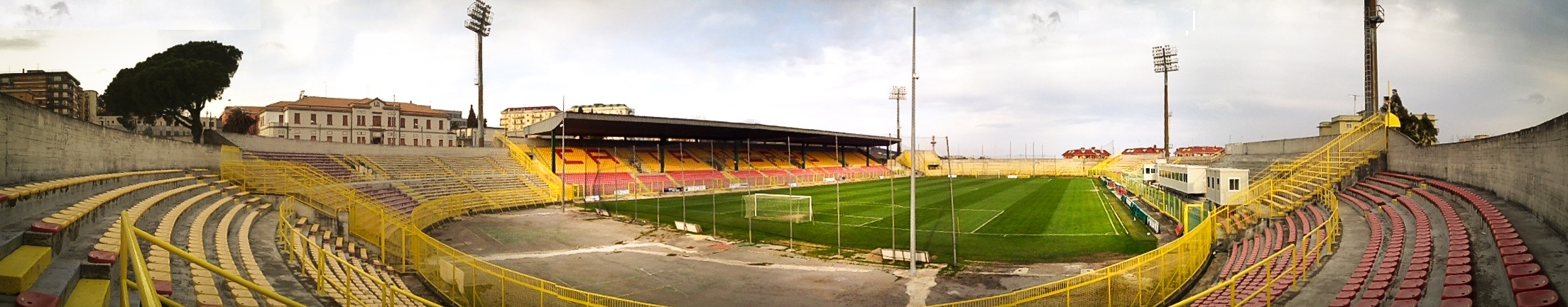
Stadio Nicola Ceravolo

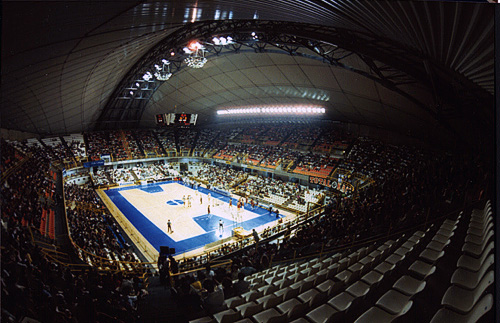
PalaCalafiore

#### Stadi
Di seguito si riporta l'elenco degli stadi calabresi con più di 2.000 posti, in ordine decrescente di capienza:
| Pos. | Stadio                       | Città                 | Capienza |
| ---- | ---------------------------- | --------------------- | -------- |
| 1    | Oreste Granillo              | Reggio Calabria       | 22 868   |
| 2    | Stadio San Vito-Gigi Marulla | Cosenza               | 20 987   |
| 3    | Ezio Scida                   | Crotone               | 16 108   |
| 4    | Nicola Ceravolo              | Catanzaro             | 14 650   |
| 5    | Stadio Pasquale Stanganelli  | Gioia Tauro           | 7 000    |
| 6    | Luigi Razza                  | Vibo Valentia         | 6 000    |
| 7    | Guido D'Ippolito             | Lamezia Terme         | 5 842    |
| 8    | Marco Lorenzon               | Rende                 | 5 000    |
| 9    | Città di Locri               | Locri                 | 4 500    |
| 9    | Stefano Rizzo                | Corigliano-Rossano    | 4 500    |
| 11   | Mimmo Rende                  | Castrovillari         | 4 000    |
| 11   | Pasquale Castrovillari       | Acri                  | 4 000    |
| 13   | Città di Corigliano          | Corigliano-Rossano    | 3 500    |
| 13   | Filippo Raciti               | Siderno               | 3 500    |
| 15   | Sant'Antonio                 | Isola di Capo Rizzuto | 3 200    |
| 16   | Giuseppe Lopresti            | Palmi                 | 1 500    |

#### Palasport
Di seguito si riporta l'elenco dei palasport calabresi con più di 2.000 posti, in ordine decrescente di capienza:
| Pos. | Palasport                      | Città              | Capienza |
| ---- | ------------------------------ | ------------------ | -------- |
| 1    | PalaCalafiore                  | Reggio Calabria    | 8 450    |
| 2    | PalaMaiata                     | Vibo Valentia      | 5 000    |
| 3    | PalaGallo                      | Catanzaro          | 3 500    |
| 4    | PalaCorigliano                 | Corigliano-Rossano | 3 000    |
| 4    | PalaGreco                      | Catanzaro          | 3 000    |
| 4    | PalaMilone                     | Crotone            | 3 000    |
| 5    | Palazzetto dello Sport di Acri | Acri               | 3 000    |
| 6    | PalaBotteghelle                | Reggio Calabria    | 2 500    |
| 7    | PalaValentia                   | Vibo Valentia      | 2 500    |